# Liste von Pferderennbahnen

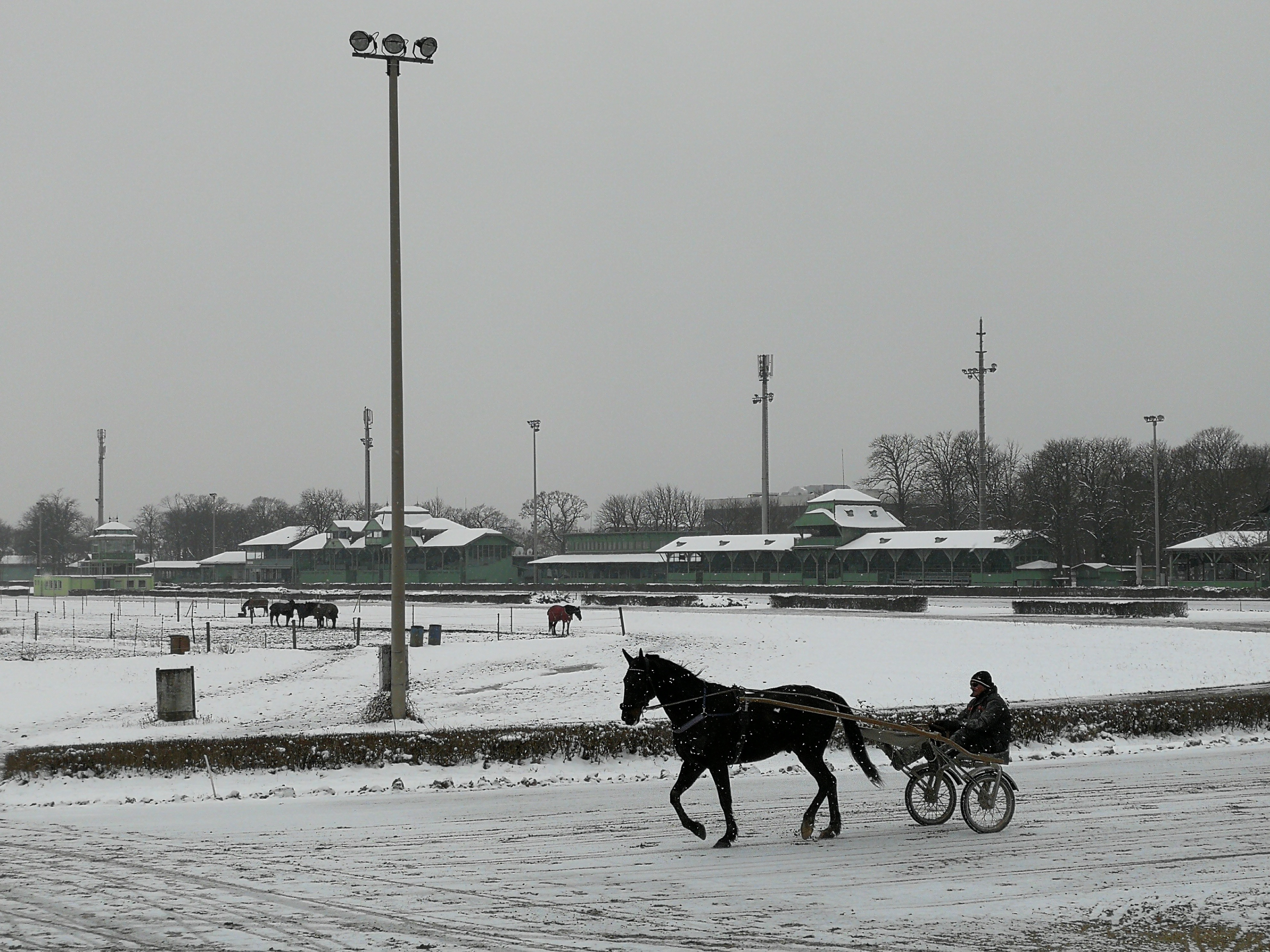
Trabrennbahn Baden bei Wien

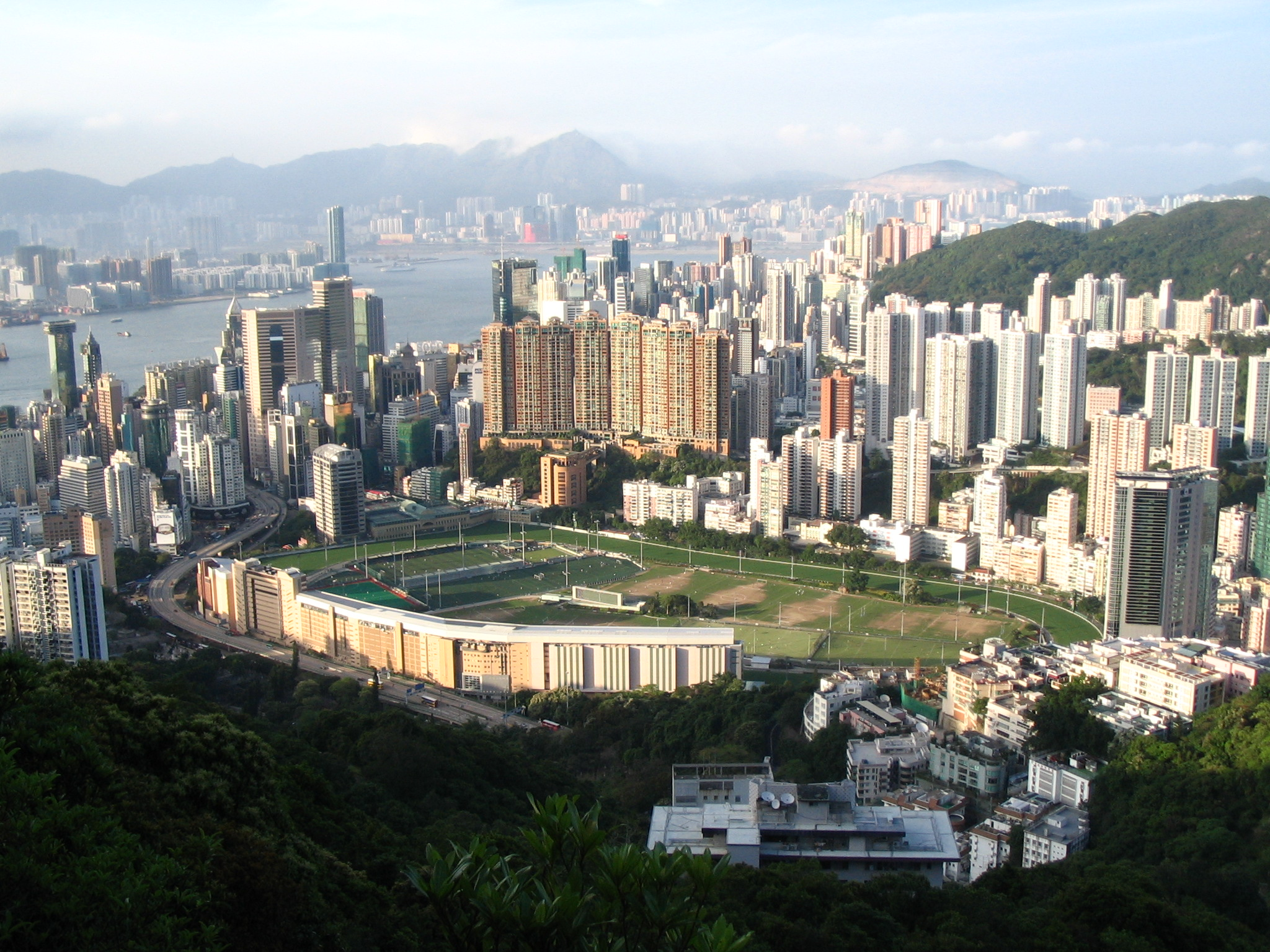
Happy Valley Rennbahn, Hongkong, 2008

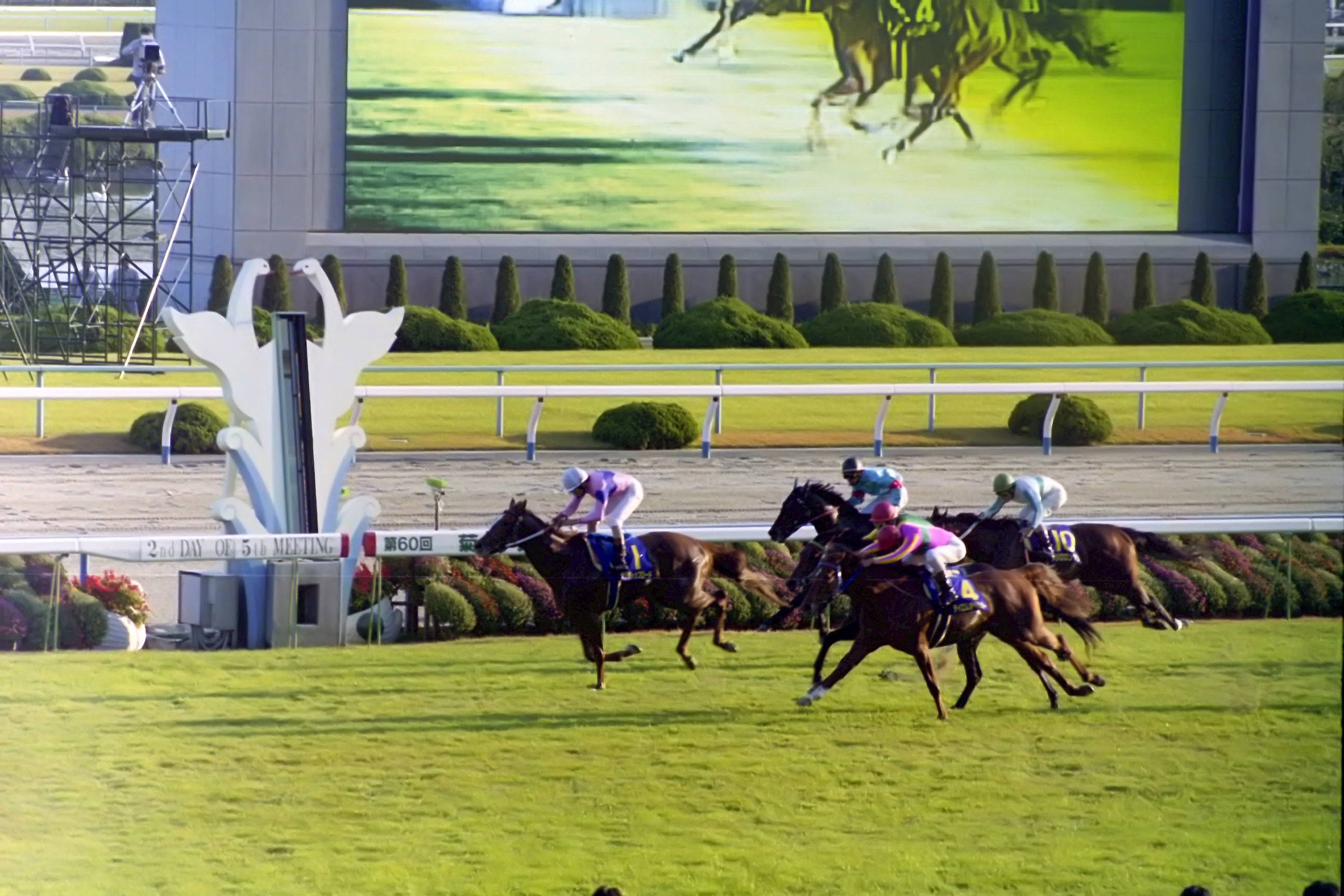
Kyoto Rennbahn, Japan, 1999

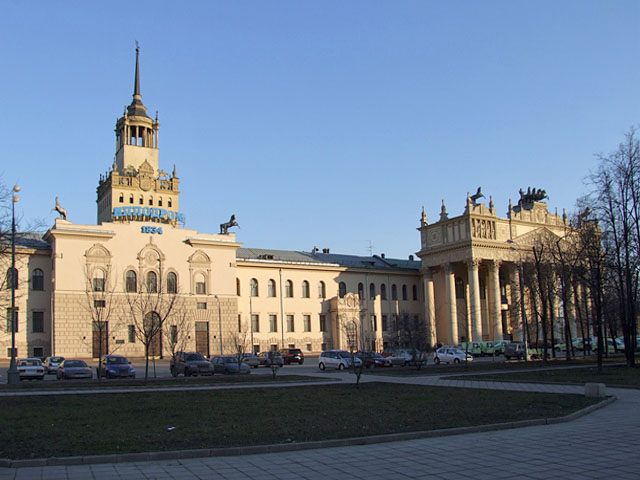
Moskauer Hippodrom, 2007

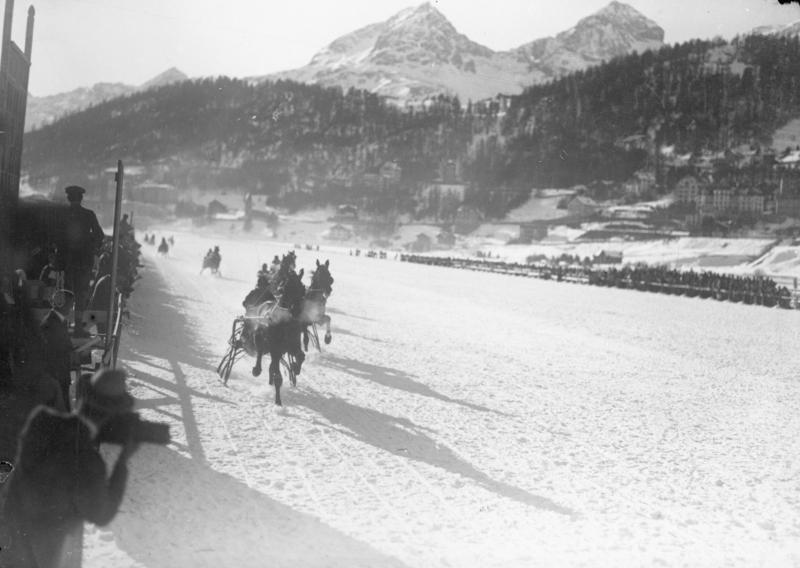
Winter-Rennbahn St. Moritz, 1931

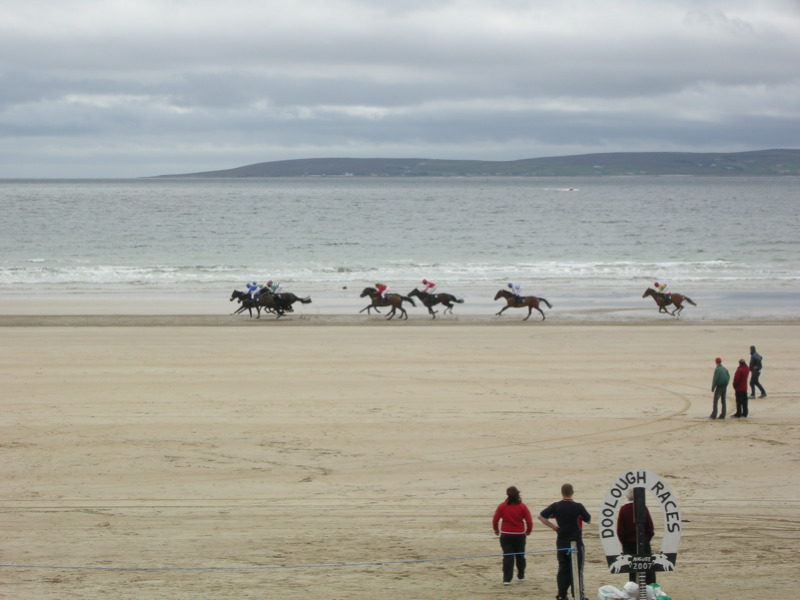
Pferderennen während des Geesala Festival, Doolough Beach, County Mayo, Irland, 2007

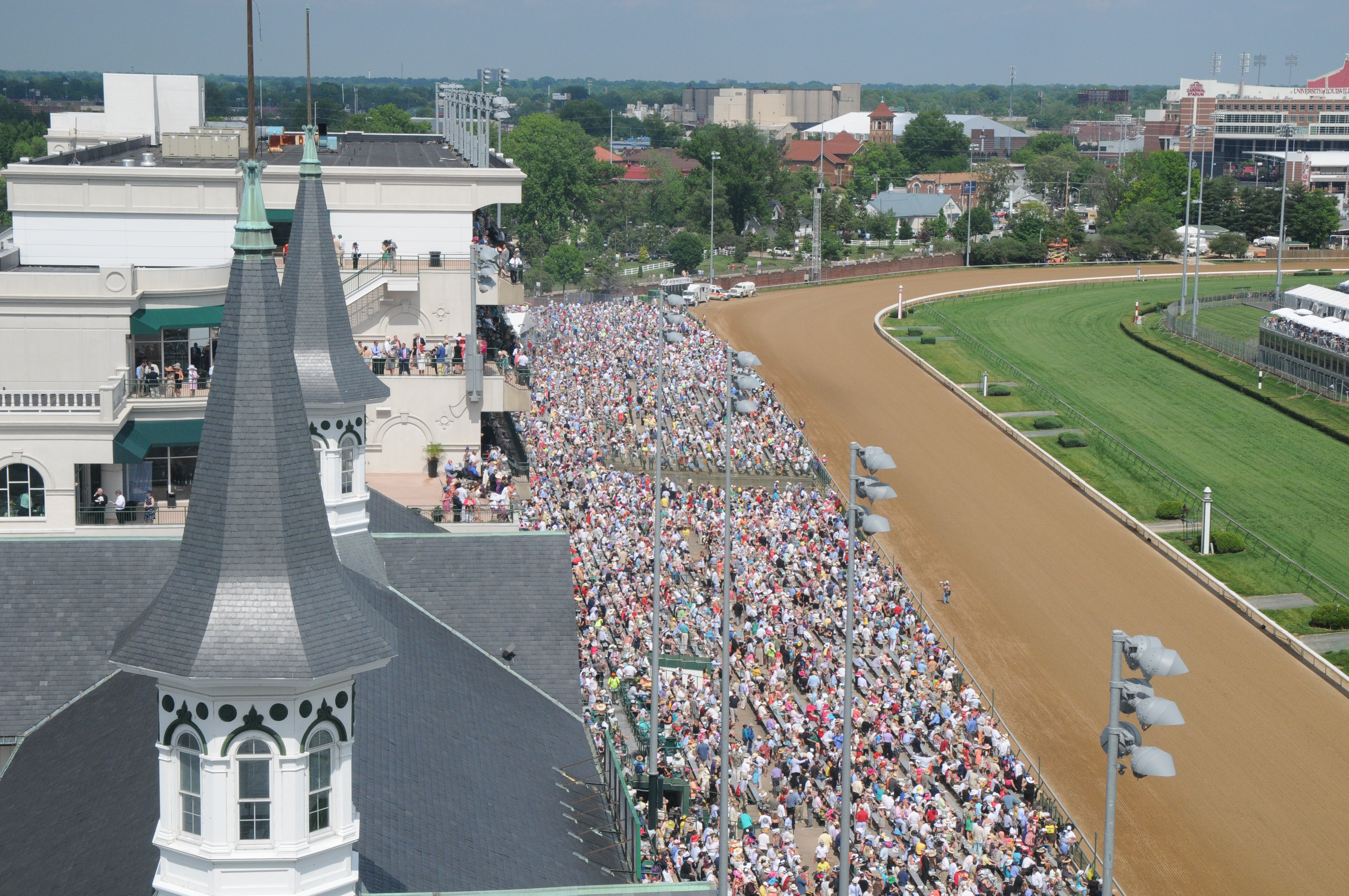
Churchill Downs, Kentucky, 2007

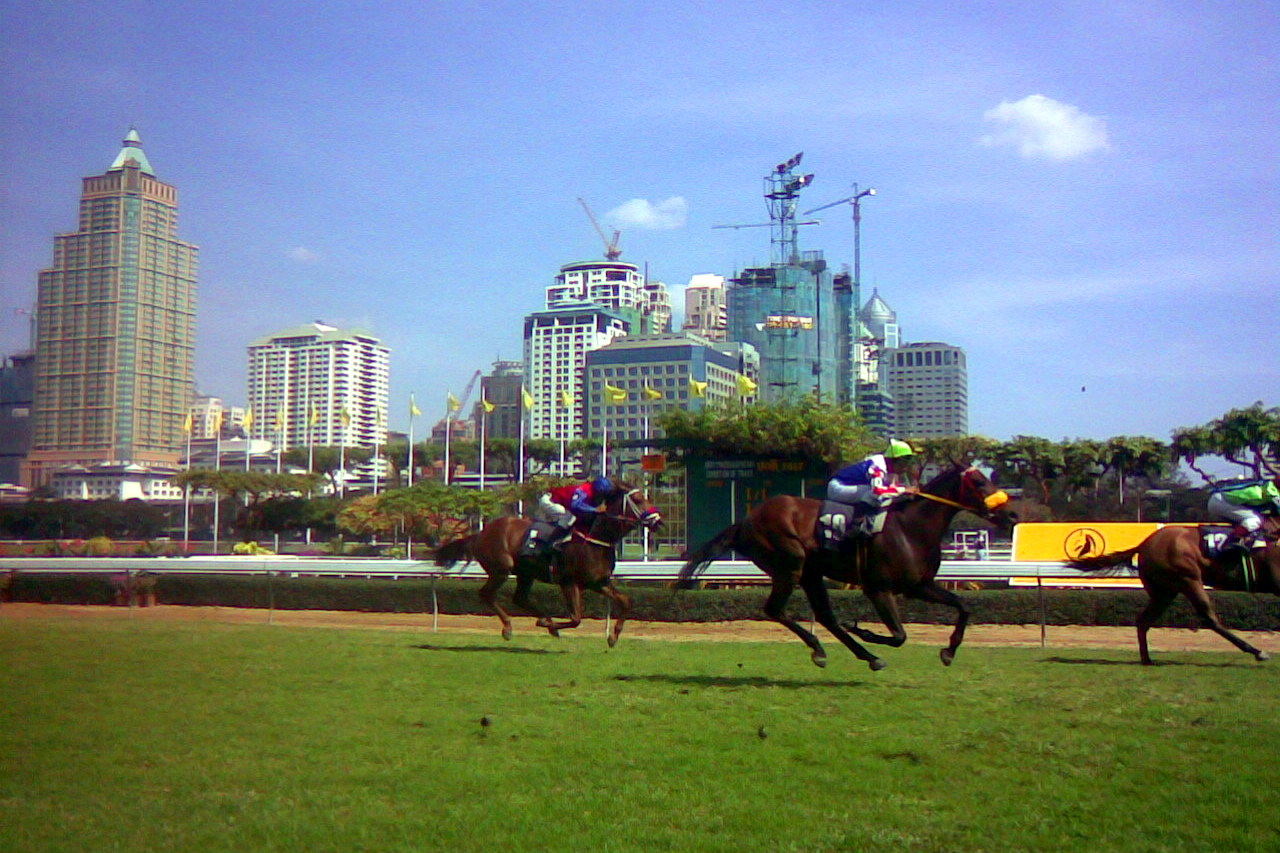
Royal Bangkok Sport Club, Thailand 2008

Die Liste von Pferderennbahnen enthält neuzeitliche Pferderennbahnen. Die Galopp- und Trabrennbahnen sind nach Ländern sortiert. In den meisten englischsprachigen Ländern werden Rennbahnen „racecourses“ genannt, in den USA und Kanada heißen sie jedoch „racetracks“, in vielen anderen Sprachen wird der Begriff „Hippodrom“ verwendet.

## Argentinien

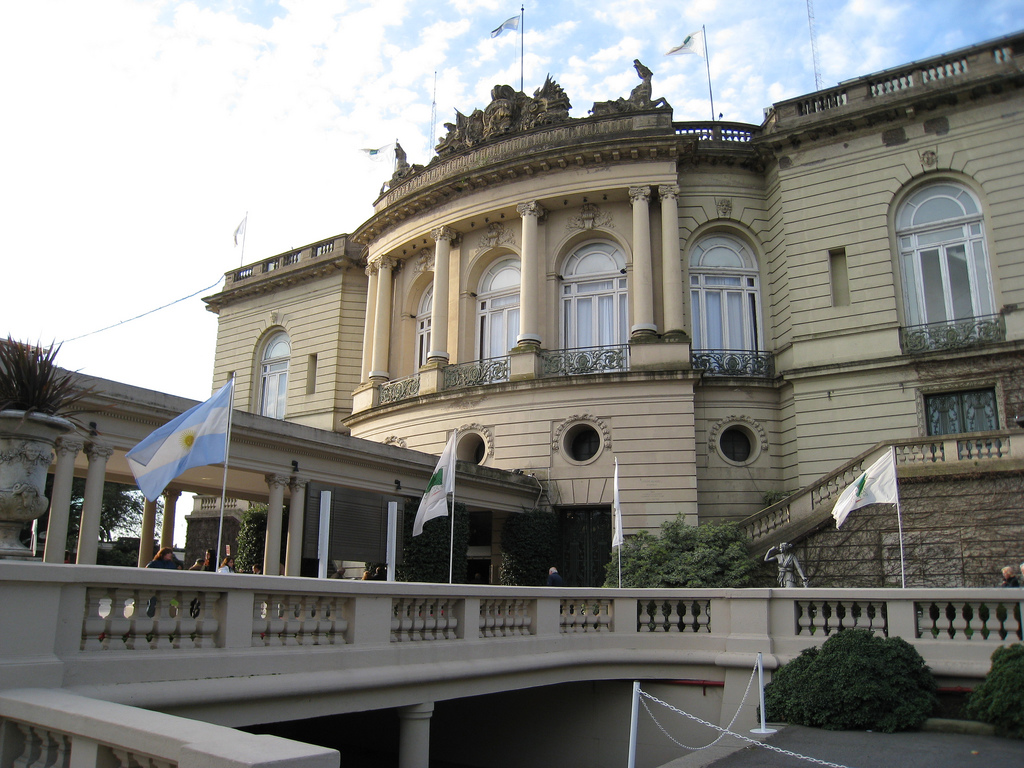
Haupttribüne, Hipódromo Argentino de Palermo, 2008

- Hipodromo Argentino de Palermo, Buenos Aires[1]
- Hipodromo de San Isidro, San Isidro, Buenos Aires Province

## Australien
Es gibt mehr als 360 registrierte Pferderennbahnen in Australien, auf denen Vollblut-Pferderennen ausgetragen werden. Es werden rund 3050 Renntage veranstaltet. Es gibt zudem eine Anzahl reiner Trabrennbahnen.
- Armidale Jockey Club, Armidale, New South Wales[2]
- Ascot Racecourse, Perth, Western Australia
- Belmont Park Racecourse, Perth, Western Australia
- Broadmeadow Racecourse, Newcastle (New South Wales)
- Callaghan Park, Rockhampton, Queensland
- Canberra Racecourse, (Thoroughbred Park) Canberra, Australian Capital Territory
- Canterbury Park Racecourse, Sydney, New South Wales
- Caulfield Racecourse, Melbourne, Victoria
- Clare Valley Racecourse, Clare, South Australia
- Cluden Racecourse, Townsville, Queensland
- Doomben Racecourse, Brisbane, Queensland

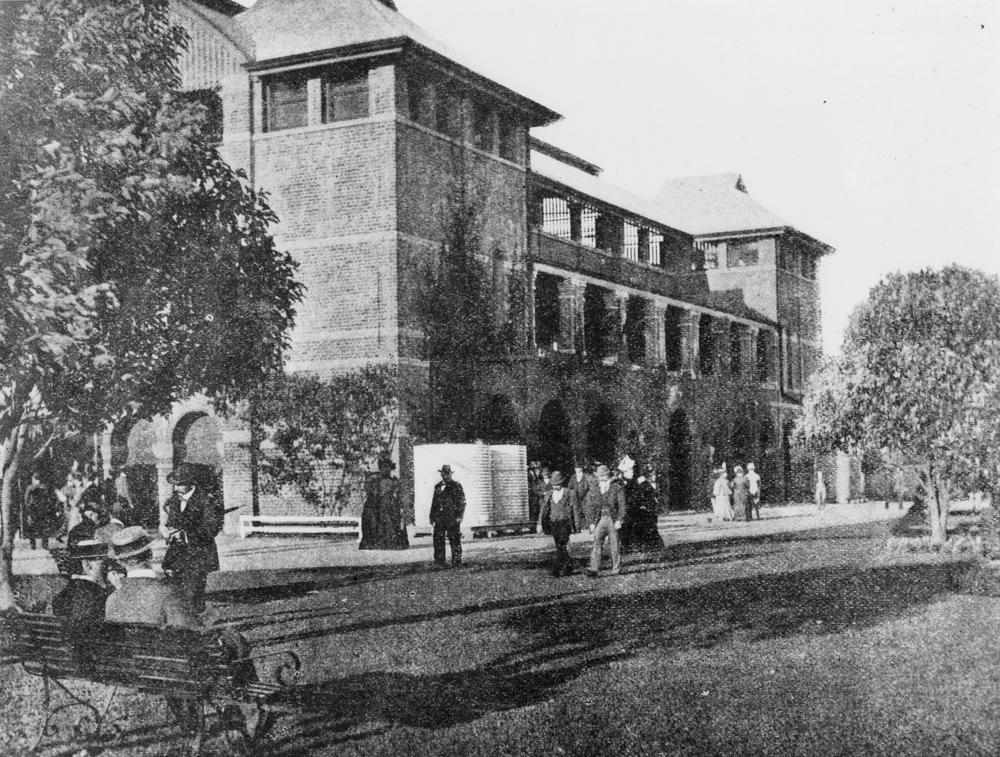
Eagle Farm Rennbahn, Brisbane, 1900

- Eagle Farm Racecourse, Brisbane, Queensland
- Flemington Racecourse, Melbourne, Victoria, Austragungsort des Melbourne Cup
- Geelong Racecourse, Geelong, Victoria
- Hamilton Racecourse, Hamilton (Victoria)
- Kembla Grange Racecourse, Wollongong, New South Wales[3]
- Lismore Turf Club, Lismore, New South Wales
- Moonee Valley Racecourse, Melbourne, Victoria
- Morphettville Racecourse, Adelaide, South Australia

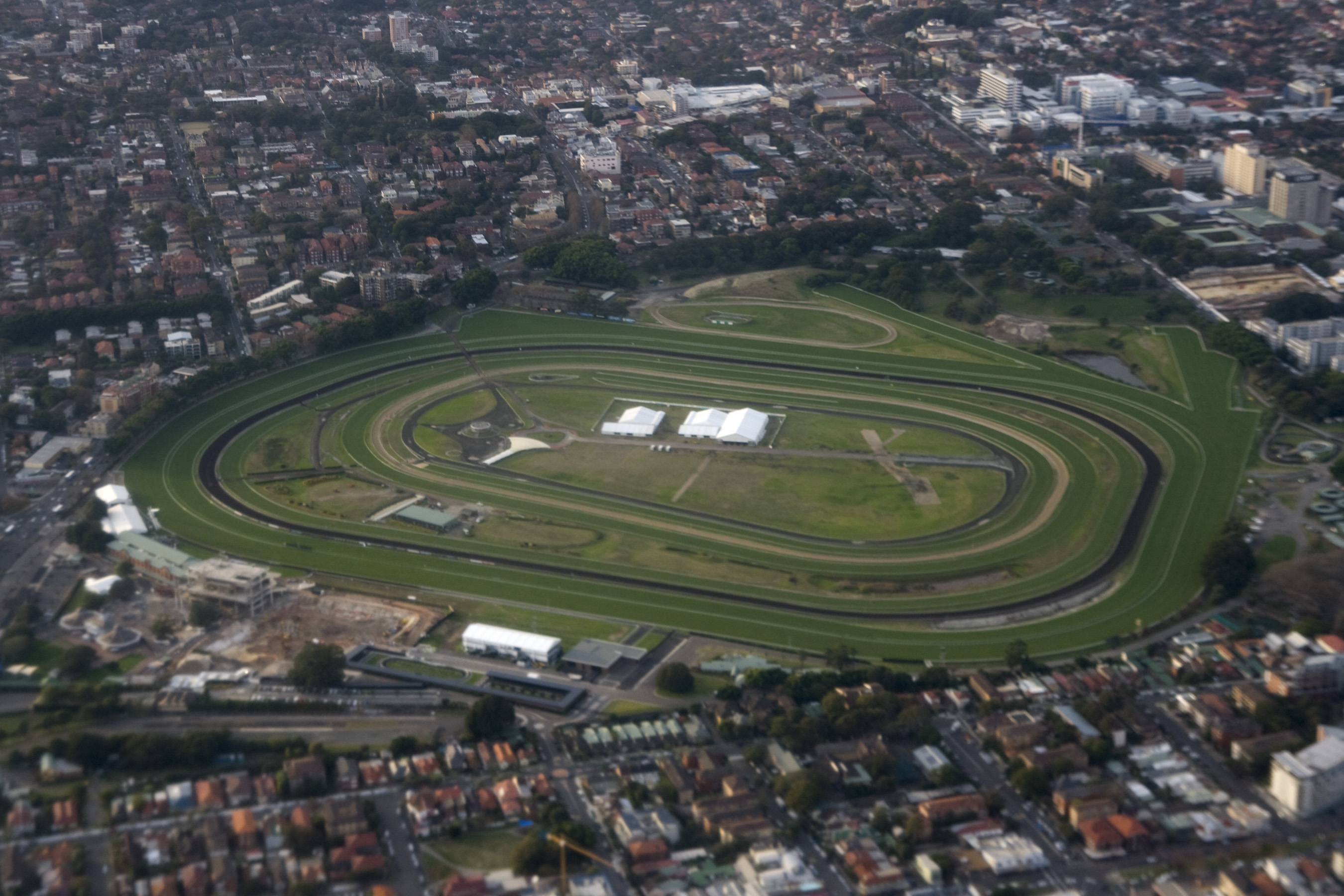
Randwick Racecourse, Sydney

- Randwick Racecourse, Sydney, New South Wales
- Rosehill Gardens Racecourse, Sydney, New South Wales
- Sandown Park Racecourse, Melbourne, Victoria
- Tamworth Jockey Club, Tamworth, New South Wales[4]
- Wagga Racecourse, Wagga Wagga, New South Wales[5]
- Walcha Jockey Club, Walcha, New South Wales[6]
- Warwick Farm racecourse, Sydney, New South Wales

## Bahrain
- Rashid Equestrian and Horseracing Club, Riffa[7]

## Barbados
- Garrison Savannah Race Track, Bridgetown

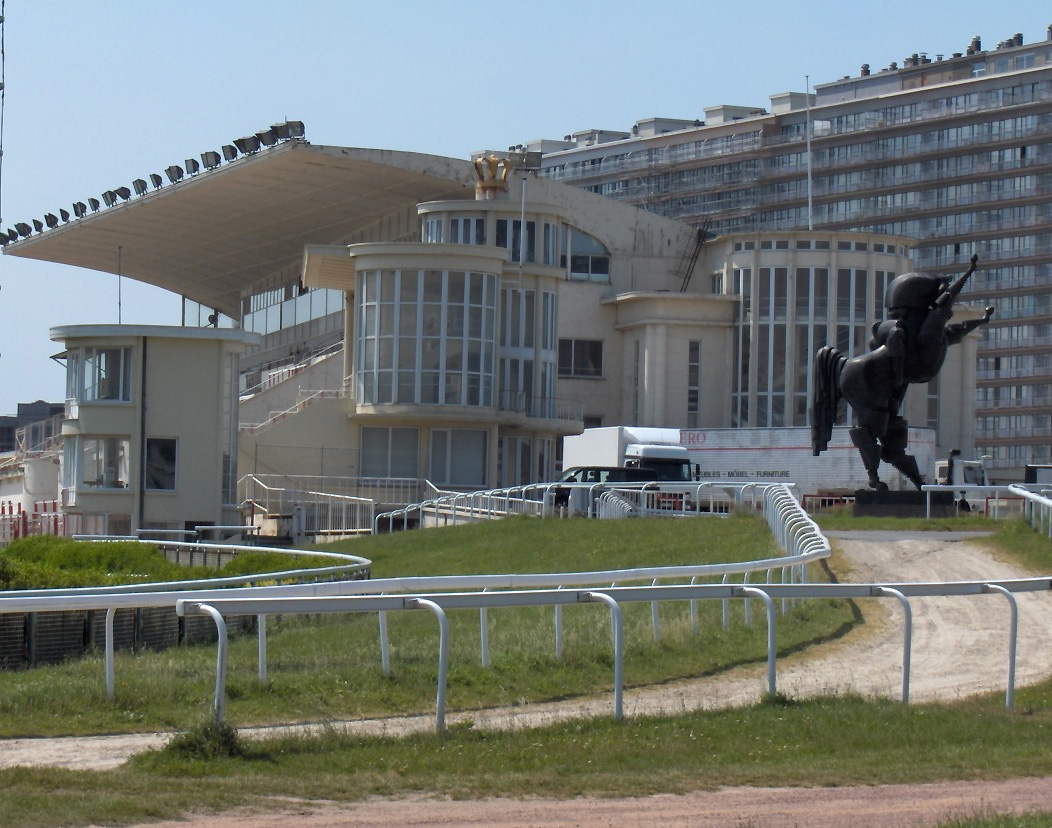
Hippodrome Wellington, Belgien, 2005

## Belgien
- Hippodroom de Kuurne, Kuurne[8]
- Hippodrome de Wallonie, Mons–Ghlin
- Hippodroom Tongern, Tongern, Trabrennen[9]
- Hippodroom Waregem, Waregem
- Hippodrome Wellington, Ostend

## Brasilien

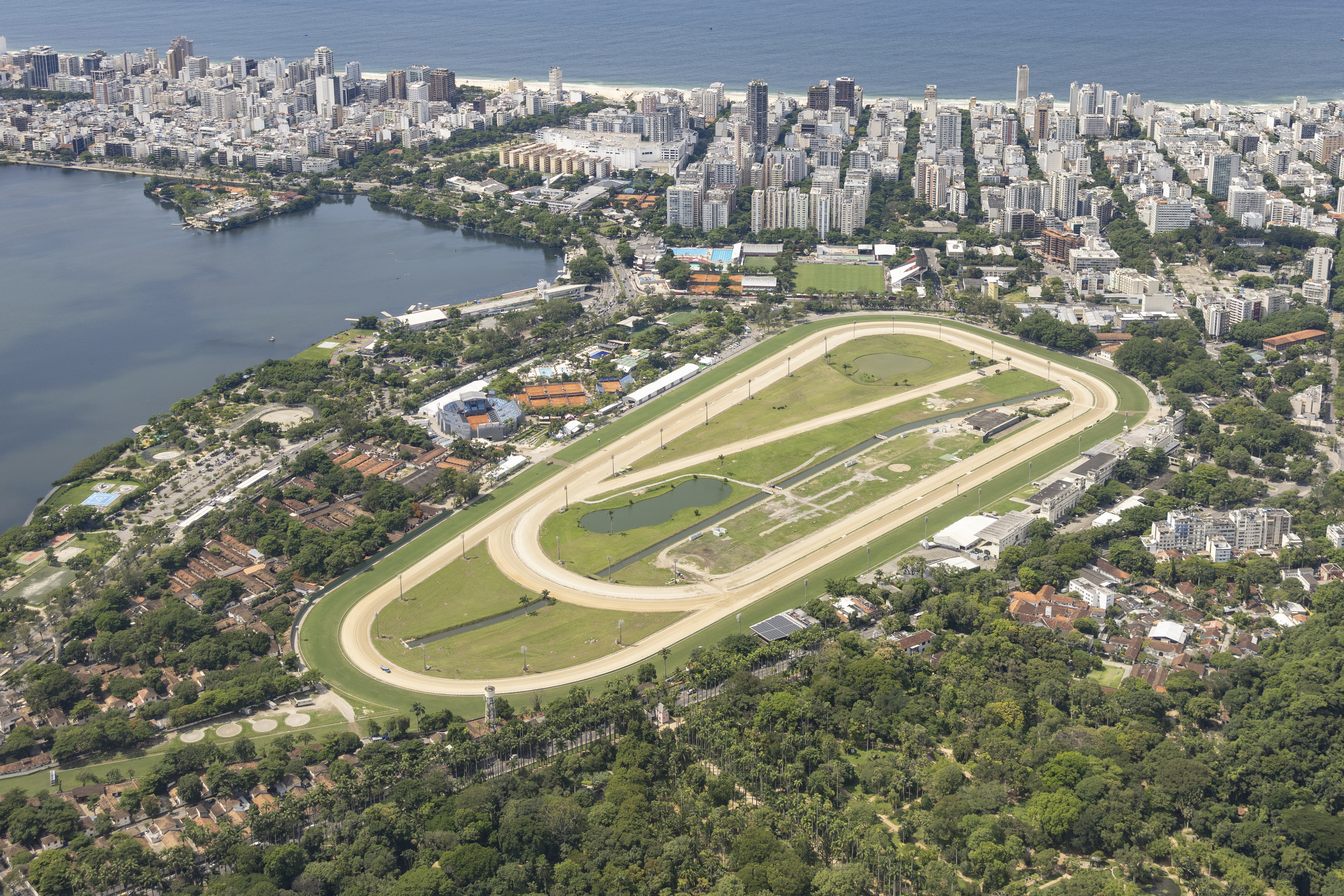
Jockey Club Brasileiro, Hipódromo da Gávea, Rio de Janeiro, 2010

- Hipódromo da Gávea, Rio de Janeiro
- Hipodromo do Cristal, Porto Alegre

## Chile
- Club Hípico de Concepción, Concepción, Bio-Bio Region
- Club Hipico de Santiago, Santiago de Chile
- Hipodromo Chile, Santiago de Chile
- Valparaiso Sporting Club, Viña del Mar, Región de Valparaíso

## Dänemark

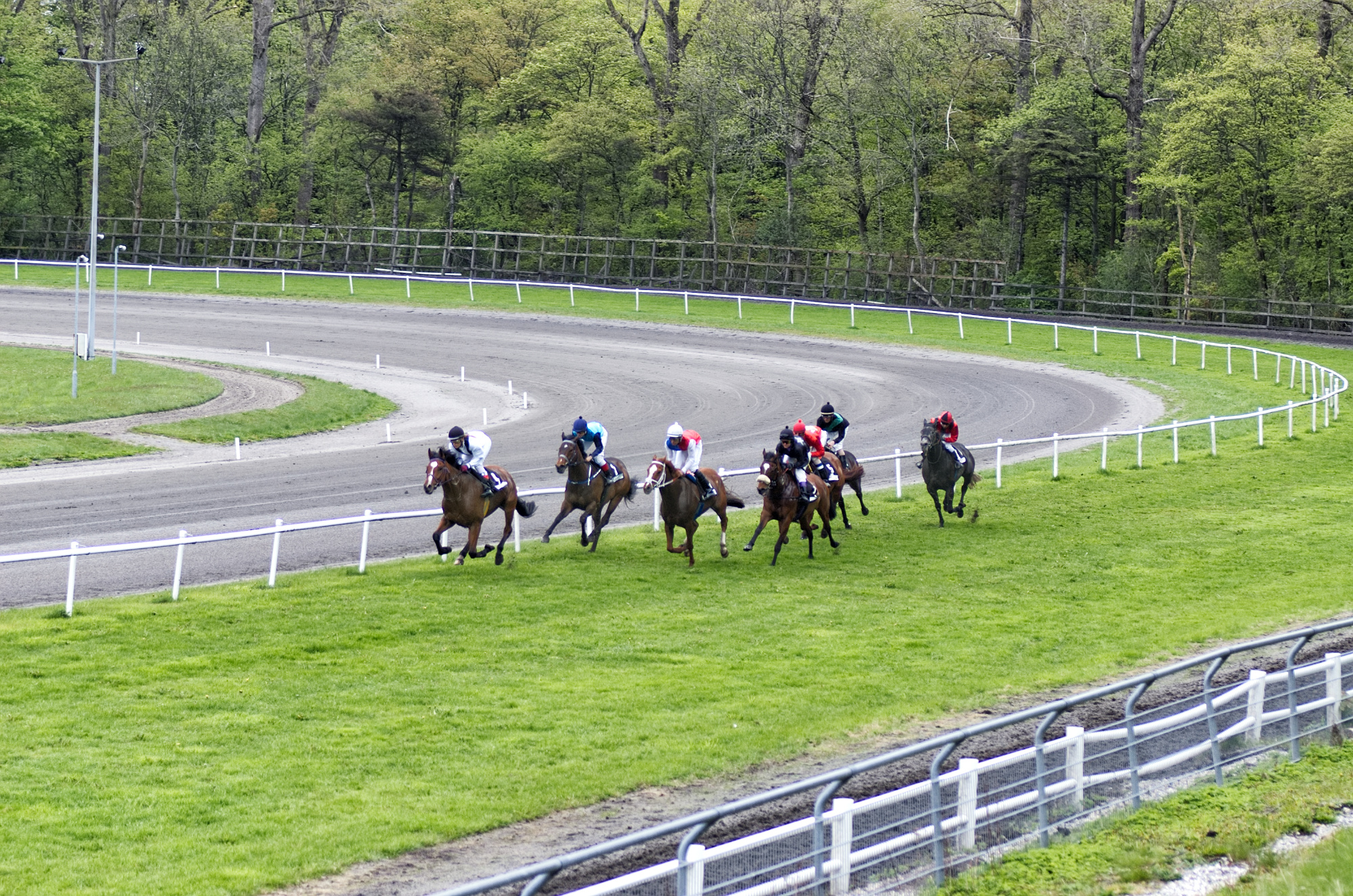
Jydsk Væddeløbsbane, Aarhus, Dänemark, 2010

- Nykøbing F. Travbane, Nykøbing Falster[10]
- Billund Trav, Billund[11] (kein Rennbetrieb mehr)
- Bornholms Brand Park, Trabrennbahn auf der Insel Bornholm in der Ostsee, weltweit kleinste Rennbahn[10]
- Charlottenlund Travbane, Kopenhagen (Veranstaltungsort des Copenhagen Cup)[12][10]
- Fyens Væddeløbsbane, Odense[10]
- Jydsk Væddeløbsbane, Aarhus[10]
- Galopprennbahn Klampenborg, Kopenhagen
- Aalborg Væddeløbsbane, Aalborg[10]
- Trav Arena Skive, Skive[10]

## Deutschland

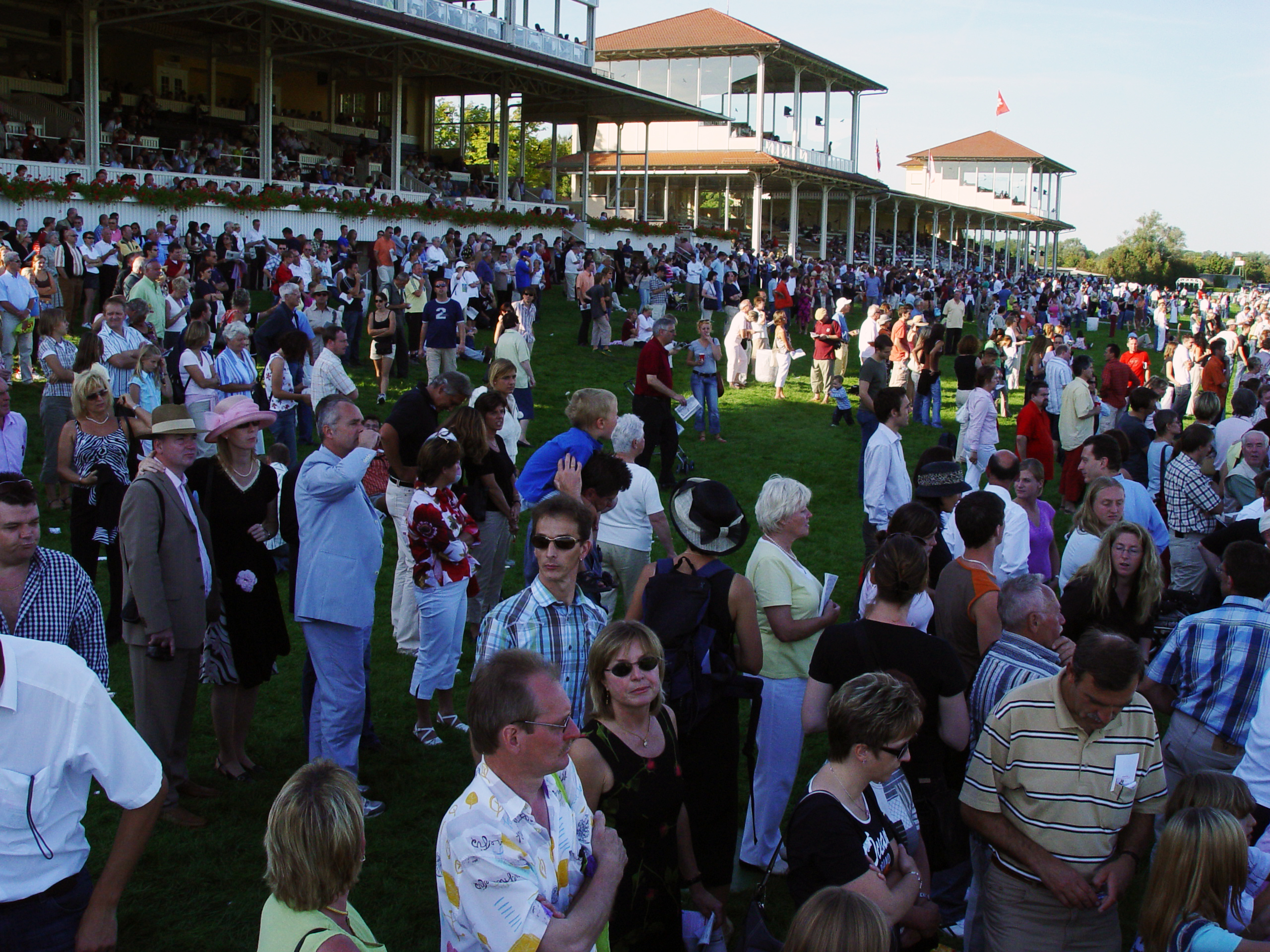
Tribüne, Rennplatz Iffezheim, Baden-Baden, 2005

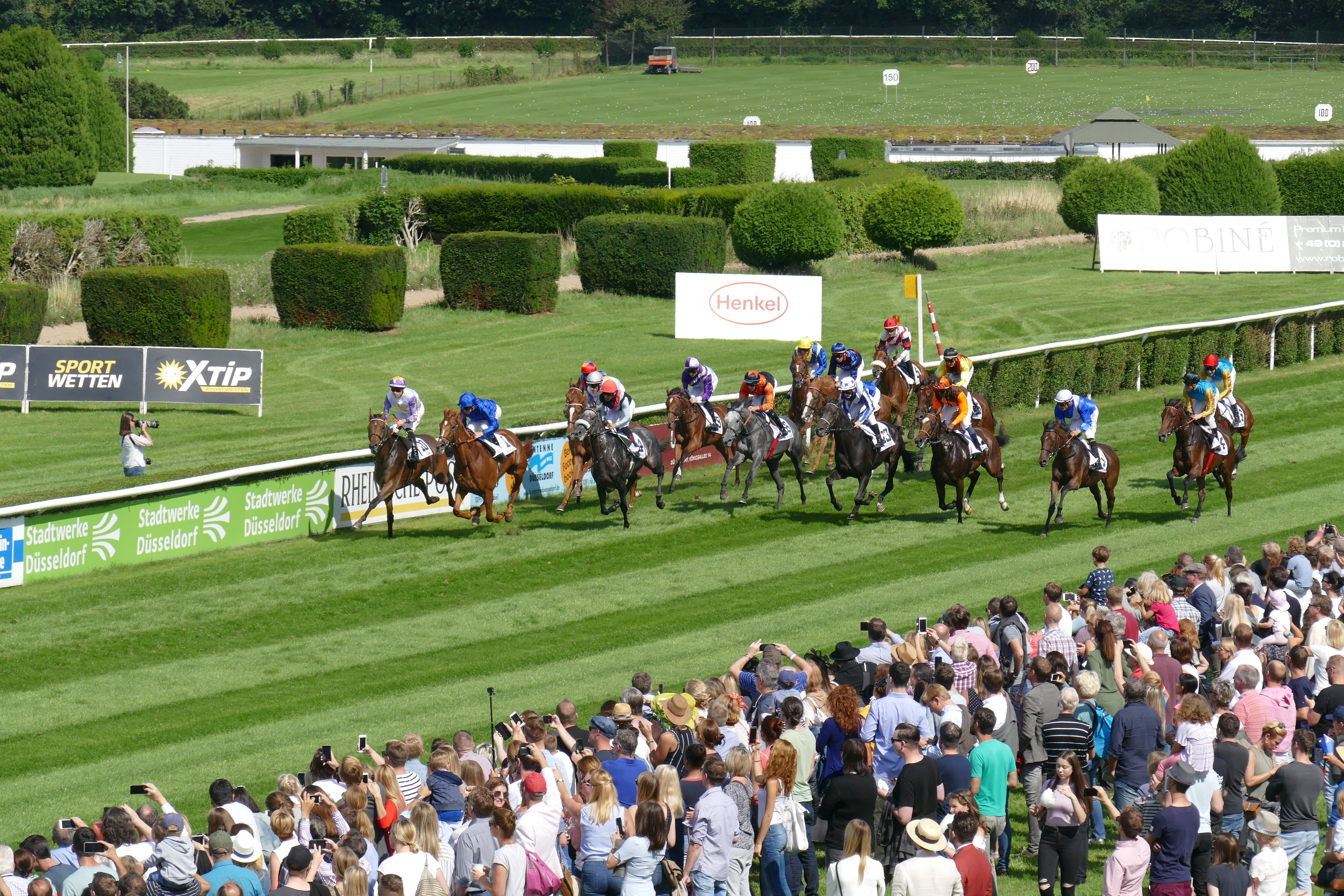
Düsseldorf-Grafenberg, Preis der Diana, 2017

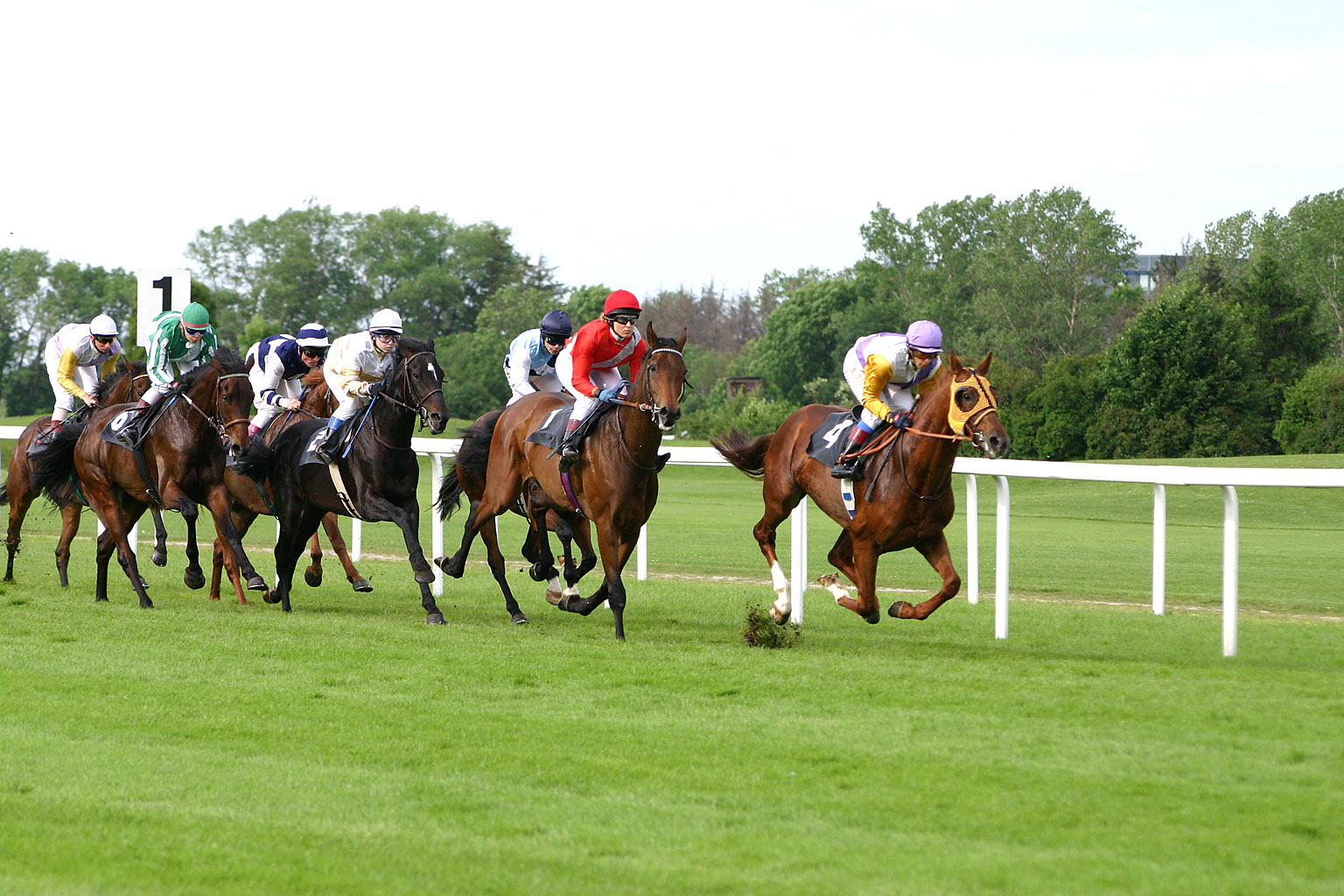
München-Riem, 2004

- Galopprennbahn Bad Harzburg, Bad Harzburg, Niedersachsen
- Galopprennbahn Baden-Baden – Iffezheim, Baden-Baden, Baden-Württemberg
- Rennbahn Grunewald, Berlin, (1934 abgegangen)
- Galopprennbahn Bremen, Bremen (kein Rennbetrieb mehr)
- Naturhindernis-Pferderennbahn, Castrop-Rauxel, Nordrhein-Westfalen (kein Rennbetrieb mehr)
- Galopprennbahn Dortmund, Dortmund, Nordrhein-Westfalen
- Galopprennbahn Dresden-Seidnitz, Dresden, Sachsen
- Galopprennbahn Düsseldorf-Grafenberg, Düsseldorf, Nordrhein-Westfalen
- Galopprennbahn Gelsenkirchen-Horst, Gelsenkirchen, Nordrhein-Westfalen (kein Rennbetrieb mehr)
- Galopprennbahn Frankfurt, Frankfurt am Main, Hessen (kein Rennbetrieb mehr)
- Boxberg, Gotha, Thüringen (kein Rennbetrieb mehr)
- Galopprennbahn Halle (Saale), Halle (Saale), Sachsen-Anhalt
- Galopprennbahn Hamburg-Horn, Hamburg
- Galopprennbahn Wandsbeker Felder, Wandsbeck, heute Hamburg (kein Rennbetrieb mehr)
- Neue Bult, Hannover, Niedersachsen
- Galopprennbahn Haßloch, Haßloch, Rheinland-Pfalz
- Galopprennbahn Herxheim, Herxheim bei Landau/Pfalz, Rheinland-Pfalz
- Galopprennbahn Hoppegarten, Hoppegarten, Brandenburg (nahe Berlin)
- Galopprennbahn Krefeld, Krefeld, Nordrhein-Westfalen
- Galopprennbahn Köln-Weidenpesch, Köln, Nordrhein-Westfalen
- Galopprennbahn Scheibenholz, Leipzig, Sachsen
- Galopprennbahn Magdeburg-Herrenkrug, Magdeburg, Sachsen-Anhalt
- Galopprennbahn Mannheim-Seckenheim, Mannheim, Baden-Württemberg
- Rennbahn Raffelberg, Mülheim an der Ruhr, Nordrhein-Westfalen
- Galopprennbahn München-Riem, München, Bayern
- Galopprennbahn Neuss, Neuss, Nordrhein-Westfalen (kein Rennbetrieb mehr)
- Galopprennbahn Verden, Verden, Niedersachsen[13]
- Ostseerennbahn, Bad Doberan, Mecklenburg-Vorpommern
- Trabrennbahn Karlshorst, Berlin
- Rennbahn Knielingen, Karlsruhe, Baden-Württemberg
- Rennbahn Saarbrücken-Güdingen, Saarbrücken, Saarland
- Rennbahn in Groß Borstel, Hamburg (kein Rennbetrieb mehr)
- Trabrennbahn Bahrenfeld, Hamburg
- Trabrennbahn Daglfing, München, Bayern
- Trabrennbahn Dieburg, Dieburg, Hessen (kein Rennbetrieb mehr)
- Trabrennbahn Dinslaken, Dinslaken, Nordrhein-Westfalen (kein Rennbetrieb mehr)
- GelsenTrabPark, Gelsenkirchen, Nordrhein-Westfalen
- Trabrennbahn Mariendorf, Berlin
- Trabrennbahn Mönchengladbach, Mönchengladbach, Nordrhein-Westfalen
- Trabrennbahn Pfarrkirchen, Pfarrkirchen, Bayern
- Trabrennbahn Recklinghausen, Recklinghausen, Nordrhein-Westfalen (kein Rennbetrieb mehr)
- Trabrennbahn Straubing, Straubing, Bayern
- Trabrennbahn Jübek, Jübek, Schleswig-Holstein (kein Rennbetrieb mehr seit 2001)[14]

## Dominikanische Republik
- Hipodromo V Centenario, Santo Domingo[15]

## Estland
- Tallinna Hipodroom, Tallinn

## Finnland

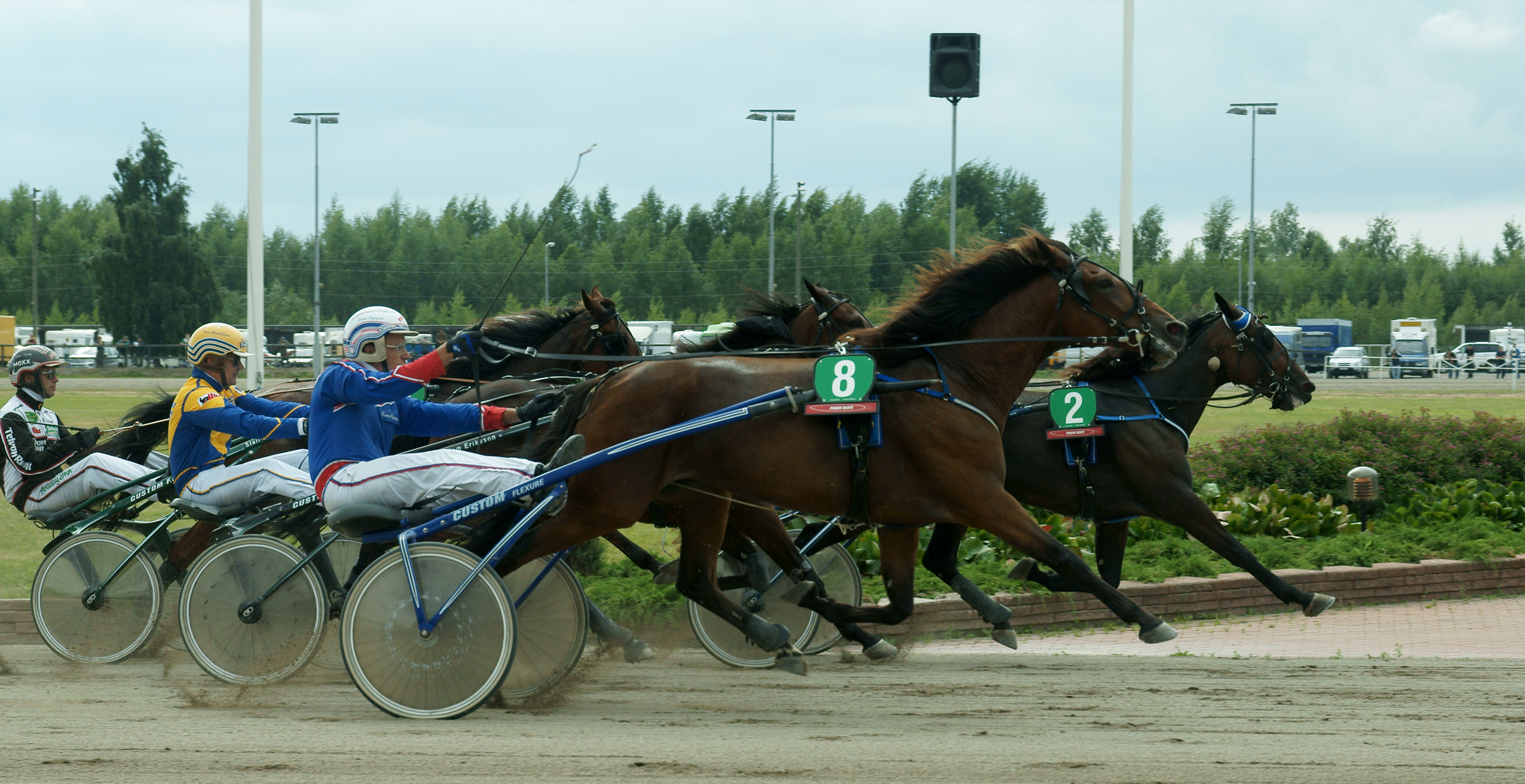
Rennbahn Pori, Finnland, 2011

Aus Finnisch heißt Rennbahn „ravirata“.
- Äimäraution ravirata, Oulu[16]
- Joensuun ravirata, Joensuu[17]
- Jokimaan ravirata, Lahti[18]
- Killerin ravirata, Jyväskylä[19]
- Kouvolan ravirata, Kouvola[20]
- Kuopion ravirata, Kuopio[21]
- Metsämäen ravirata, Metsämäki, Turku[22]
- Mikkelin ravirata, Mikkeli[23]
- Porin Ravit, Pori Trabrennen, Pori[24]
- Seinäjoen ravikeskus, Trabrennzentrum Seinäjoki, Seinäjoki[25]
- Teivon ravirata, Ylöjärvi (nahe Tampere)[26]
- Vermon ravirata, Espoo[27]

## Frankreich

### Auvergne-Rhône-Alpes

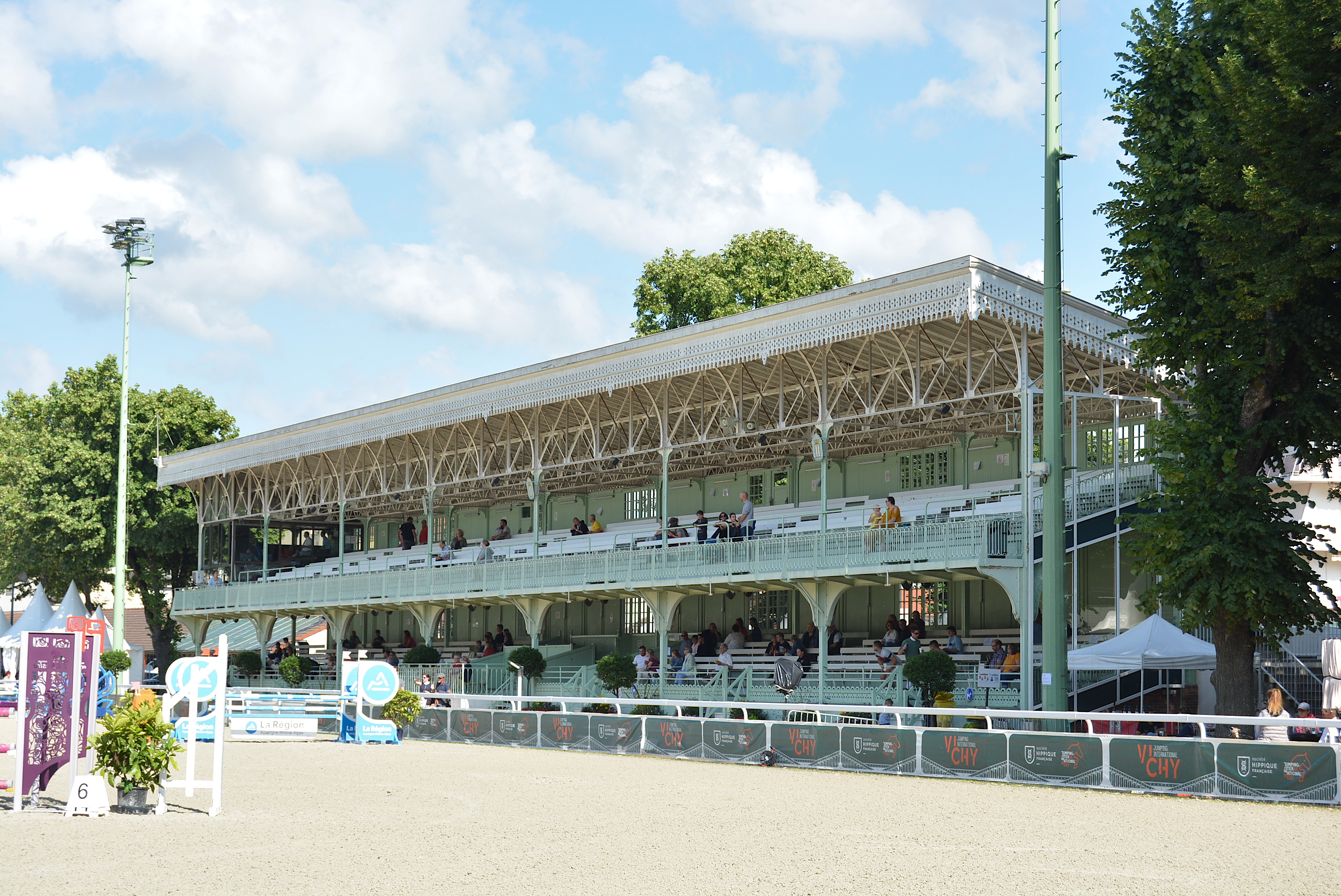
Tribüne des Stade équestre du Sichon in Vichy von Gustave Eiffel

- Hippodrome Georges du Breil, Aurillac[28]
- Hippodrome de Marlioz, Aix-les-Bains[29]
- Hippodrome de Bel Air, Châtillon-sur-Chalaronne[30]
- Hippodrome André Longchamp, Divonne-les-Bains[31]
- Hippodrome du Parc, Feurs, Trabrennen[32]
- Hippodrome Saint-Jean, Montluçon[33]
- Hippodrome des Gateaux, Moulins[34]
- Hippodrome de Parilly und Hippodrome de Carré de Soie, Bron (Vorort von Lyon)[35][36]
- Hippodrome Joseph Desjoyaux, Saint-Galmier, Trabrennen[37]
- Hippodrome de Bellerive, Vichy[38]
- Stade équestre du Sichon, Vichy (kein Rennbetrieb mehr)[39]

### Bourgogne-Franche-Comté
- Hippodrome de Cluny, Mâcon
- Hippodrome de la Varenne, Paray-le-Monial
- Hippodrome de Marcilly, Vitteaux
- Hippodrome de Comberjon, Vesoul

### Bretagne
| Beschreibung                                                     | Département     | Adresse                                    | Distrikt                 | Koordinaten                   | Bild |
| ---------------------------------------------------------------- | --------------- | ------------------------------------------ | ------------------------ | ----------------------------- | ---- |
| Hippodrome de l'Aublette                                         | Côtes-d'Armor   | Quévert                                    | Avenue de l'Aublette     | 48° 26′ 44″ N, 2° 5′ 7″ W     |      |
| Équipôle du Petit Paris                                          | Côtes-d'Armor   | Canihuel Le Haut-Corlay                    | Le Petit-Paris           | 48° 20′ 3″ N, 3° 4′ 48,7″ W   |      |
| Hippodrome marin de la Plage Saint-Sieu                          | Côtes-d'Armor   | Lancieux                                   | Boulevard de la Mer      | 48° 36′ 29″ N, 2° 9′ 24″ W    |      |
| Hippodrome de Calouët                                            | Côtes-d'Armor   | Loudéac                                    | Calouët                  | 48° 9′ 33″ N, 2° 45′ 35″ W    |      |
| Hippodrome marin de Saint-Efflam                                 | Côtes-d'Armor   | Plestin-les-Grèves                         | Saint-Efflam             | 48° 40′ 11″ N, 3° 35′ 48″ W   |      |
| Hippodrome du Bel-Orme                                           | Côtes-d'Armor   | Ploumagoar Saint-Agathon                   | Avenue de l'Hippodrome   | 48° 32′ 52″ N, 3° 5′ 45″ W    |      |
| Hippodrome de Quenropers                                         | Côtes-d'Armor   | Rostrenen Saint-Lubin                      | Quenropers               | 48° 15′ 3″ N, 3° 20′ 5″ W     |      |
| Hippodrome de la Baie                                            | Côtes-d'Armor   | Yffiniac                                   | Les Villes-Tanets        | 48° 27′ 28″ N, 2° 42′ 51″ W   |      |
| Hippodrome de Kerret                                             | Finistère       | Guerlesquin                                | La Tourelle              | 48° 30′ 27,9″ N, 3° 35′ 3″ W  |      |
| Hippodrome de Langolvas                                          | Finistère       | Morlaix                                    | Langolvoas               | 48° 34′ 57″ N, 3° 47′ 51″ W   |      |
| Hippodrome marin de la Baie du Kernic                            | Finistère       | Plouescat                                  | Rohou-Bras               | 48° 39′ 23″ N, 4° 12′ 24″ W   |      |
| Équipôle du pays de Landivisiau (Hippodrome de Croas-al-Leuriou) | Finistère       | Plougourvest                               | Quillivant               | 48° 32′ 14,7″ N, 4° 3′ 5,8″ W |      |
| Hippodrome de Penalan                                            | Finistère       | Plounévézel                                | Le Frostel               | 48° 18′ 52″ N, 3° 35′ 15″ W   |      |
| Hippodrome des Bruyères                                          | Ille-et-Vilaine | Les Brulais Maure-de-Bretagne              | Tréheu                   | 47° 53′ 28″ N, 2° 1′ 21″ W    |      |
| Hippodrome de la Belle Étoile                                    | Ille-et-Vilaine | Grand-Fougeray                             | Rue Bertrand-Du-Guesclin | 47° 43′ 22″ N, 1° 43′ 0″ W    |      |
| Hippodrome de Montboury                                          | Ille-et-Vilaine | La Guerche-de-Bretagne Rannée              | Montboury                | 47° 55′ 52″ N, 1° 13′ 7″ W    |      |
| Hippodrome de la Grande-Marche                                   | Ille-et-Vilaine | Javené                                     | La Grande-Marche         | 48° 19′ 44″ N, 1° 11′ 46″ W   |      |
| Hippodrome de la Chaussée                                        | Ille-et-Vilaine | Le Pertre Saint-Cyr-le-Gravelais (Mayenne) | La Chaussée              | 48° 2′ 33″ N, 1° 1′ 53″ W     |      |
| Hippodrome de Marville                                           | Ille-et-Vilaine | Saint-Malo                                 | Avenue de Marville       | 48° 38′ 34″ N, 1° 59′ 55″ W   |      |
| Hippodrome de la Rive                                            | Ille-et-Vilaine | Redon                                      | Les Grands-Prés          | 47° 38′ 47″ N, 2° 6′ 18″ W    |      |
| Hippodrome Vitré-Saint-Étienne                                   | Ille-et-Vilaine | Vitré                                      | Chemin de la Ménardière  | 48° 6′ 37″ N, 1° 11′ 40″ W    |      |
| Hippodrome de Pré-Naval                                          | Morbihan        | Glénac                                     | Pont du Pré-Naval        | 47° 44′ 52″ N, 2° 7′ 8″ W     |      |
| Hippodrome de la Hattaie                                         | Morbihan        | Guer                                       | Avenue de l'Hippodrome   | 47° 54′ 9″ N, 2° 7′ 52″ W     |      |
| Hippodrome de Saint-Jean-des-Prés                                | Morbihan        | Guillac                                    | Saint-Jean-des-Prés      | 47° 56′ 27″ N, 2° 32′ 14″ W   |      |
| Hippodrome des Vélizées                                          | Morbihan        | Mauron                                     | Allée de Newmarket       | 48° 5′ 29″ N, 2° 17′ 7″ W     |      |
| Hippodrome de Kernivinen                                         | Morbihan        | Noyal-Pontivy                              | Quistinidan              | 48° 3′ 18″ N, 2° 55′ 39″ W    |      |
| Hippodrome de Malleville                                         | Morbihan        | Ploërmel                                   | Malville                 | 47° 55′ 27″ N, 2° 22′ 54″ W   |      |
| Hippodrome du Resto                                              | Morbihan        | Questembert                                | Rue des Pins             | 47° 41′ 32″ N, 2° 26′ 39,8″ W |      |
| Hippodrome de Cano                                               | Morbihan        | Séné                                       | Route de l'Hippodrome    | 47° 38′ 13″ N, 2° 43′ 32″ W   |      |

### Centre-Val de Loire
- Hippodrome de Chartres, Chartres
- Hippodrome de Dreux, Dreux
- Hippodrome de Grigny, Chinon
- Hippodrome de la Ferté Vidame

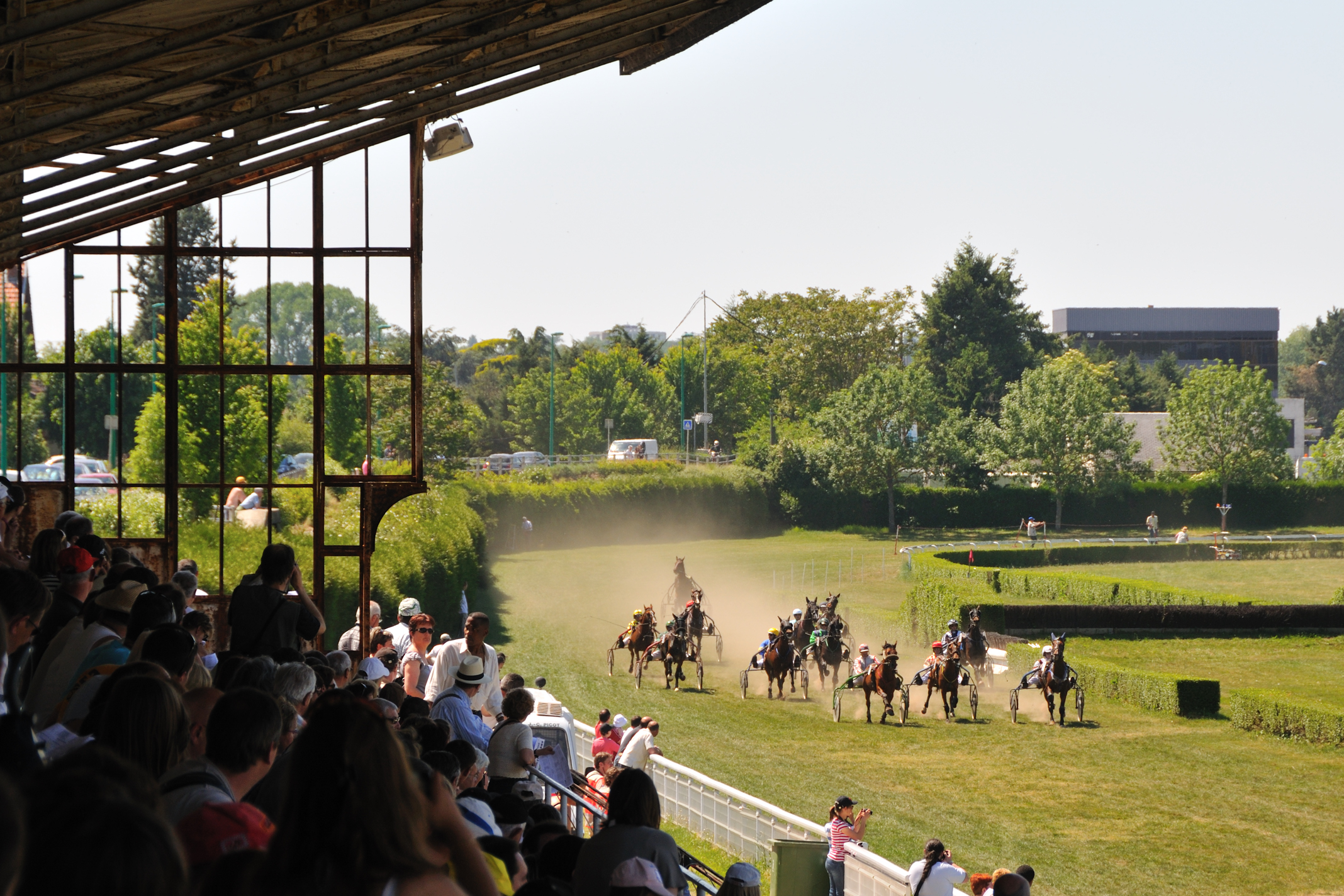
Hippodrome de l'Île Arrault, Orléans, Frankreich 2010

- Hippodrome de Lignières, Lignières (Cher)
- Hippodrome de l’Île Arrault, Orléans
- Hippodrome de Tours-Chambray, Tours
- Hippodrome du Petit-Valençay, Châteauroux

### Grand Est
- Hippodrome de la Hardt, Wissembourg
- Hippodrome de Strasbourg-Hoerdt, Hoerdt

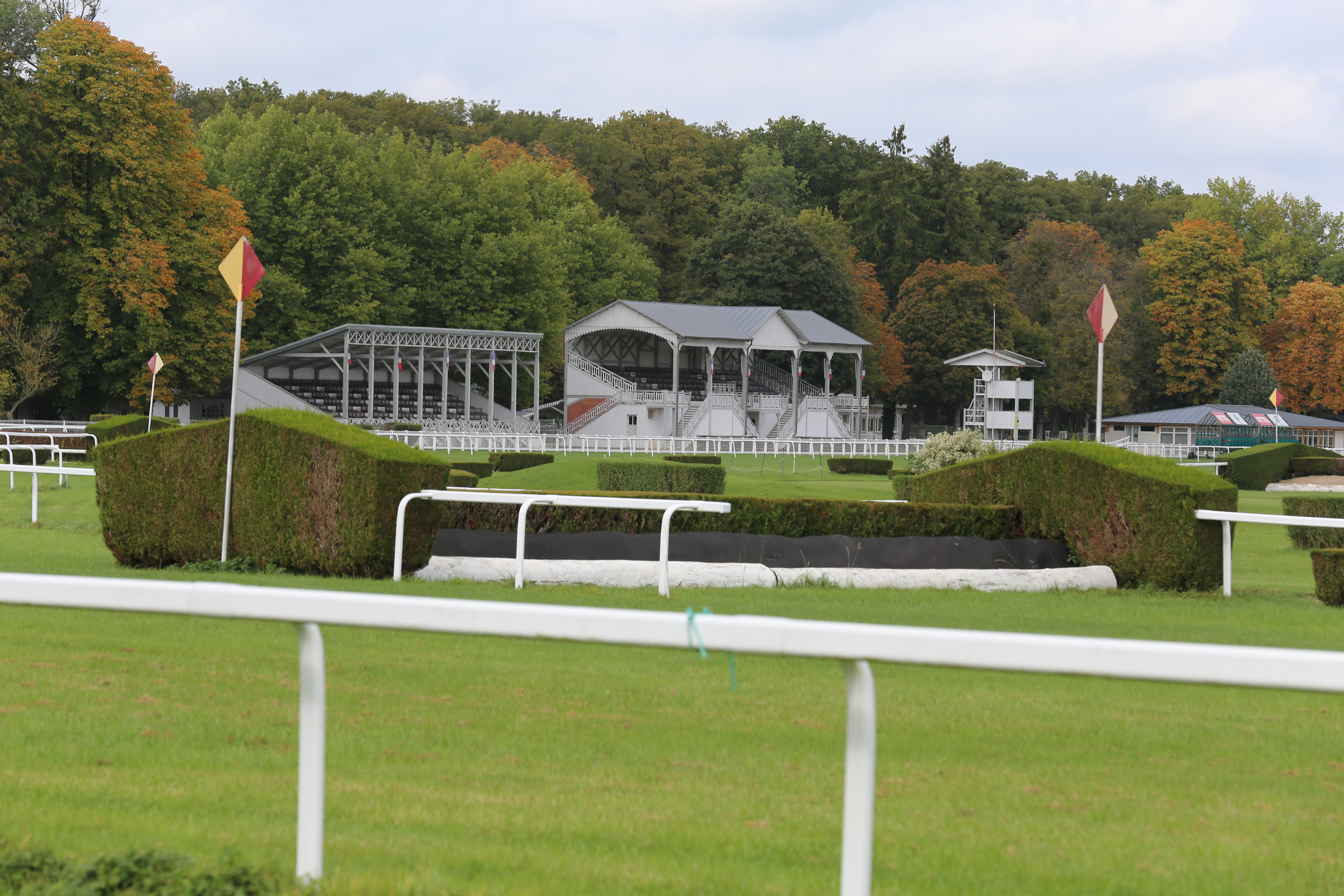
Hippodrome Vittel, Frankreich, 2014

- Hippodrome de Nancy-Brabois, Vandœuvre-lès-Nancy (Vorort von Nancy)
- Hippodrome de Vittel, Vittel
- Hippodrome de la Champagne, Reims
- Hippodrome de la Crouée, Montier-en-Der

### Guadeloupe
- Hippodrome Saint-Jacques, Anse-Bertrand

### Hauts-de-France

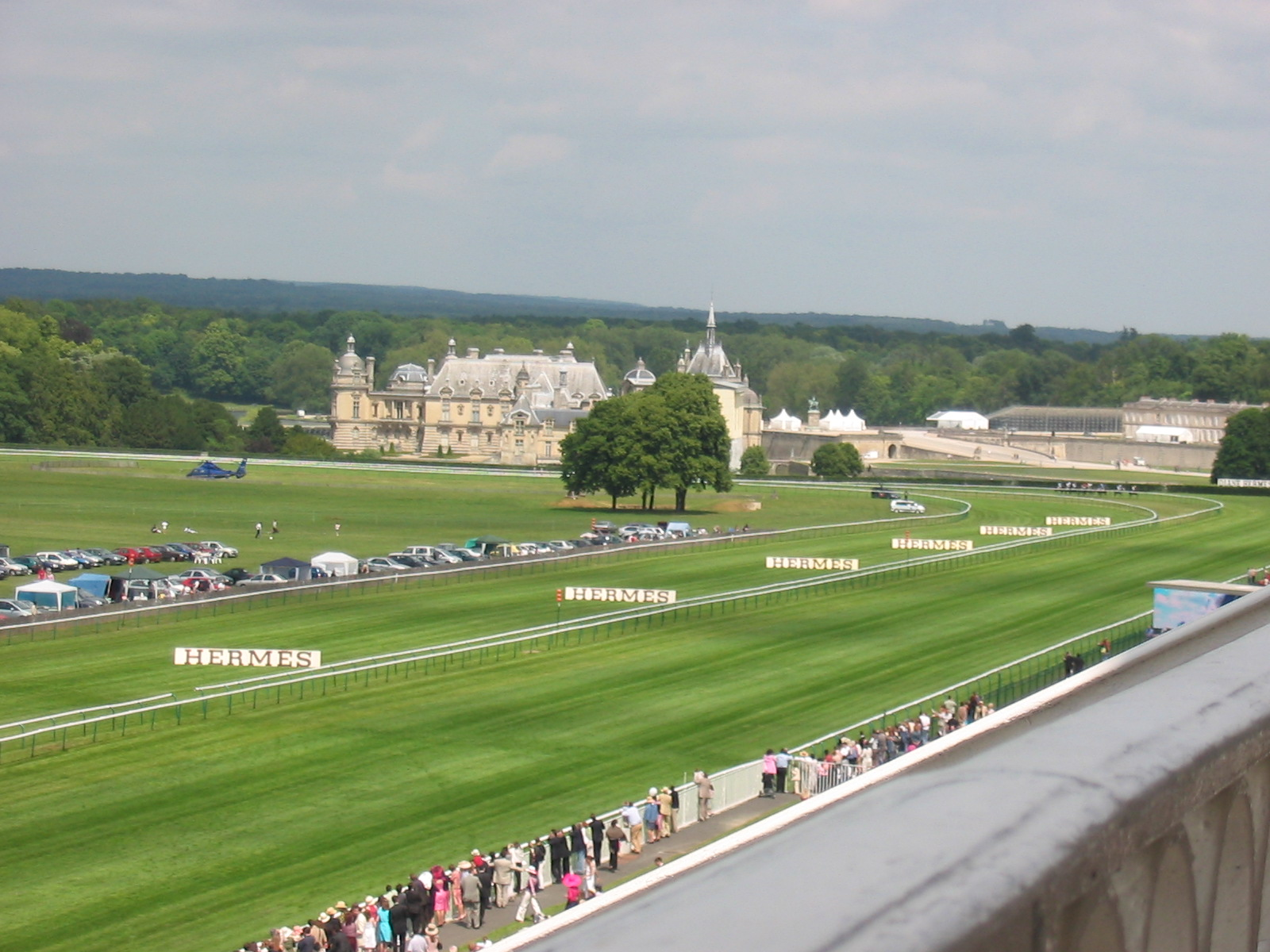
Hippodrome de Chantilly (2004), Schloss Chantilly im Hintergrund

- Hippodrome de la Canche, Le Touquet
- Hippodrome de la Mollière, Beutin
- Hippodrome des Bruyères, Saint-Omer
- Hippodrome des Flandres (auch bekannt als Hippodrome du Croisé-Laroche), Marcq-en-Barœul (Vorort von Lille)
- Hippodrome des Hauts-Blancs-Monts, Arras
- Hippodrome d'Ardon, Laon
- Hippodrome de Chantilly, Chantilly (nahe Paris)
- Hippodrome de la prairie Malicorne, Merlimont (Pas-de-Calais)
- Hippodrome de la Thiérache, La Capelle
- Hippodrome du petit Saint-Jean, Amiens
- Hippodrome du Putois, Compiègne

### Île-de-France

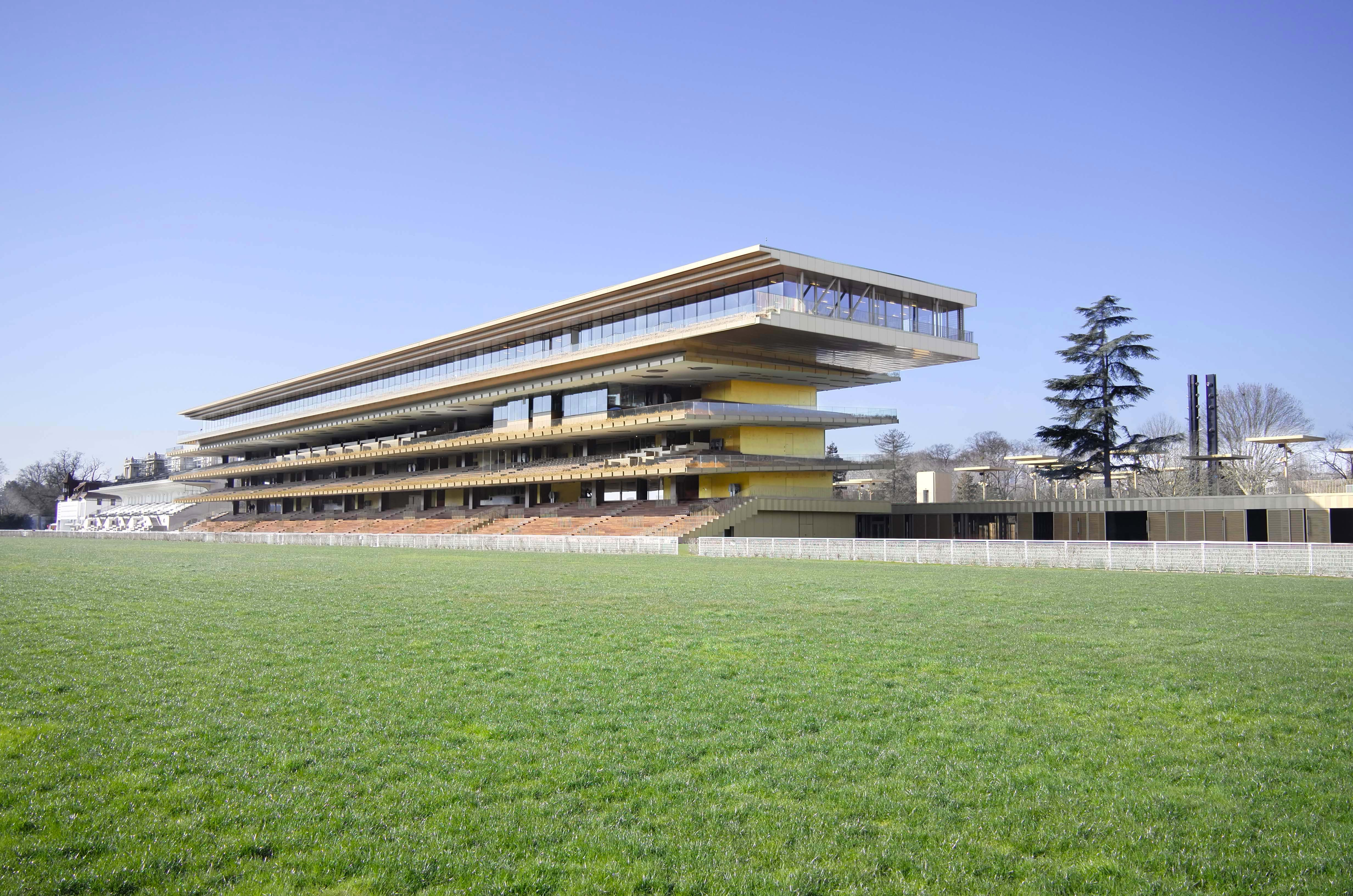
Hippodrome de Longchamp in Paris

- Hippodrome d’Auteuil, Paris-Auteuil
- Hippodrome de la Solle, Fontainebleau
- Hippodrome de Grosbois, Boissy-Saint-Léger (nahe Paris)
- Hippodrome de Longchamp, Paris (Austragungsort des Prix de l’Arc de Triomphe)
- Hippodrome de Maisons-Laffitte, Maisons-Laffitte (nahe Paris)
- Hippodrome de Rambouillet, Rambouillet (nahe Paris)
- Hippodrome de Saint-Cloud, Saint-Cloud (nahe Paris)
- Hippodrome de Vincennes, Vincennes (nahe Paris)
- Hippodrome d’Enghien-Soisy, Enghien-les-Bains und Soisy-sous-Montmorency (nahe Paris)
- Stade équestre du Grand Parquet, Fontainebleau

### Korsika
- Hippodrome de Calzarellu, Prunelli-di-Fiumorbo
- Hippodrome de Casatorra, Biguglia
- Hippodrome de Viseo, Zonza
- Hippodrome des Vignetta, Ajaccio

### Martinique
- Hippodrome de Carrère, Le Lamentin[40]

### Neukaledonien
- Hippodrome de Bourail, Bourail

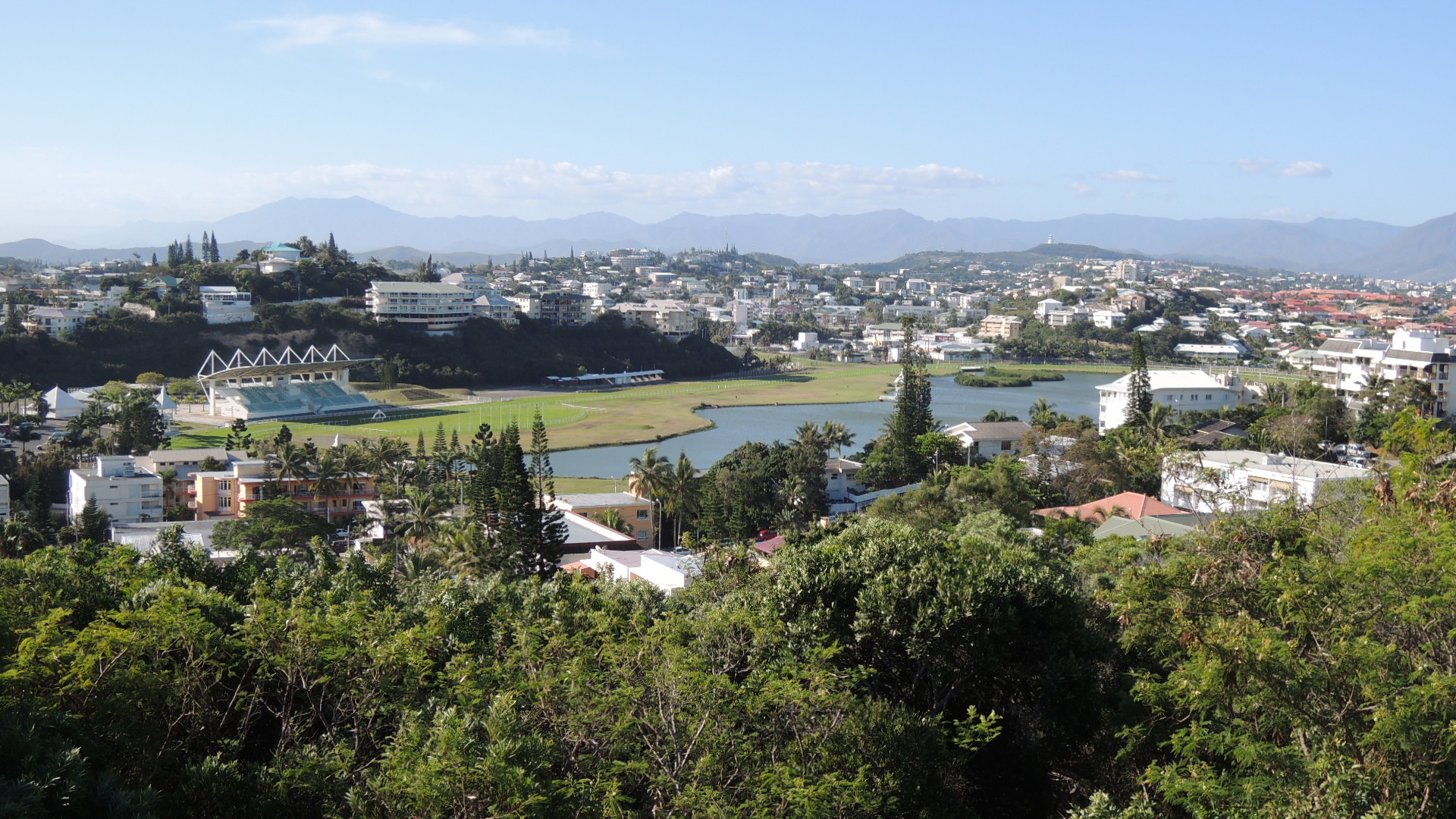
Hippodrome Henry Milliard in Nouméa

- Hippodrome de Boulouparis, Bouloupari
- Hippodrome de La Foa, La Foa
- Hippodrome Henry Milliard, Nouméa

### Normandie
- Trabrennbahnen (bewertet von Cheval Français)[41][42]
  - National Centre:
    - Hippodrome de Cabourg, Cabourg

  - Regional Centres:
    - Hippodrome d’Argentan, Argentan
    - Hippodrome de la Prairie, Caen
    - Hippodrome du vieux Château, Graignes

  - Klasse 1:
    - Hippodrome de Clairefontaine, Deauville
    - Hippodrome de la Glacerie, La Glacerie (Vorort von Cherbourg)
    - Hippodrome de la Trésorerie, Lisieux
    - Hippodrome Maurice-Jan, Moidrey (nahe bei Mont Saint-Michel)
    - Hippodrome Robert Auvray, Vire

  - Klasse 2:
    - Hippodrome d’Alençon, Alençon
    - Hippodrome de Carentan la Russie, Carentan
    - Hippodrome de Sautchevreuil, Villedieu-les-Poêles
    - Hippodrome du Martinet, Agon-Coutainville
    - Hippodrome Gabriel Lefranc, Bréhal Rennbahn in Jullouville, Frankreich, 2007

- - Klasse 3:

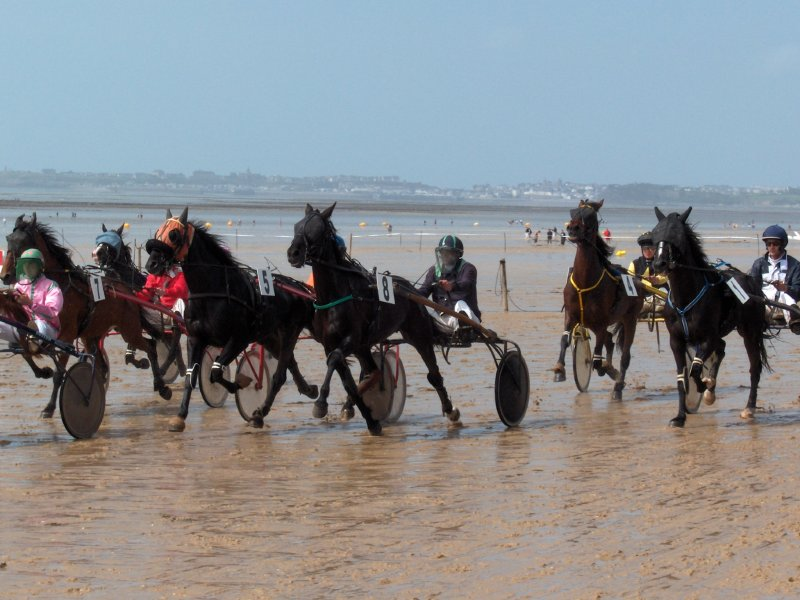
Rennbahn in Jullouville, Frankreich, 2007

    - Hippodrome d’Avranches, Avranches
    - Hippodrome de Bagnoles-de-l’Orne, Bagnoles-de-l'Orne
    - Hippodrome de Bourigny, La Chapelle-Cécelin
    - Hippodrome de la Cale, Jullouville
    - Hippodrome de la Croix des Landes, Domfront
    - Hippodrome de la Couperée, Dozulé
    - Hippodrome de la Dives, Saint-Pierre-sur-Dives
    - Hippodrome de La Fontaine, Le Sap
    - Hippodrome de la Madeleine, Hiesville (nahe bei Sainte-Marie-du-Mont)
    - Hippodrome de Longueville-Bréville, Granville
    - Hippodrome de Rânes, Rânes
    - Hippodrome de Valognes, Valognes
    - Hippodrome des Grèves, Genêts
    - Hippodrome Jean-Gabin, Moulins-la-Marche
    - Hippodrome Les Pins, Portbail
- Rennbahnen, die nicht bewertet werden und keine Trabrennbahnen sind:
  - Hippodrome de La Touques, Deauville
  - Hippodrome de la Bergerie, Le Pin-au-Haras
  - Hippodrome du Perche, Mortagne-au-Perche
- Hippodrome de Bacqueville-en-Caux, Bacqueville-en-Caux
- Hippodrome de Bernay, Bernay
- Hippodrome de Bihorel, Bihorel
- Hippodrome de Dieppe, Dieppe
- Hippodrome de Francheville, Francheville
- Hippodrome de Gournay en Bray, Gournay en Bray
- Hippodrome de Rouen-Mauquenchy, Mauquenchy
- Hippodrome de Saint-Aubin-lès-Elbeuf, Saint-Aubin-lès-Elbeuf
- Hippodrome des Andelys, Les Andelys
- Hippodrome des Bruyères, Rouen
- Hippodrome d'Évreux, Évreux
- Hippodrome du Neubourg, Le Neubourg

### Nouvelle-Aquitaine
- Hippodrome de la Côte de Beauté, Royan
- Hippodrome de la Gatinière, La Roche-Posay
- Hippodrome de la Tourette, Angoulême
- Hippodrome de Mansle, Mansle
- Hippodrome de Romagne, Niort
- Hippodrome de Villeneuve, Thouars

- Hippodrome de La Sagne, Le Dorat

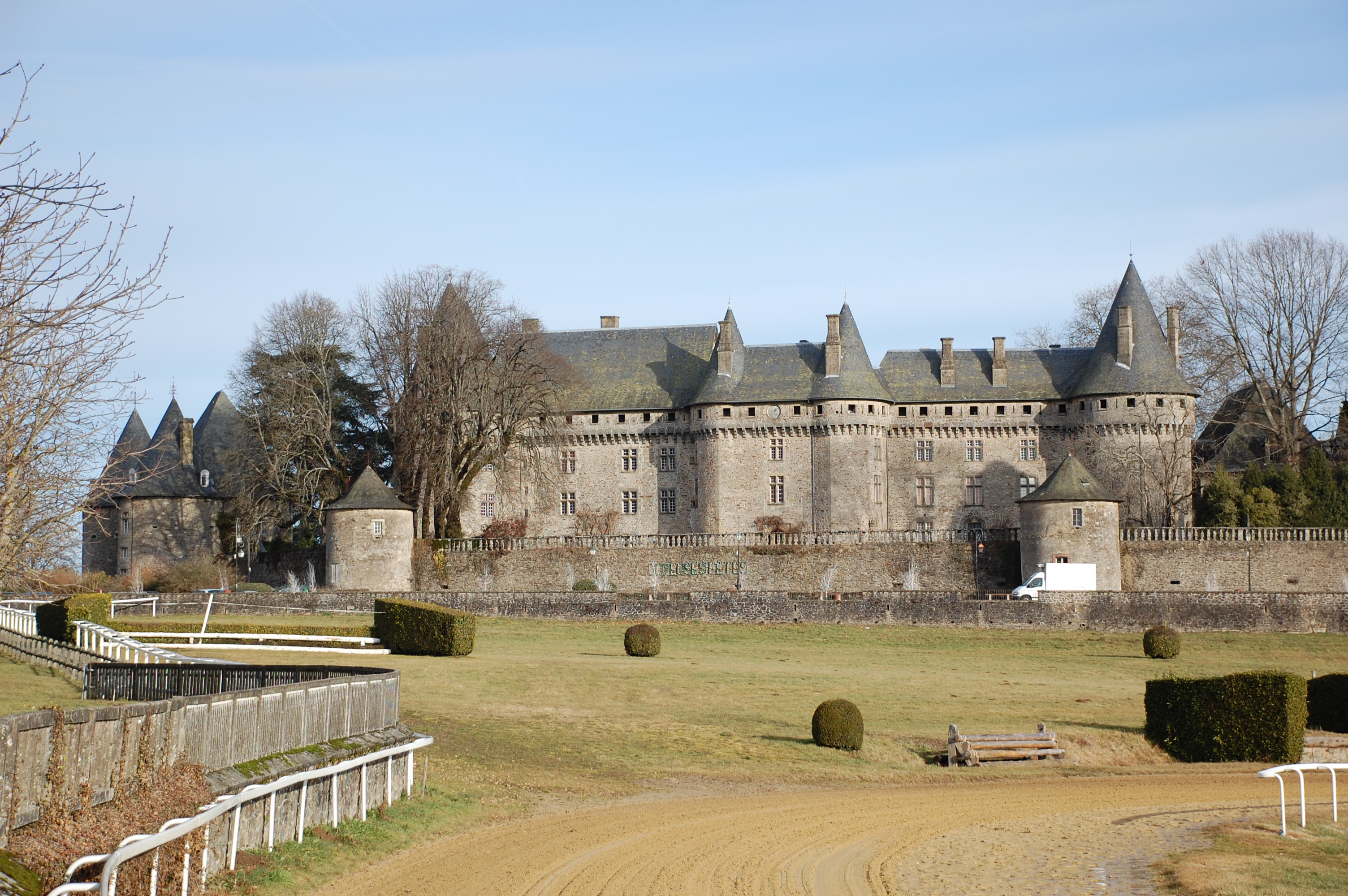
Hippodrome d'Arnac-Pompadour, Frankreich, 2008

- Hippodrome de Pompadour, Arnac-Pompadour
- Hippodrome de Texonnieras, Limoges
- Hippodrome de Cantereaux, Libourne
- Hippodrome de Castagnolles, Bazas
- Hippodrome de la Bidanne, Fargues
- Hippodrome de la Garenne, Agen
- Hippodrome de Laloubère, Tarbes
- Hippodrome de Pont-Long, Pau

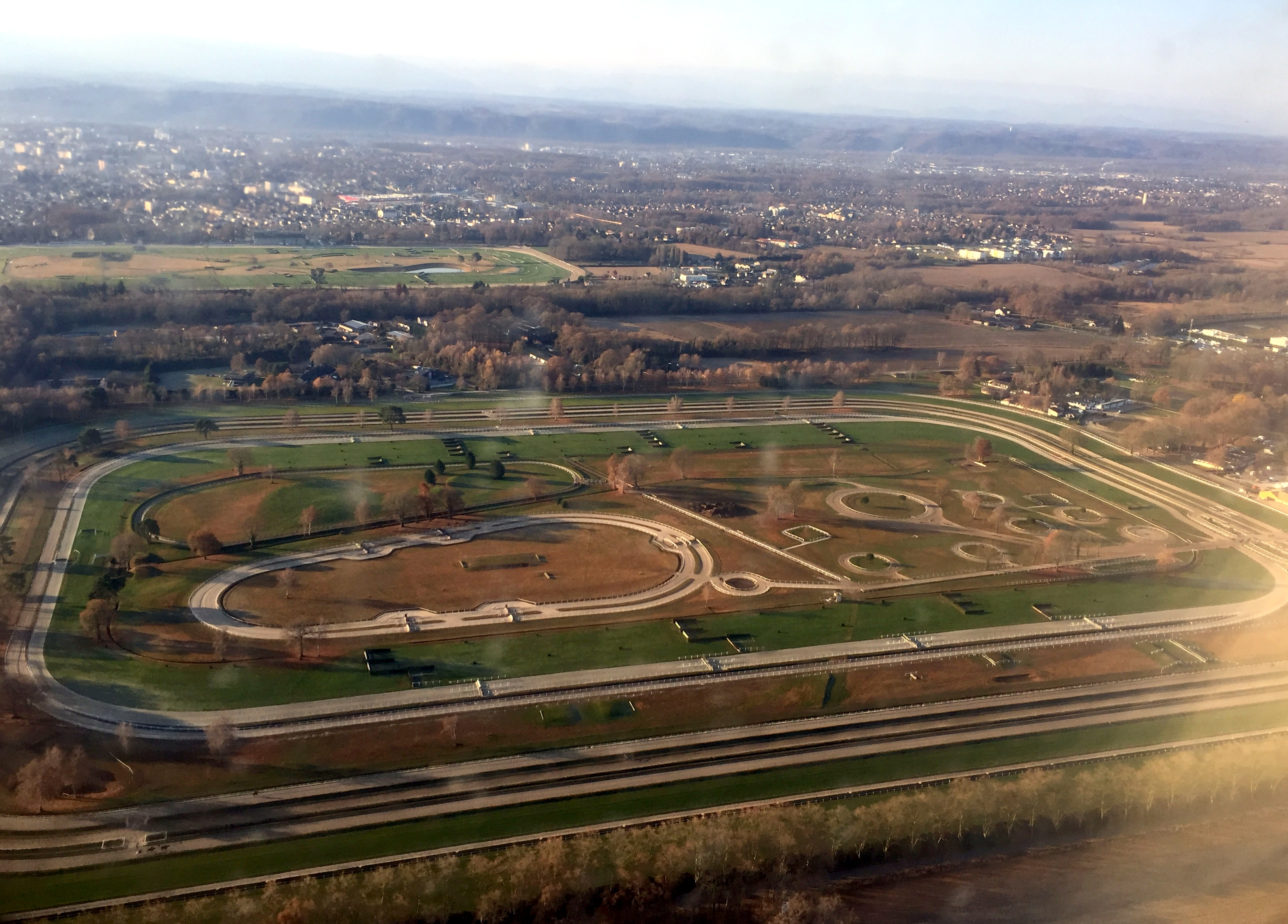
Hippodrome de Pont-Long, Pau, Frankreich 2016

- Hippodrome de Saint-Paul-les-Dax, Dax (Landes)
- Hippodrome de Sarlande, Castillonnès
- Hippodrome des fleurs, Biarritz
- Hippodrome des Grands Pins, Mont-de-Marsan
- Hippodrome du Béquet, La Teste-de-Buch
- Hippodrome du Bouscat, Le Bouscat (Vorort von Bordeaux)
- Hippodrome du Haut-Rillon, La Rochelle
- Hippodrome de Pesquie-Bas, Villeréal
- Hippodrome de Sangruère, Villeneuve-sur-Lot

### Okzitanien
- Hippodrome de Borde-Vieille, Beaumont-de-Lomagne
- Hippodrome de la Cépière, Toulouse
- Hippodrome de la Ribère, Auch
- Hippodrome de Laloubère, Tarbes
- Hippodrome de Marches, Castelsarrasin
- Hippodrome de Marianne, Grenade
- Hippodrome des Allègres, Montauban
- Hippodrome du Baron, Castéra-Verduzan
- Hippodrome du Tumulu, Gramat
- Hippodrome de la Fajeolle, Carcassonne
- Hippodrome des Courbiers, Nîmes

### Pays de la Loire
- Hippodrome de Beaumont, Nort-sur-Erdre
- Hippodrome de Bellevue-la-Forêt, Laval
- Hippodrome de Clenet, Cholet
- Hippodrome de Fontenailles, Écommoy
- Hippodrome de la Bretonnière, Meslay-du-Maine
- Hippodrome de La Carrière, Durtal
- Hippodrome de l’Atlantique, Saint-Jean-de-Monts
- Hippodrome de la Loire, Cordemais
- Hippodrome de la Loire, Segré
- Hippodrome de la Malbrande, Les Sables-d’Olonne
- Hippodrome de la Métairie neuve, Châteaubriant
- Hippodrome de la prairie du château, Sablé-sur-Sarthe
- Hippodrome de La Touche, Craon
- Hippodrome de l’Isle-Briand, Le Lion-d’Angers
- Hippodrome de Pornichet, Pornichet
- Hippodrome de Portillon, Vertou
- Hippodrome de Verrie, Saumur
- Hippodrome des Chaumes, Machecoul
- Hippodrome des Hunaudières, Le Mans
- Hippodrome des Senonnettes, Senonnes–Pouancé
- Hippodrome d’Éventard, Angers
- Hippodrome du calvaire de la Magdeleine, Pontchâteau
- Hippodrome du Petit Port, Nantes
- Hippodrome les Noues, Challans

### Provence-Alpes-Côte d’Azur
- Hippodrome de Déffends, à Sault

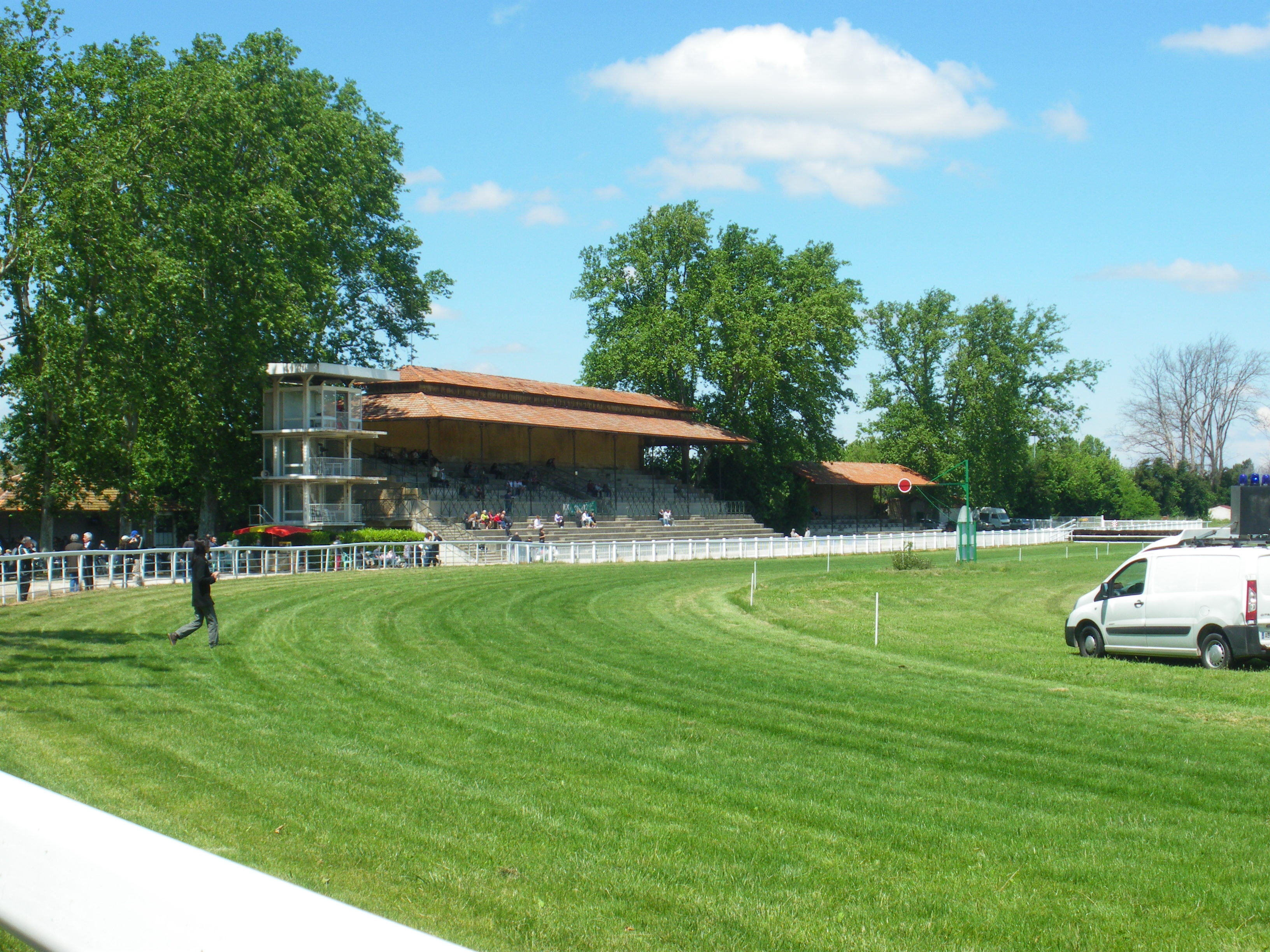
Rennbahn von Roberty, Avignon, Frankreich, 2010

- Hippodrome de la Côte d’Azur, Cagnes-sur-Mer
- Hippodrome de la Crau, Salon-de-Provence
- Hippodrome de la Durance, Cavaillon
- Hippodrome de la Levade, Bollène
- Hippodrome de Saint-Ponchon, Carpentras
- Hippodrome de la plage, Hyères
- Hippodrome Marseille Borély, Marseille
- Hippodrome Marseille Vivaux, Marseille
- Hippodrome Roberty, Avignon
- Hippodrome Saint-Gervais, L’Isle-sur-la-Sorgue

## Großbritannien
In Großbritannien werden Pferderennen von der British Horseracing Authority organisiert, in Nordirland ist Horse Racing Ireland zuständig.

### England

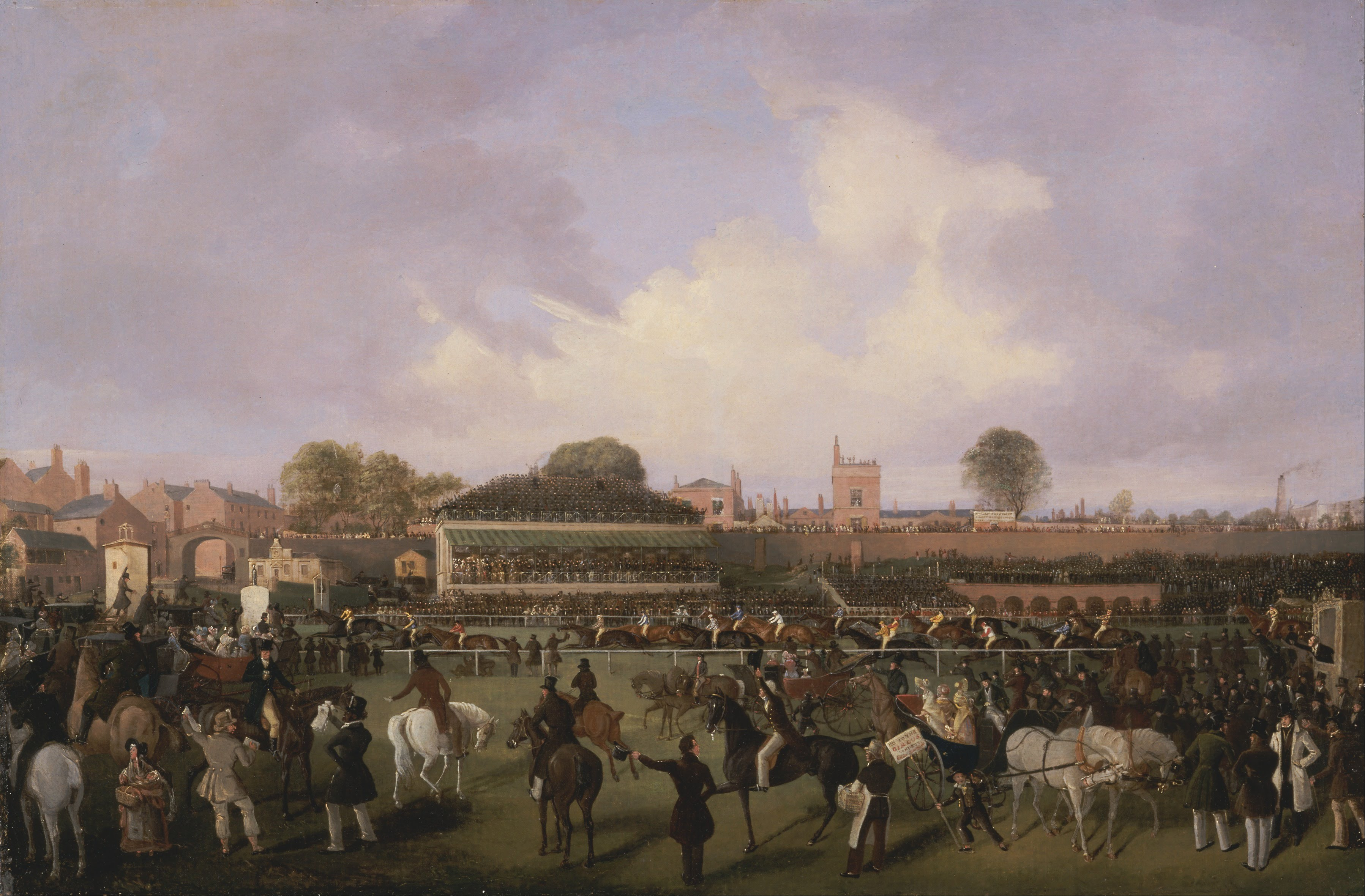
Rennbahn Chester, England, Gemälde von William Tasker, 1835

#### Flachrennen
- Bath Racecourse, Greater Bristol
- Beverley Racecourse, East Riding of Yorkshire
- Brighton Racecourse, East Sussex
- Chelmsford City Racecourse, Essex
- Chester Racecourse, Cheshire
- Epsom Downs Racecourse, Epsom, Surrey
- Goodwood Racecourse, Chichester, West Sussex
- Great Yarmouth Racecourse, Norfolk
- Newmarket Racecourses, Newmarket, Suffolk
- Nottingham Racecourse, Nottinghamshire
- Pontefract Racecourse, West Yorkshire
- Redcar Racecourse, North Yorkshire
- Ripon Racecourse, North Yorkshire
- Salisbury Racecourse, Wiltshire
- Thirsk Racecourse, North Yorkshire
- Wolverhampton Racecourse, Wolverhampton, West Midlands
- York Racecourse, Yorkshire

#### National hunt (Jagdrennen)
- Aintree Racecourse, Merseyside
- Cartmel Racecourse, Cumbria

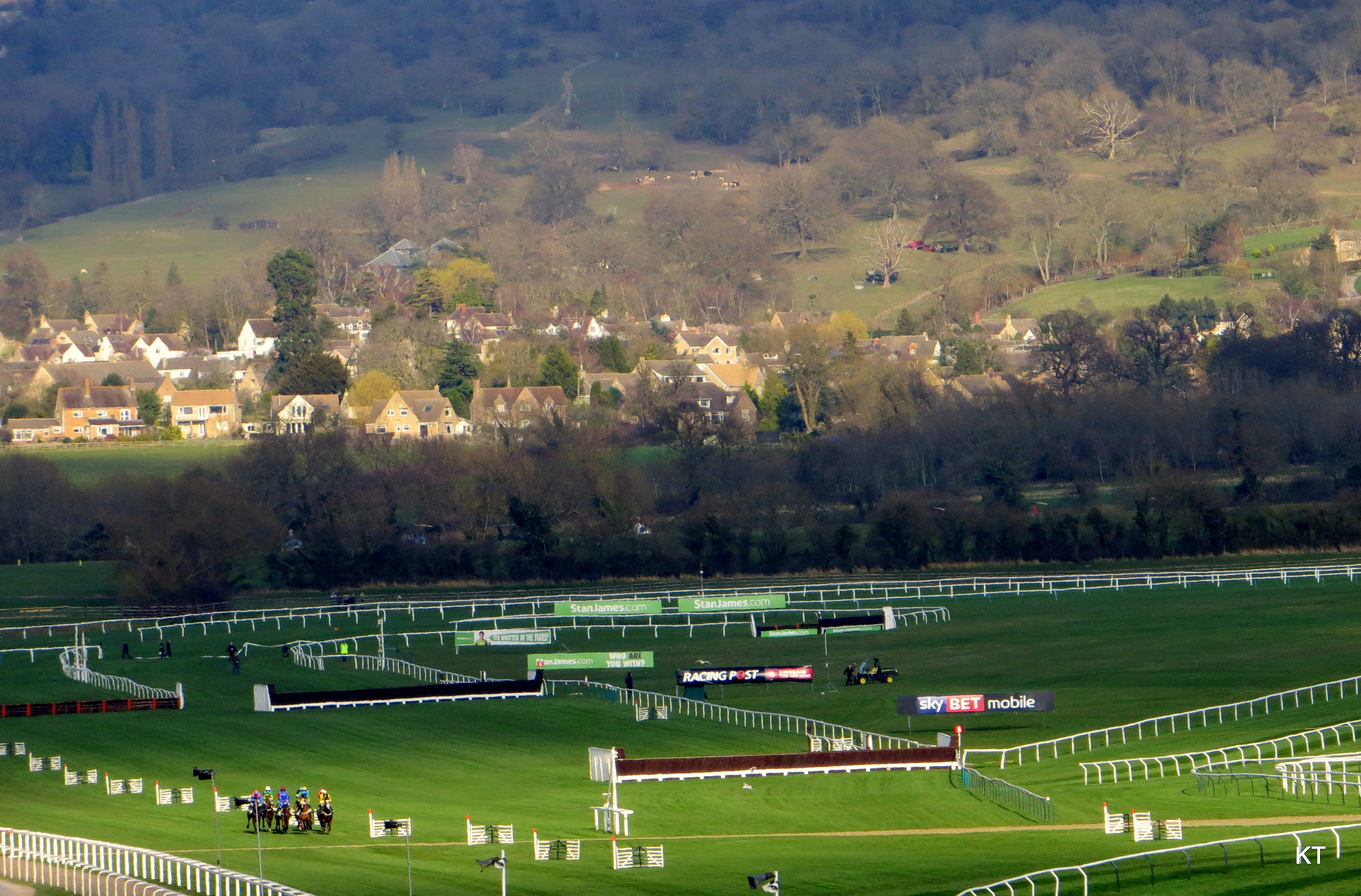
Hürdenrennen, Rennbahn Cheltenham, England, 2014

- Cheltenham Racecourse, Gloucestershire, Veranstaltungsort des Cheltenham Festivals, einem viertägigen Renn-Event im März um den Saint Patrick’s Day[43]
- Exeter Racecourse, Devon
- Fakenham Racecourse, Norfolk
- Fontwell Park Racecourse, West Sussex
- Hereford Racecourse, Herefordshire
- Hexham Racecourse, Northumberland
- Huntingdon Racecourse, Cambridgeshire
- Ludlow Racecourse, Shropshire
- Market Rasen Racecourse, Lincolnshire
- Newton Abbot Racecourse, Devon
- Plumpton Racecourse, East Sussex
- Sedgefield Racecourse, County Durham
- Stratford-on-Avon Racecourse, Warwickshire
- Taunton Racecourse, Somerset
- Uttoxeter Racecourse, Staffordshire
- Warwick Racecourse, Warwickshire
- Wincanton Racecourse, Somerset
- Worcester Racecourse, Worcestershire

#### Mixed
- Ascot Racecourse, Berkshire
- Carlisle Racecourse, Cumbria

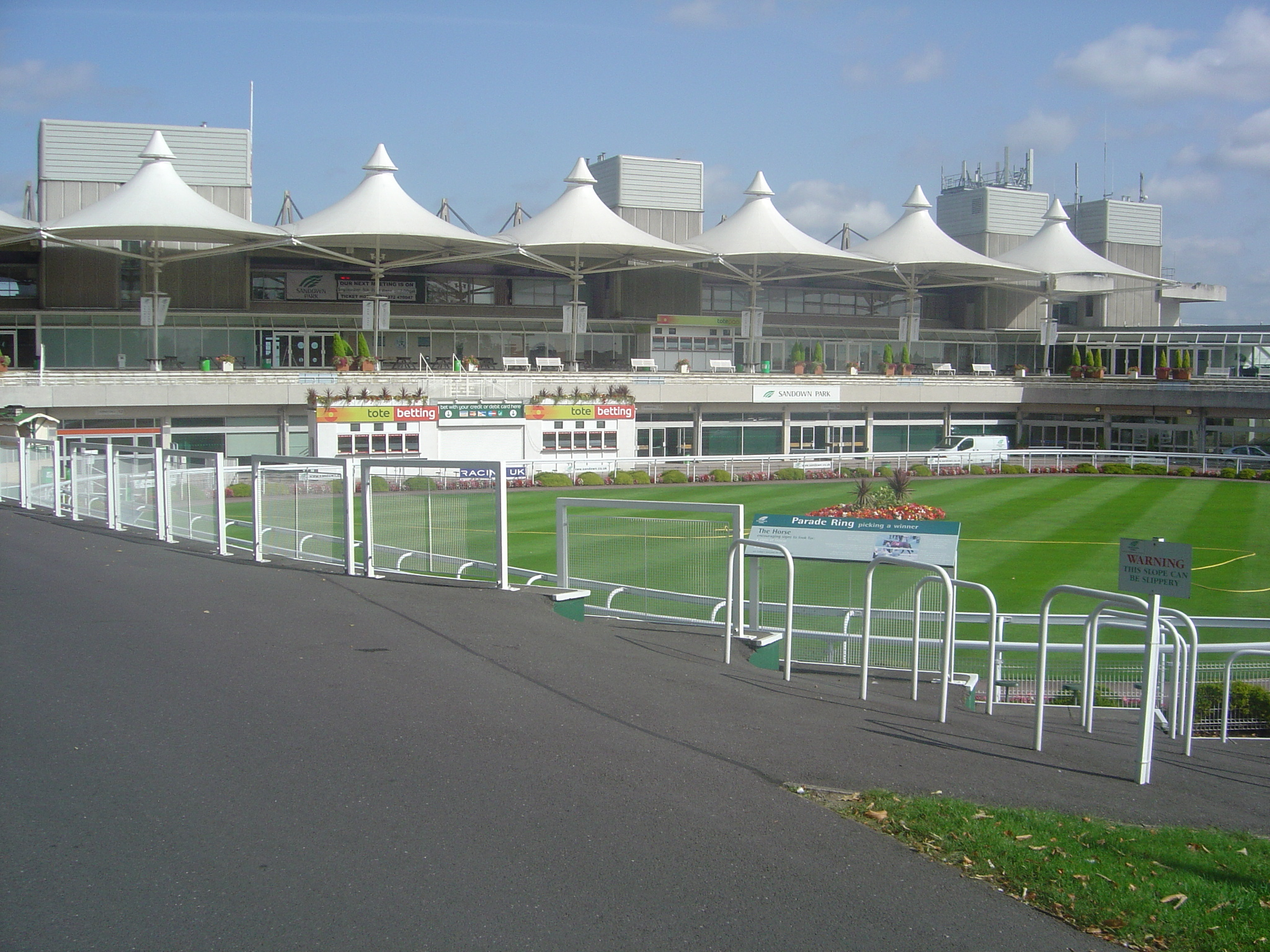
Führring im Sandown Park, Surrey, England, 2006

- Catterick Bridge Racecourse, North Yorkshire
- Doncaster Racecourse, South Yorkshire
- Haydock Park Racecourse, Merseyside
- Kempton Park Racecourse, Surrey
- Leicester Racecourse, Leicestershire
- Lingfield Park Racecourse, Surrey
- Newbury Racecourse, Berkshire
- Newcastle Racecourse, Tyne and Wear
- Sandown Park Racecourse, Surrey
- Southwell Racecourse, Nottinghamshire
- Wetherby Racecourse, West Yorkshire[44]
- Windsor Racecourse, Berkshire[45]

### Schottland
- Ayr Racecourse, Ayrshire (mixed)

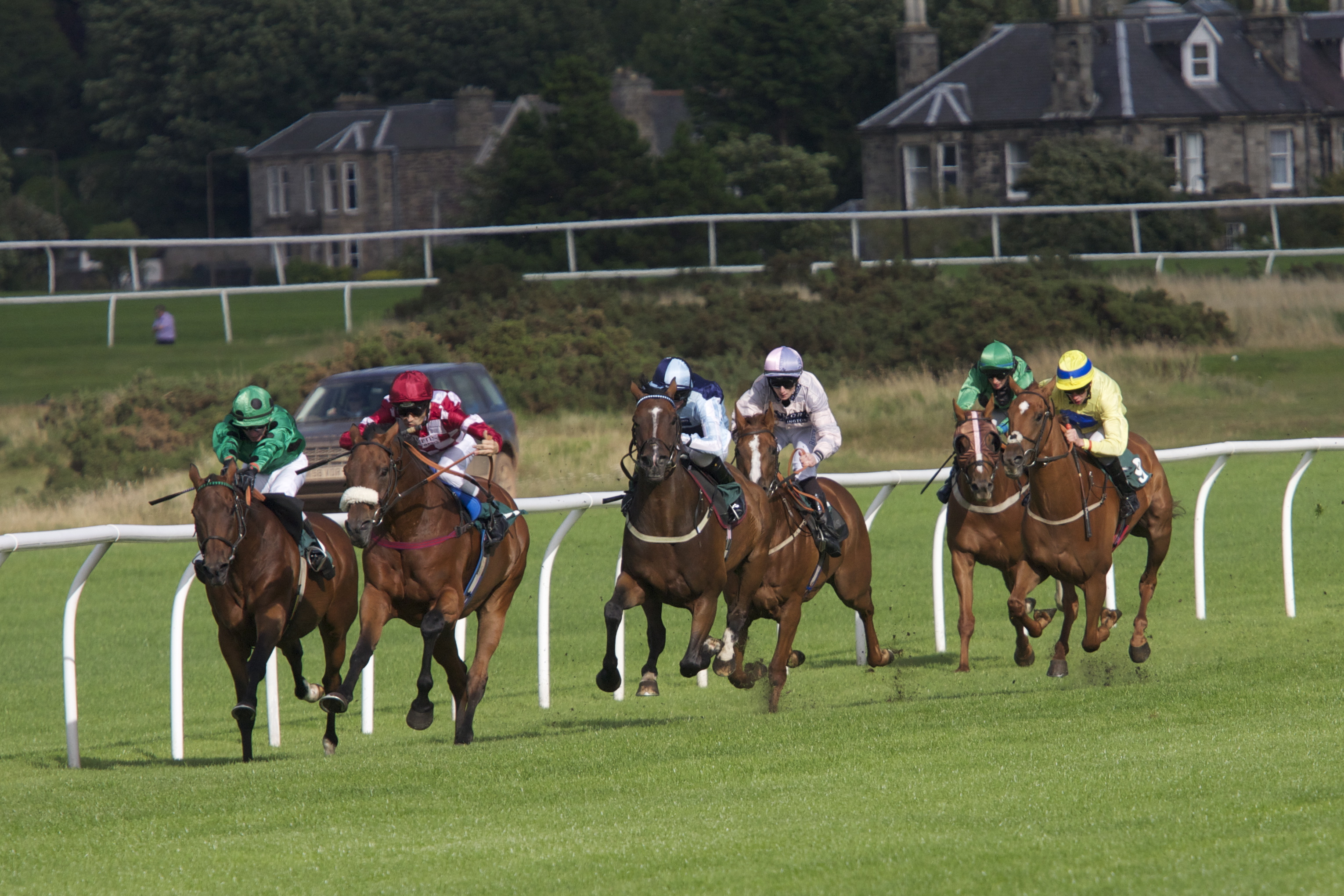
Musselburgh Racecourse, Scottish Racing Handicap, 2010

- Hamilton Park Racecourse, South Lanarkshire (Flachrennen)
- Kelso Racecourse, the Scottish Borders (Jagdrennen)
- Musselburgh Racecourse, East Lothian (mixed)
- Perth Racecourse, Perth and Kinross (Jagdrennen)

### Wales
- Bangor on Dee Racecourse, Wrexham (Jagdrennen)
- Chepstow Racecourse, Monmouthshire (mixed)
- Ffos Las racecourse, Carmarthenshire (mixed)

## Griechenland
- Markopoulo Olympic Equestrian Centre, Markopoulo Mesogaias bei Athen

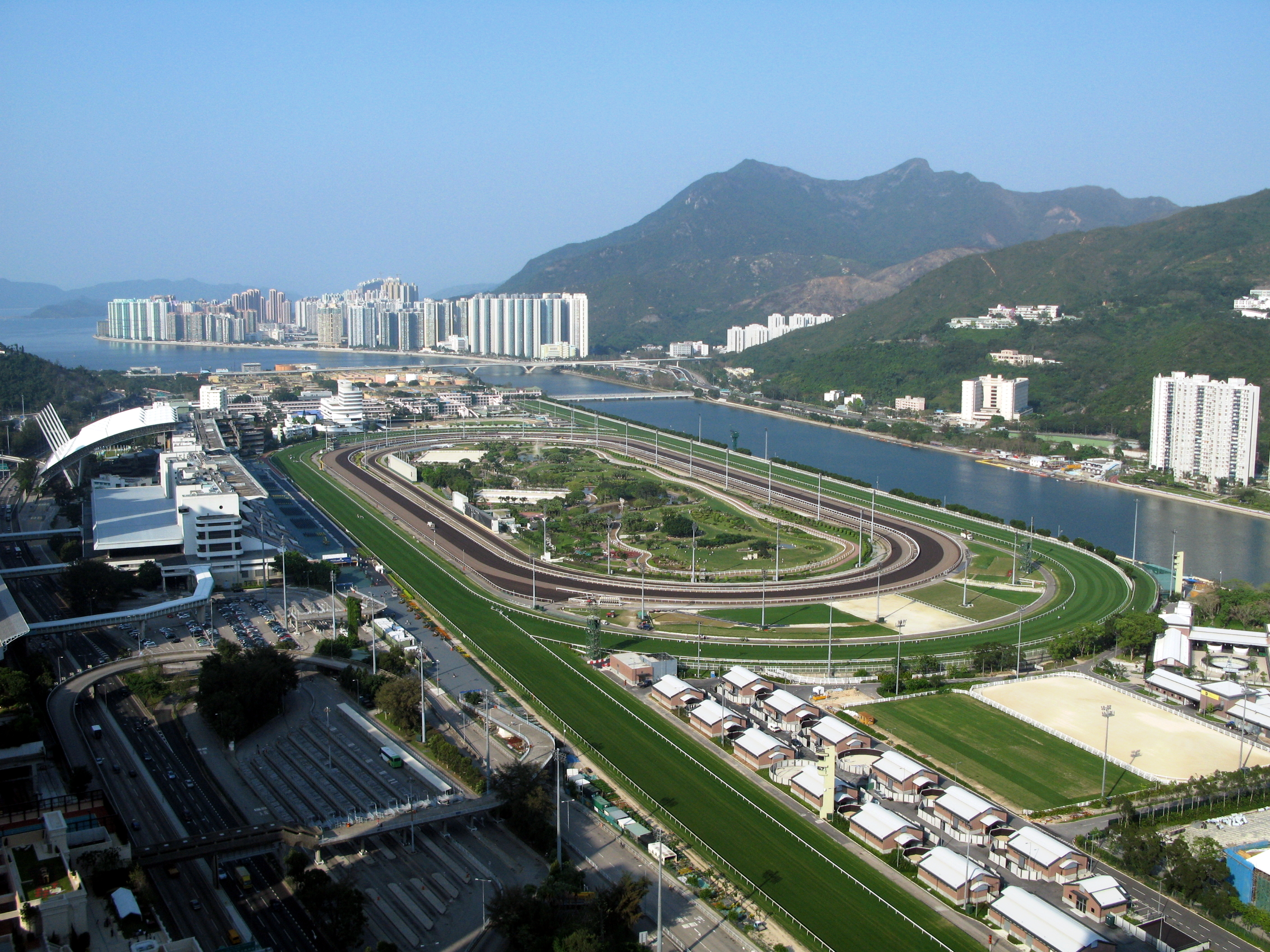
Sha Tin Rennbahn, Hongkong, 2009

## Hongkong

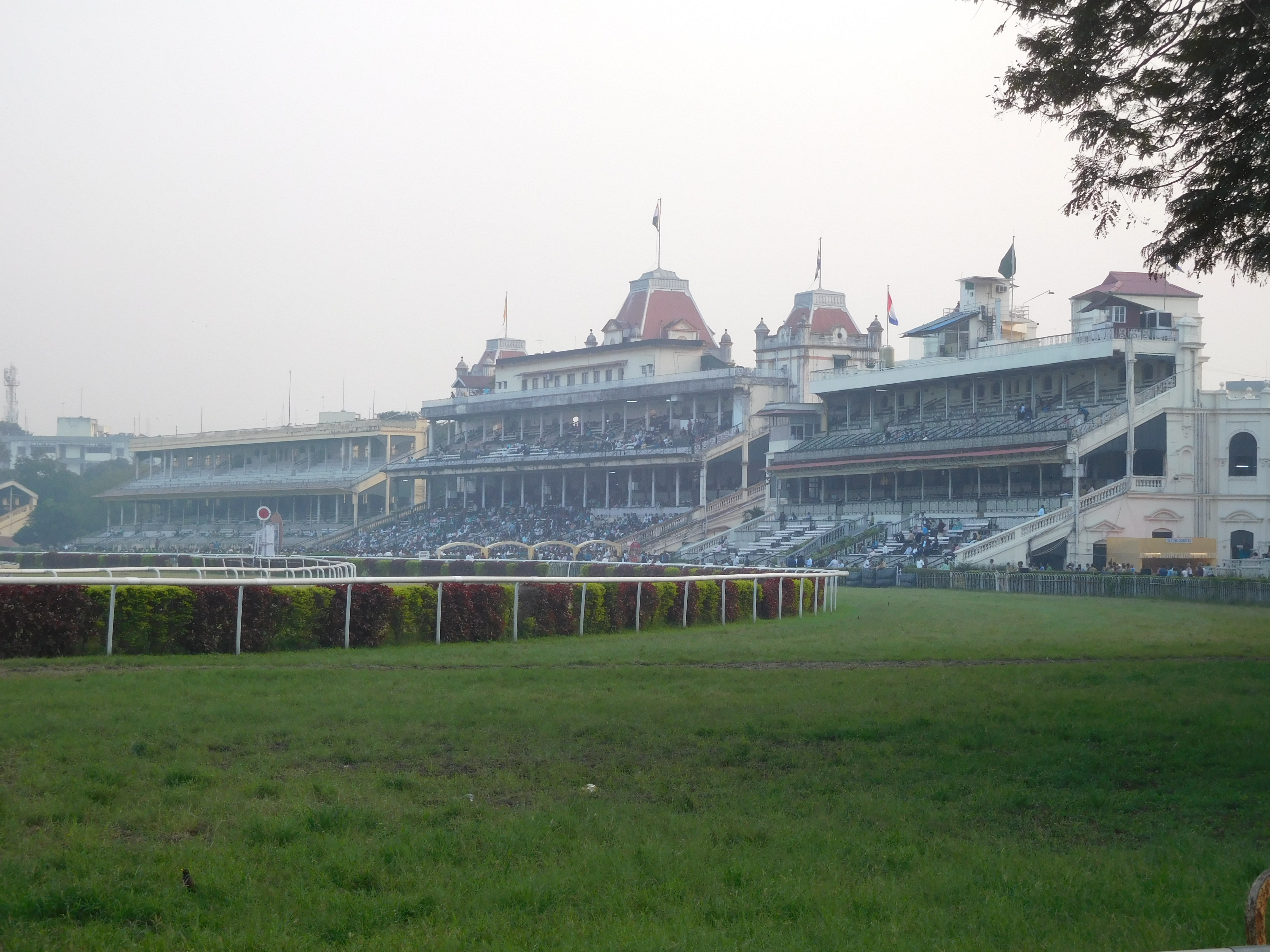
Royal Calcutta Turf Club, Kalkutta, Indien, 2017

- Happy Valley Racecourse
- Sha Tin Racecourse

## Indien
- Madras Race Club, Guindy Race Course, Chennai[46]
- Delhi Race Club, Delhi[47]
- Hyderabad Race Club, Hyderabad
- Mysore Race Club, Mysuru[48]
- Ooty Race Club – Ooty, befindet sich in den Bergen und wird vorwiegend im Sommer genutzt, wenn in den wärmeren Regionen keine Rennen mehr möglich sind[49]
- Royal Calcutta Turf Club, Kalkutta
- Royal Western India Turf Club, Mumbai und Pune

## Irland
In Irland und Nordirland werden Pferderennen von Horse Racing Ireland organisiert.
In Irland:
- Ballinrobe races (mixed)
- Bellewstown races (mixed)[50]
- Clonmel Racecourse (mixed)
- Cork Racecourse (mixed)

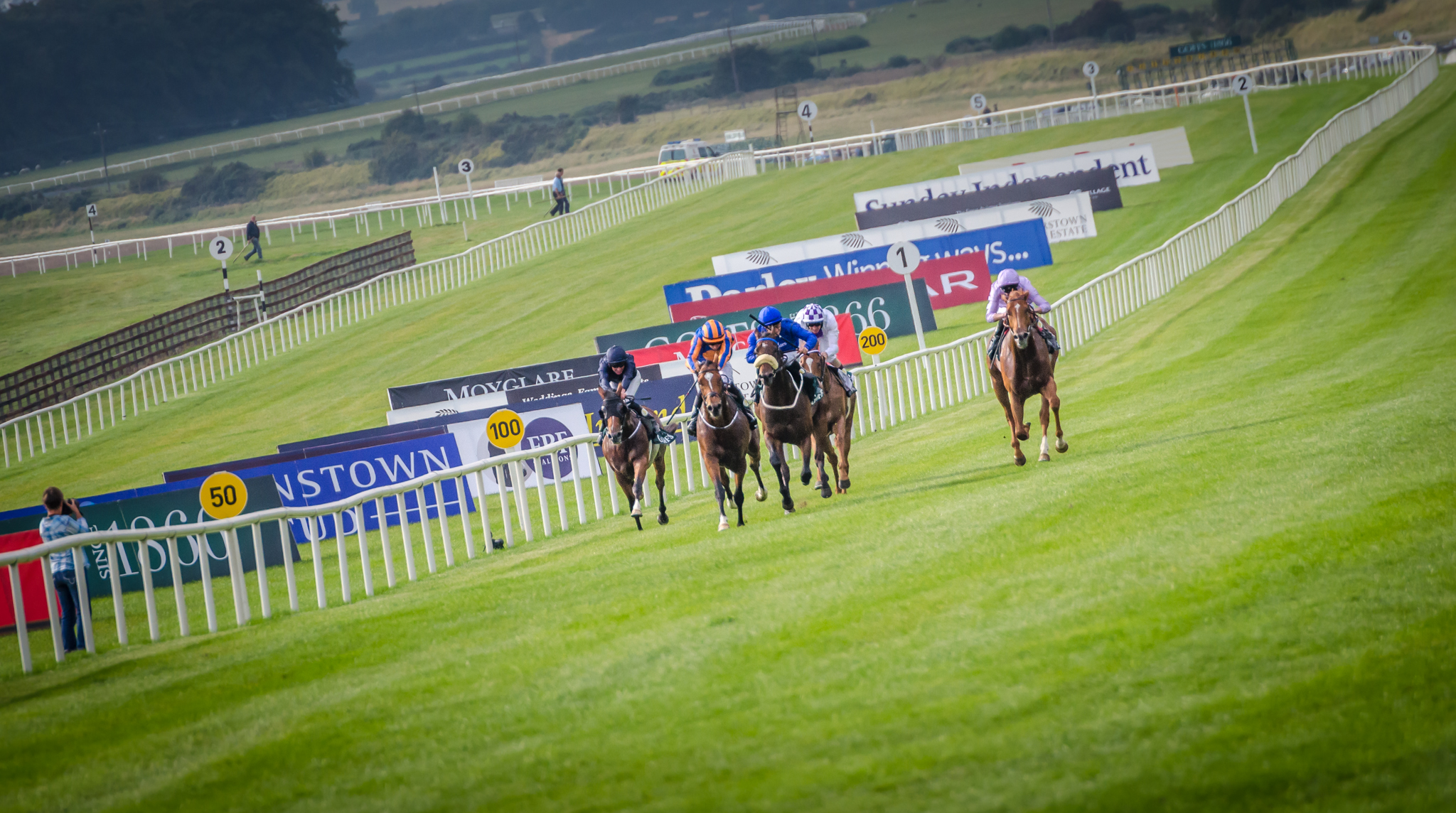
National Stakes, Curragh, Irland, 2014

- Curragh Racecourse, County Kildare (Austragungsort der Irish Derby Stakes (Flachrennen))
- Dundalk Stadium (all-weather) (Flachrennen), Rennbahn für Hunde und Pferde, 2003 eröffnet
- Fairyhouse Racecourse (mixed)
- Galway Races (mixed)
- Gowran Park races (mixed)
- Kilbeggan Racecourse (Hindernisrennen)
- Killarney Racecourse (mixed)
- Laytown Racecourse (Flachrennen)
- Leopardstown Racecourse (mixed), südlich von Dublin
- Limerick Racecourse (mixed)
- Listowel Racecourse (mixed)
- Naas Racecourse (mixed)
- Navan Racecourse (mixed)
- Punchestown Racecourse (mixed)
- Roscommon Racecourse (mixed)
- Sligo Racecourse (mixed)
- Thurles Racecourse (mixed)
- Tipperary Racecourse (mixed)
- Tralee Racecourse (mixed)
- Tramore Racecourse (mixed)
- Wexford Racecourse (Jagdrennen)

In Nordirland:
- Down Royal races (mixed)
- Downpatrick Racecourse (mixed)

## Italien
- Ippodromo Caprilli, Livorno[51]
- Ippodromo Comunale, Ferrara

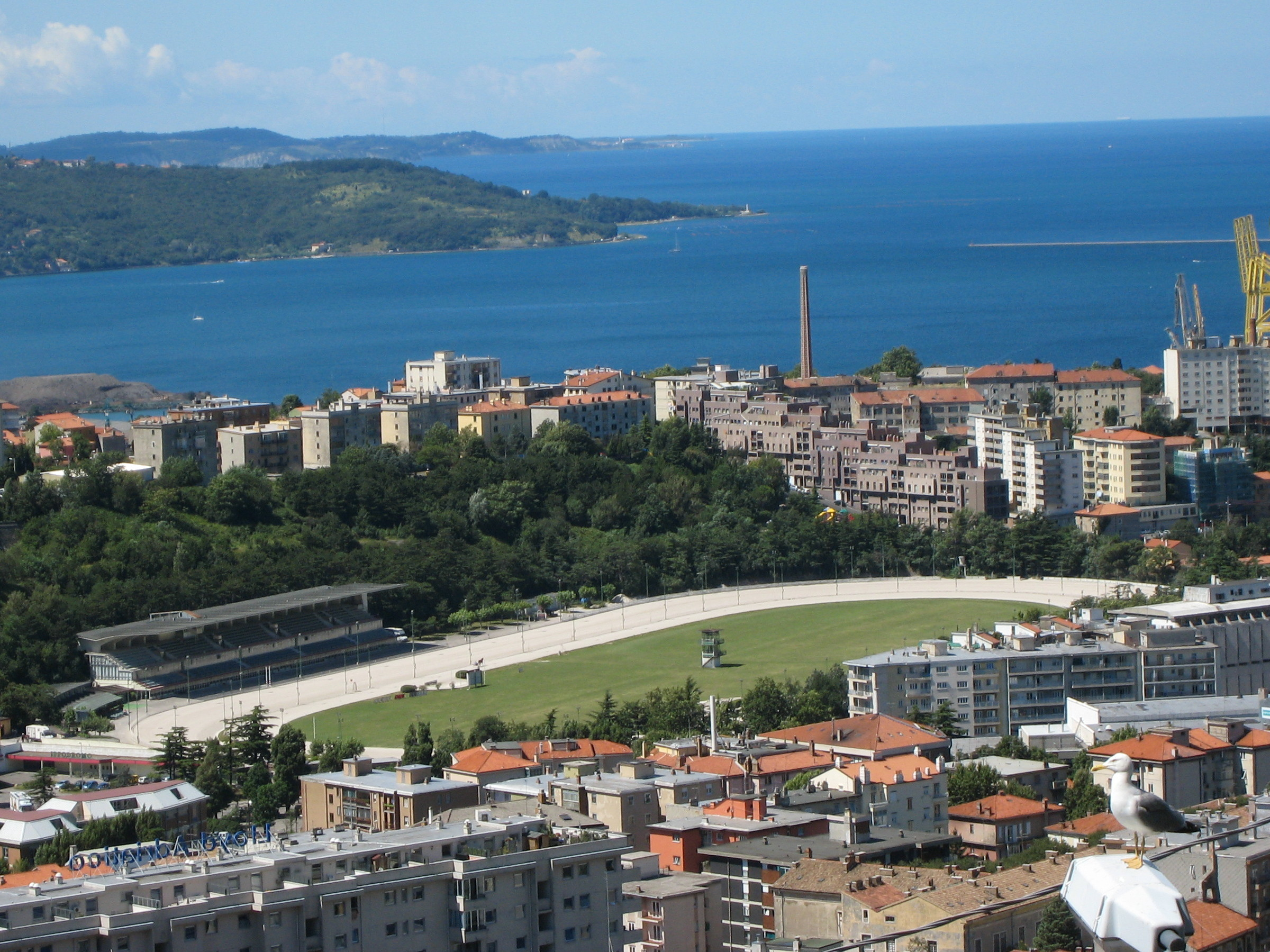
Ippodromo Montebello, Triest, Italien, 2007

- Ippodromo Corrado Romanengo, Novi Ligure
- Ippodromo d'Abruzzo, San Giovanni Teatino (nahe Chieti)
- Ippodromo dei Fiori, Albenga
- Ippodromo dei Marsi, Tagliacozzo
- Ippodromo dei Pini, Follonica
- Ippodromo dei Sauri, Castelluccio dei Sauri
- Ippodromo del Casalone, Grosseto
- Ippodromo del Garigliano, Santi Cosma e Damiano
- Ippodromo del Mediterraneo, Syrakus
- Ippodromo del Savio, Cesena
- Ippodromo del Visarno, Florenz
- Ippodromo della Favorita, Palermo
- Ippodromo delle Capannelle, Rom (Galopp- und Trabrennen)
- Ippodromo delle Cascine, Florenz
- Ippodromo di Agnano, Neapel (Austragungsort des Gran Premio Lotteria)
- Ippodromo di Arcoveggio, Bologna
- Ippodromo di Breda, Padua
- Ippodromo di Cirigliano, Aversa
- Ippodromo di Montebello, Triest
- Ippodromo di San Marone, Civitanova Marche
- Ippodromo di San Rossore, Pisa
- Ippodromo di San Siro, Mailand (Austragungsort des Gran Premio di Milano)
- Ippodromo di Sant'Artemio, Treviso
- Ippodromo di Sesana, Montecatini Terme
- Ippodromo di Settimi, Anguillara Sabazia
- Ippodromo di Stupinigi, Vinovo (nahe Turin)

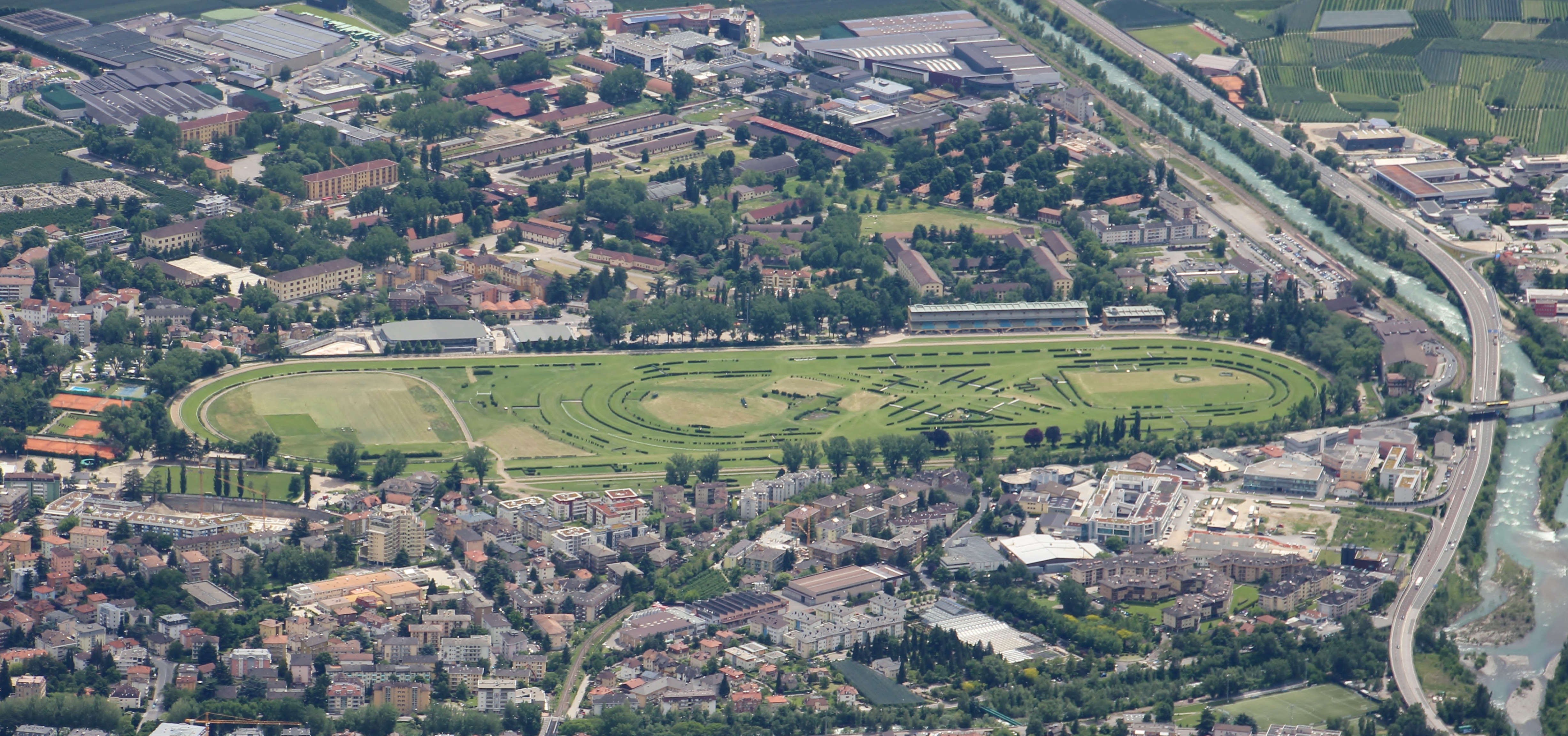
Pferderennplatz Meran, Italien, 2013

- Ippodromo di Valentinia, Pontecagnano Faiano
- Ippodromo Don Meloni, Ozieri
- Ippodromo Euritalia, Casarano (nahe Lecce)
- Ippodromo La Ghirlandina, Modena
- Ippodromo La Torricella, Capalbio (nahe Grosseto)
- Ippodromo Le Bettole, Varese
- Pferderennplatz Meran, Meran (Austragungsort des Gran Premio Merano)
- Ippodromo Martini, Corridonia
- Ippodromo Paolo VI, Taranto
- Ippodromo Pian delle Fornaci, Siena
- Ippodromo Pinna, Sassari
- Ippodromo San Paolo, Montegiorgio
- Ippodromo Villa delle Rose, Lanciano
- Ippodromo Villacidro, Villacidro

## Jamaika
- Caymanas Park, Kingston

## Japan

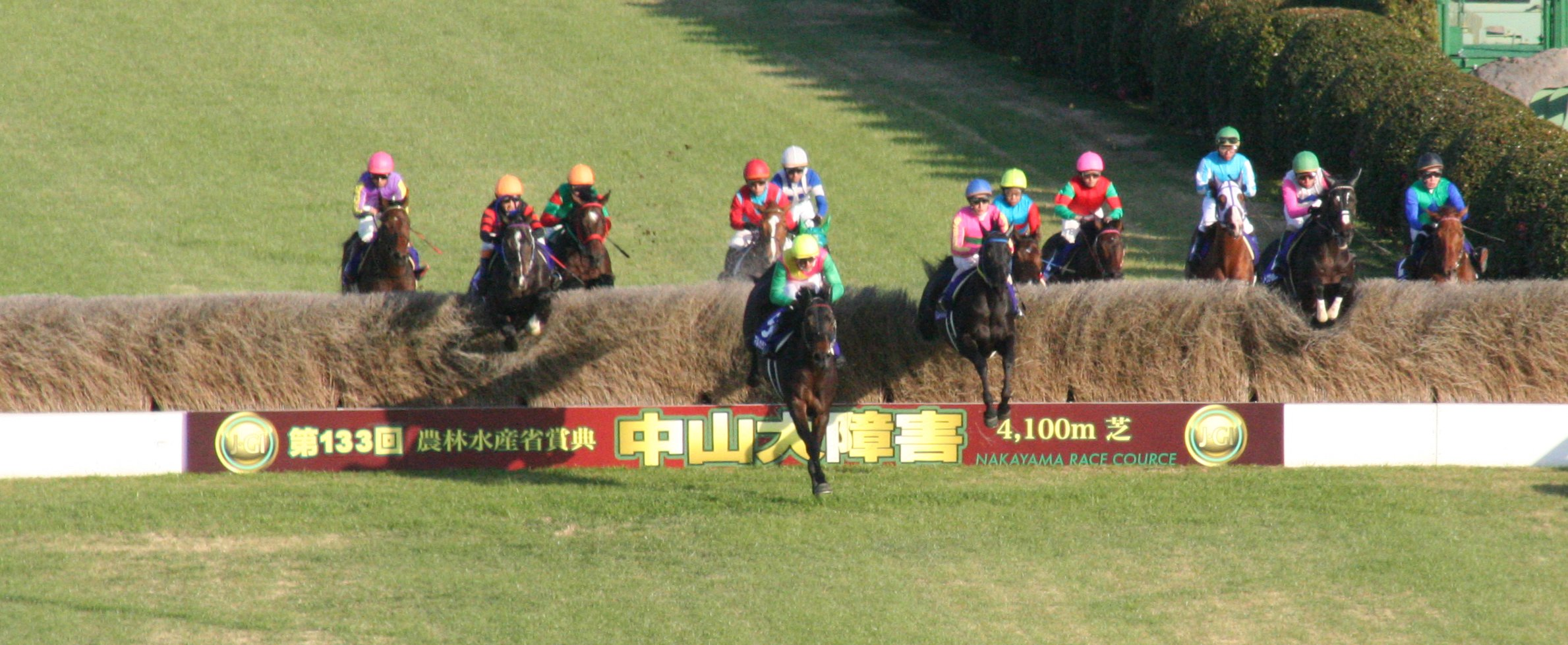
Hürdenrennen, Nakayama Racecourse, Japan, 2010

### Japan Racing Association
- Chukyo Racecourse
- Fukushima Racecourse
- Hakodate Racecourse
- Hanshin Racecourse
- Kokura Racecourse
- Kyoto Racecourse

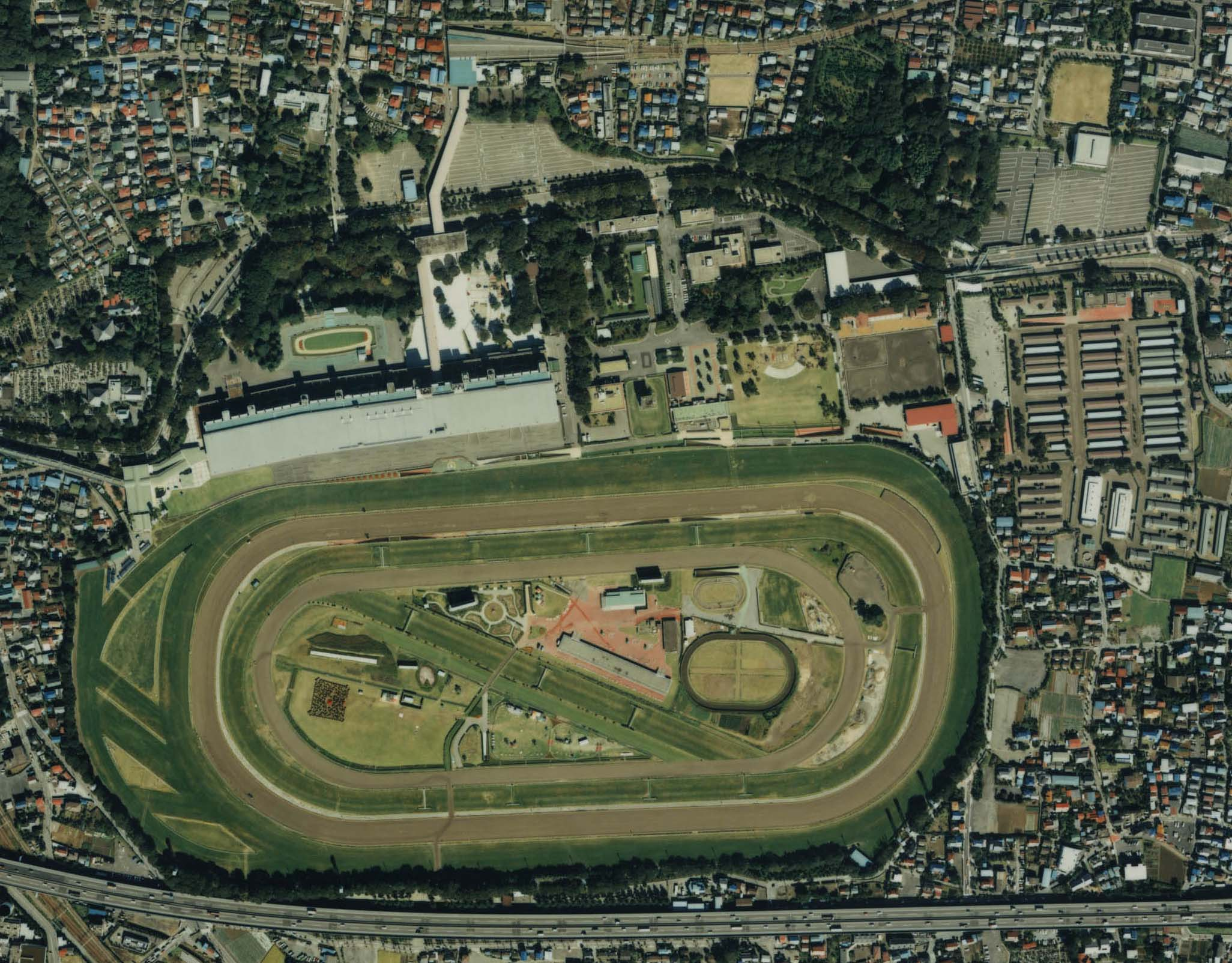
Rennbahn in Tokio, 1989

- Nakayama Racecourse (中山競馬場, Nakayama keiba-jō), in Funabashi wurde 1990 gebaut und bietet Platz für 165.000 Zuschauer.
- Niigata Racecourse
- Sapporo Racecourse
- Pferderennbahn Tokio (東京競馬場, Tōkyō keiba-jō) in Fuchū (Tokio) ist die größte Pferderennbahn in Japan und bietet Platz für bis zu 223.000 Zuschauer

### The National Association of Racing
- Funabashi Racecourse
- Kanazawa Racecourse
- Kasamatsu Racecourse
- Kawasaki Racecourse
- Kochi Racecourse

- Mizusawa Racecourse
- Mombetsu Racecourse
- Morioka Racecourse
- Nagoya Racecourse

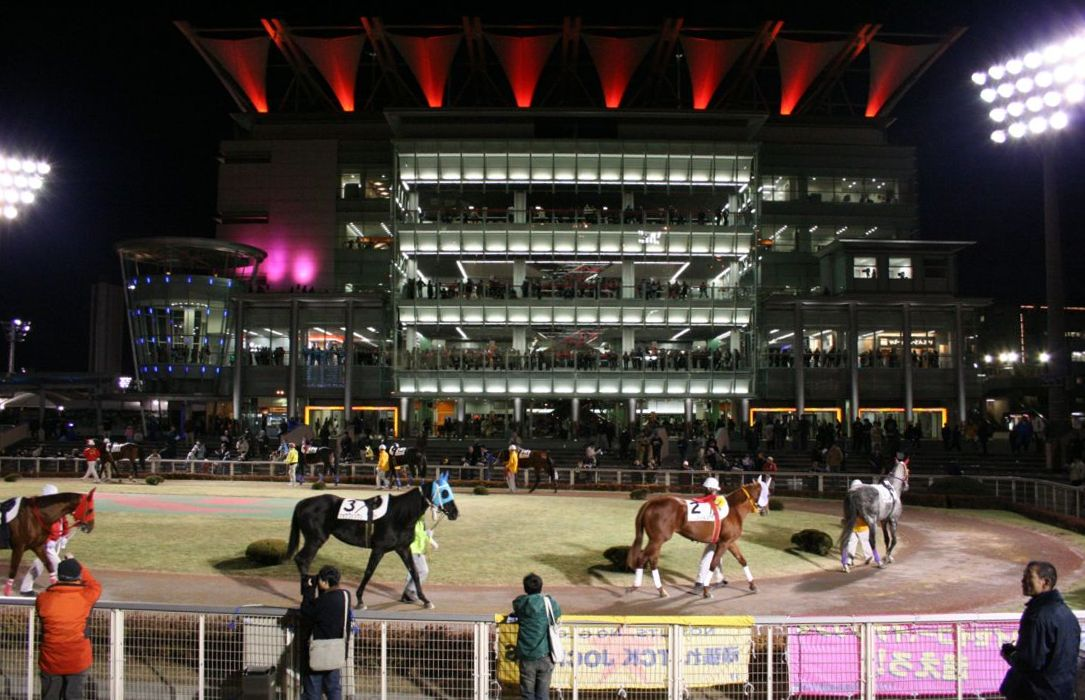
Führring auf der Oi Rennbahn, Japan, 2005

- Obihiro Racecourse (eine Ban'ei Rennbahn)
- Oi Racecourse (大井競馬場 Ōi Keiba-jō), auch Tokyo City Keiba (TCK) genannt, in Shinagawa
- Saga Racecourse
- Sonoda Racecourse
- Urawa Racecourse

## Kanada

### Galopprennbahnen

#### Alberta
- Century Downs Racetrack and Casino, Calgary
- Evergreen Park, Grande Prairie

- Northlands Park, Edmonton

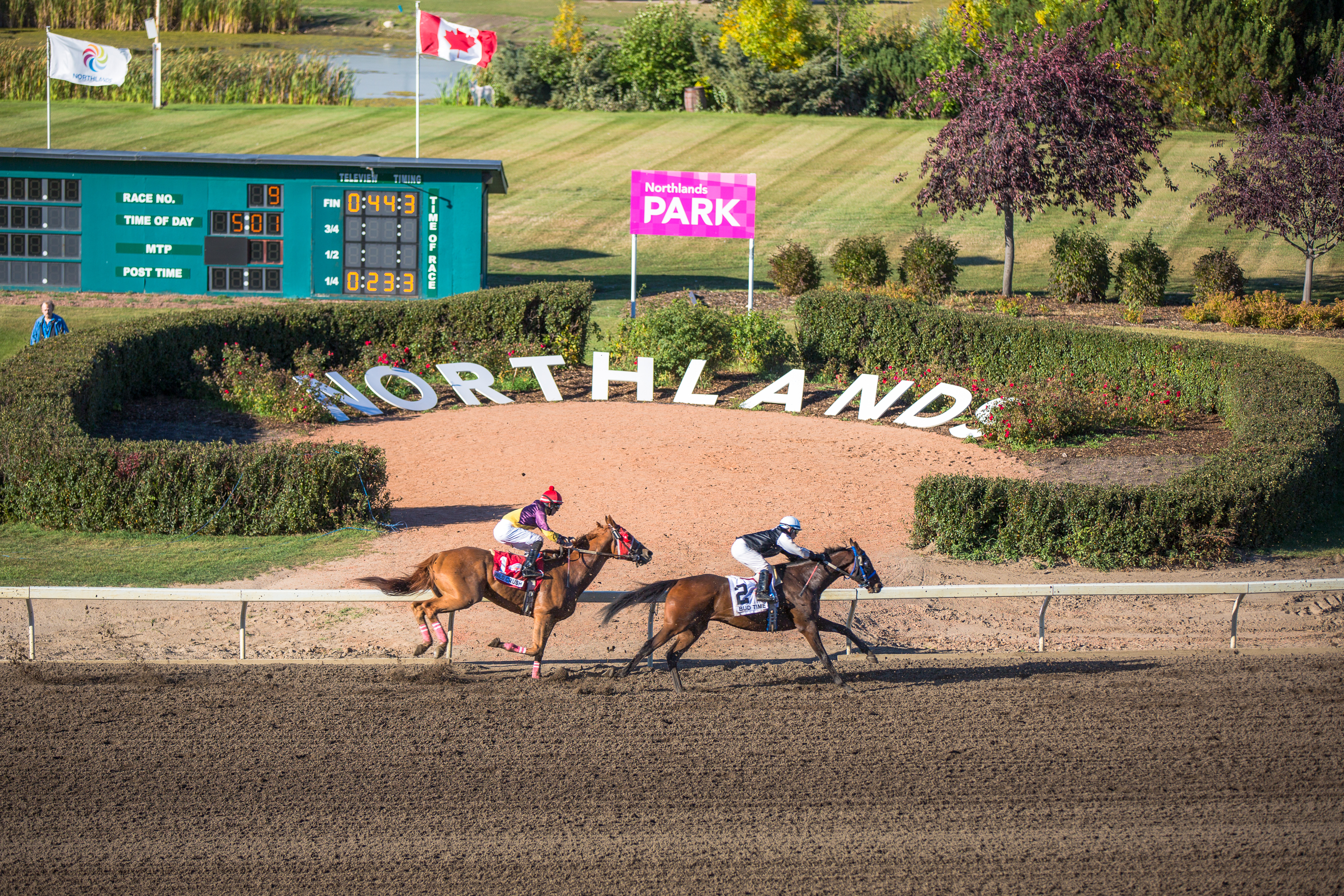
Alberta Breeders’ Fall Classic 2014, Kanada

- Rocky Mountain Turf Club, Lethbridge

#### British Columbia
- Desert Park, Osoyoos
- Hastings Racecourse, Vancouver
- Kin Park, Vernon
- Sagebrush Downs, Kamloops
- Sunflower Downs, Princeton

#### Manitoba
- Assiniboia Downs, Winnipeg

#### Ontario
- Ajax Downs, Ajax
- Fort Erie Race Track, Fort Erie
- Woodbine Racetrack, Toronto

#### Saskatchewan
- Marquis Downs, Saskatoon

### Trabrennbahnen
- Alberta Downs, Lacombe
- Century Downs Racetrack and Casino, Calgary
- Northlands Park, Edmonton

#### British Columbia
- Fraser Downs, Surrey (British Columbia)
- Sandown Park, Sidney (British Columbia)

#### New Brunswick
- Exhibition Park Raceway, Saint John (New Brunswick)
- Fredericton Raceway, Fredericton (New Brunswick)

#### Newfoundland
- St. John’s Racing & Entertainment Centre, St. John’s

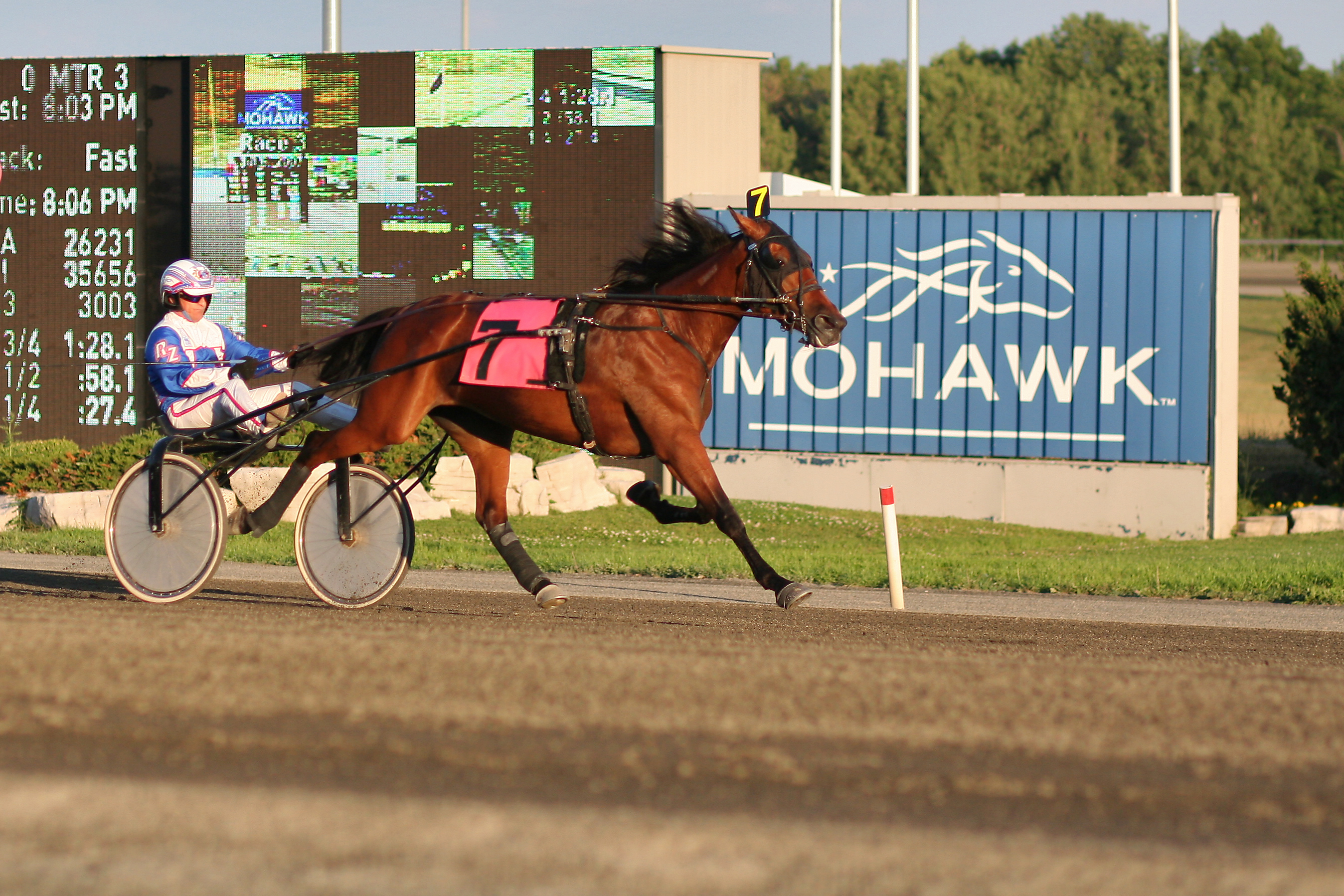
Mohawk Raceway, Campbellville, Ontario, 2007

#### Nova Scotia
- Inverness Raceway, Inverness (Nova Scotia)
- Northside Downs, North Sydney (Nova Scotia)
- Truro Raceway, Truro (Nova Scotia)

#### Quebec
- Hippodrome 3R, Trois Rivieres (Quebec)

#### Ontario
- Clinton Raceway, Clinton (Ontario)
- Dresden Raceway, Dresden (Ontario)
- Flamboro Downs, Flamborough (Ontario)
- Georgian Downs, Innisfil
- Grand River Raceway, Elora (Ontario)
- Hanover Raceway, Hanover (Ontario)
- Hiawatha Horse Park, Sarnia (Ontario)
- Kawartha Downs, Cavan-Monaghan (Ontario)
- Mohawk Raceway, Campbellville (Ontario)
- Quinte Exhibition Raceway, Belleville (Ontario)

- Rideau Carleton Raceway, Ottawa
- Sudbury Downs, Sudbury

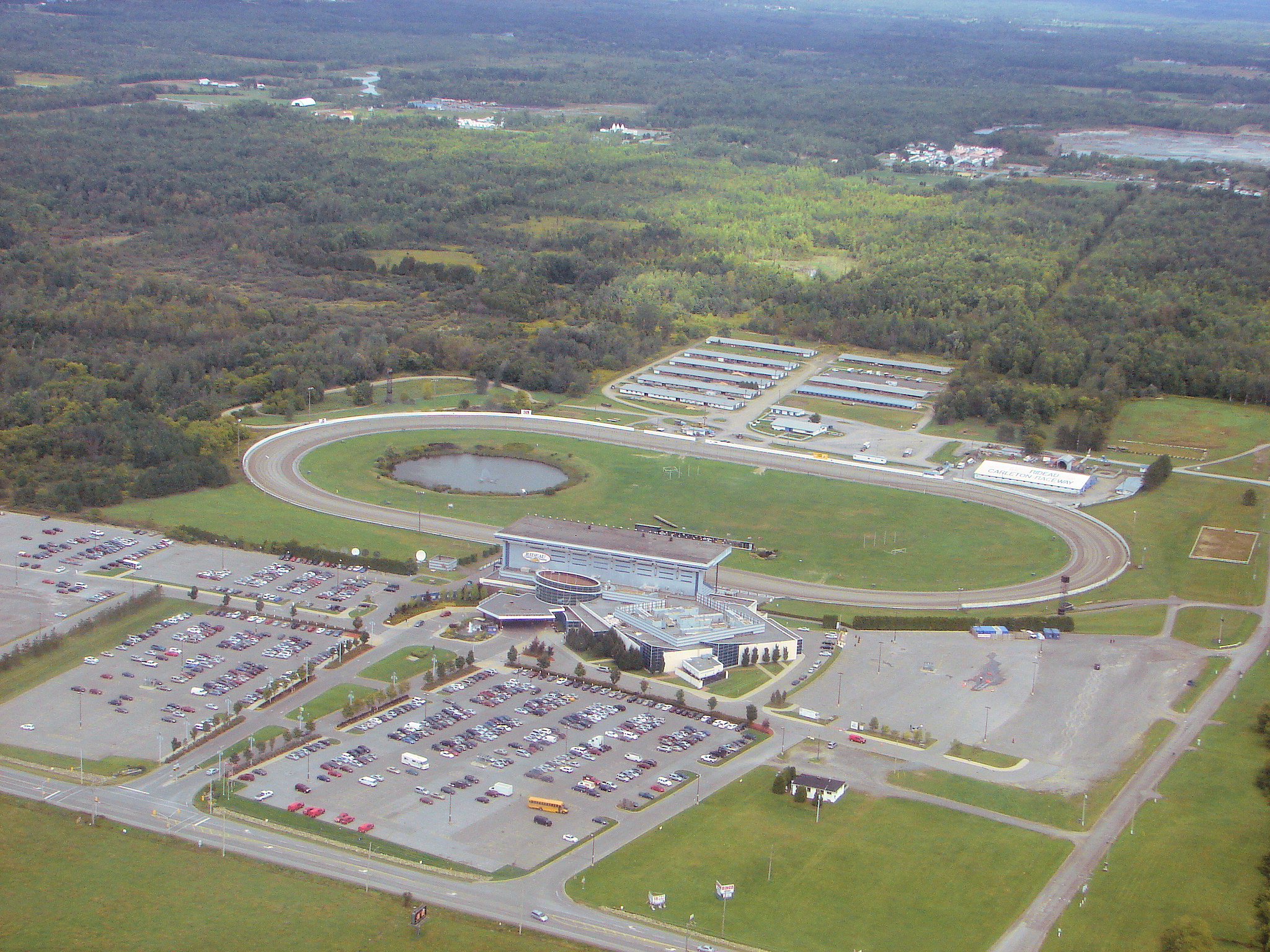
Rideau Carleton Raceway, Ottawa, 2010

- Western Fair Raceway, London (Ontario)
- Woodbine Racetrack, Toronto

#### Prince Edward Island
- Charlottetown Driving Park, Charlottetown (Prince Edward Island)
- Summerside Raceway, Summerside (Prince Edward Island)

#### Saskatchewan
- West Meadows Raceway, Regina
- Yorkton Exhibition Race Track, Yorkton

## Katar
- Al Rayyan Race Course, Doha

## Kenia
- Ngong Racecourse, Nairobi

## Kolumbien
- Hipodromo Villa de Leyva, Villa de Leyva[52]

## Kuba
- Hipódromo del Parque Oriental, Havanna, ehemalige Rennbahn

## Libanon
- Beirut Hippodrome, Beirut

## Macau

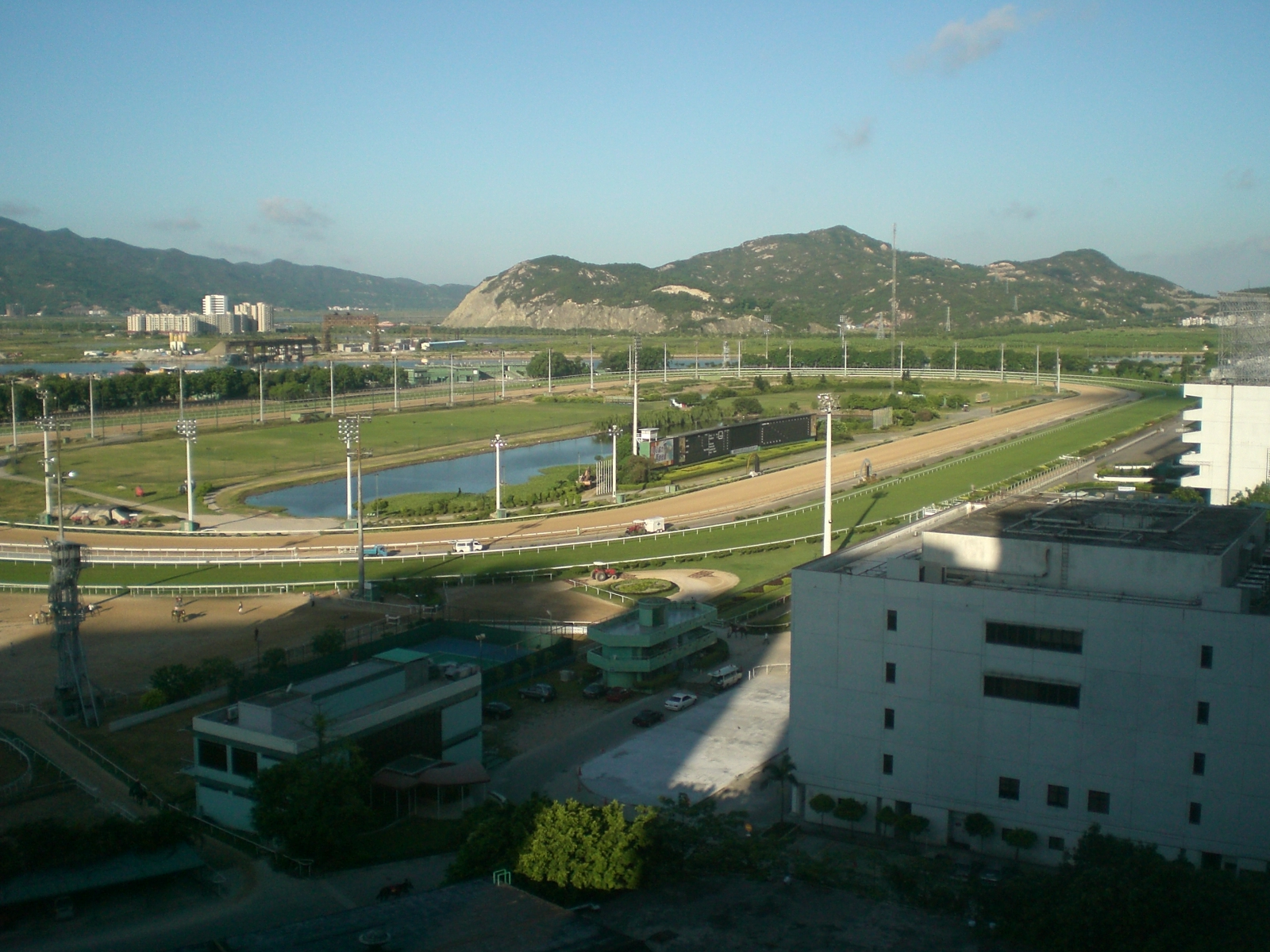
Macau Jockey Club Racecourse, 2007

- Macau Jockey Club, Taipa Racecourse, Macau

## Malaysia
- Penang Turf Club, Penang
- Perak Turf Club, Ipoh
- Selangor Turf Club, Kuala Lumpur

## Malta
- Gozo Race Track, Gozo
- Malta Racing Club, Marsa

## Marokko
- Hippodrome de Casa-Anfa, Casablanca
- Hippodrome de Settat, Settat
- Hippodrome Lalla Malika, El Jadida
- Hippodrome Rabat-Souissi, Rabat

## Mauritius
- Champ de Mars (Port Louis), Port Louis

## Mexiko
- Das berühmte Hipódromo de Agua Caliente in Tijuana wird nicht mehr für Pferderennen, sondern für Windhundrennen genutzt.
- Hipódromo de las Américas, Mexiko-Stadt

## Niederlande
- Drafbaan Groningen, Groningen (kein Rennbetrieb mehr)
- Drafcentrum Alkmaar, Alkmaar
- Renbaan Duindigt, Duindigt (nahe Den Haag)
- Victoria Park, Wolvega, Wolvega (nahe Heerenveen)

## Niger
- Hippodrome Niamey, Niamey, (Pferde- und Kamelrennen)

## Neuseeland

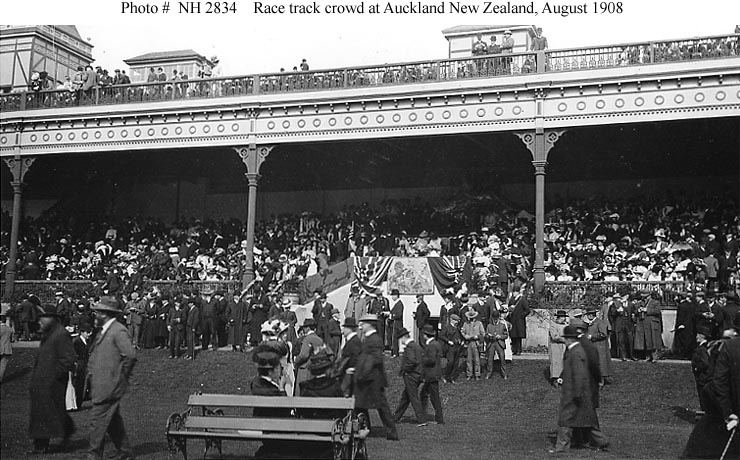
Ellerslie Racecourse, Neuseeland, 1908

- Addington, Christchurch (Trabfahren und Windhundrennen)
- Alexandra Park, Auckland (Trabfahren)
- Ascot Park, Invercargill, Southland (Region) (Galopprennen, Trabfahren und Windhundrennen)
- Ashburton, Canterbury
- Avondale, Auckland
- Awapuni Racecourse, Palmerston North
- Cambridge Raceway, Cambridge (Neuseeland), (Trabfahren und Windhundrennen)
- Cromwell, Otago
- Dargaville, Northland (Neuseeland)
- Ellerslie Racecourse, Auckland
- Forbury Park, Dunedin (Trabfahren und Windhundrennen)
- Gisborne, Tūranganui-a-Kiwa / Poverty Bay
- Gore, Southland (Region)
- Hastings International Chess Congress, Hawke’s Bay (Region)
- Hawera, Taranaki
- Hokitika, Südinsel (Neuseeland)
- Kaikoura (Trabfahren)

- Kumara, West Coast
- Kurow, Otago

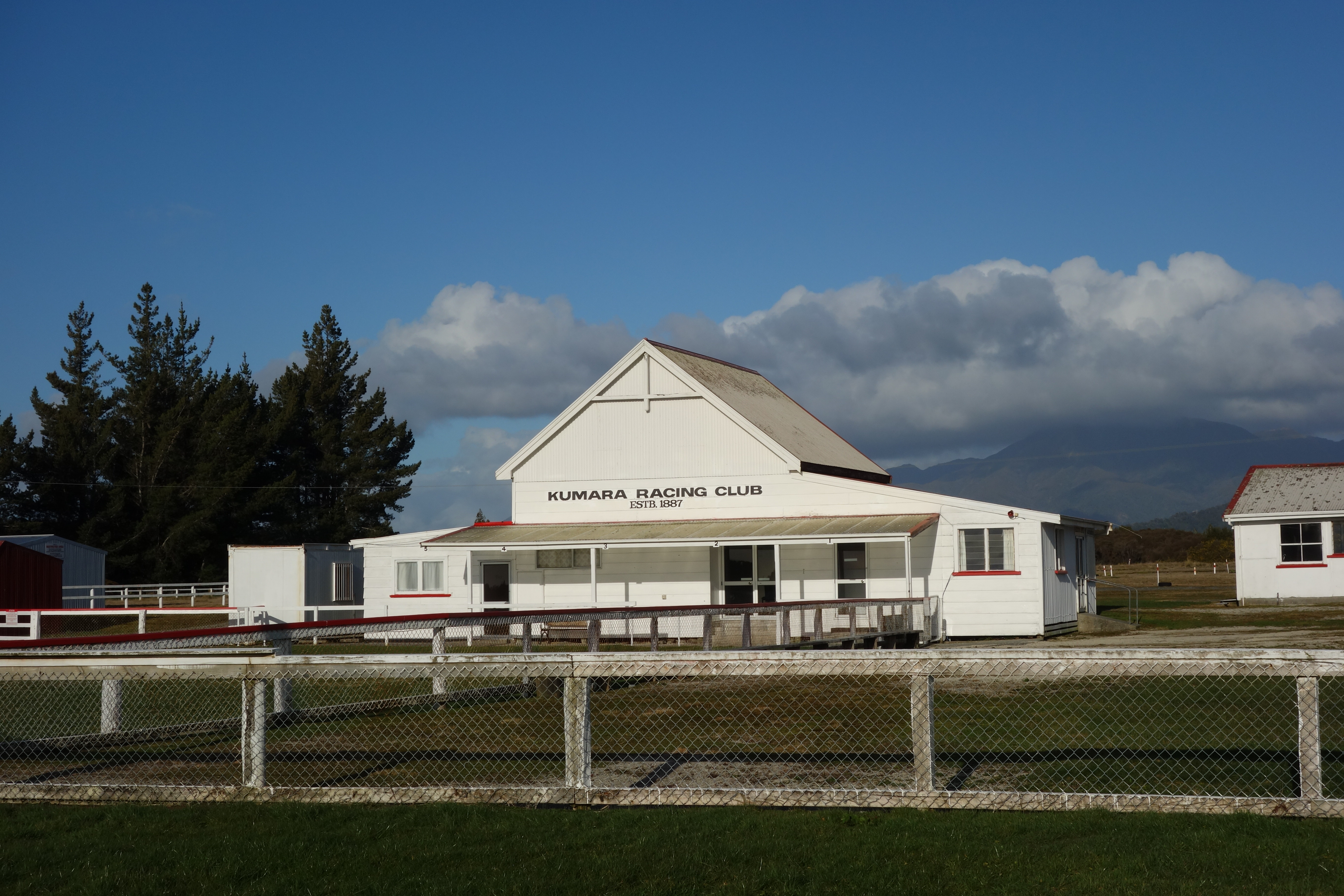
Kumara Racecourse, Neuseeland, 2015

- Manawatu Raceway, Palmerston North (Trabfahren und Windhundrennen)
- Matamata, Waikato
- Methven, Canterbury (Trabfahren)
- Motukarara, Banks Peninsula
- New Plymouth, Taranaki
- Oamaru, Otago
- Omakau, Otago
- Omoto, Greymouth, Südinsel (Neuseeland)
- Orari, Geraldine, Canterbury (Trabfahren)
- Ōtaki, Kapiti Coast
- Paeroa, Hauraki Plains (nur noch Trainingsrennbahn)
- Patterson Park, Buller (Trabfahren)
- Phar Lap Raceway, Washdyke, Timaru, Canterbury
- Pukekohe, Franklin District
- Rangiora, Christchurch
- Reefton, West Coast
- Riccarton Race Course, Christchurch
- Richmond, Nelson, (Trabfahren)
- Riverton, Invercargill, Southland
- Rotorua, Bay of Plenty
- Roxburgh, Otago (Trabfahren)
- Ruakaka, nahe Whangārei, Northland
- Tauherenikau, Wairarapa
- Taupo, North Island
- Tauranga, Bay of Plenty
- Te Aroha, Thames Valley
- Te Awamutu, Hamilton (Neuseeland)
- Te Kapua Park, Stratford, Taranaki
- Te Rapa, Hamilton (Neuseeland)
- Te Teko, nahe Whakatane, Bay of Plenty
- Thames, Coromandel Peninsula
- Trentham Racecourse, Upper Hutt, nahe Wellington
- Waikouaiti, Dunedin
- Waimate, Canterbury
- Waipukurau, Hawke’s Bay (Region)
- Wairoa, Hawke’s Bay

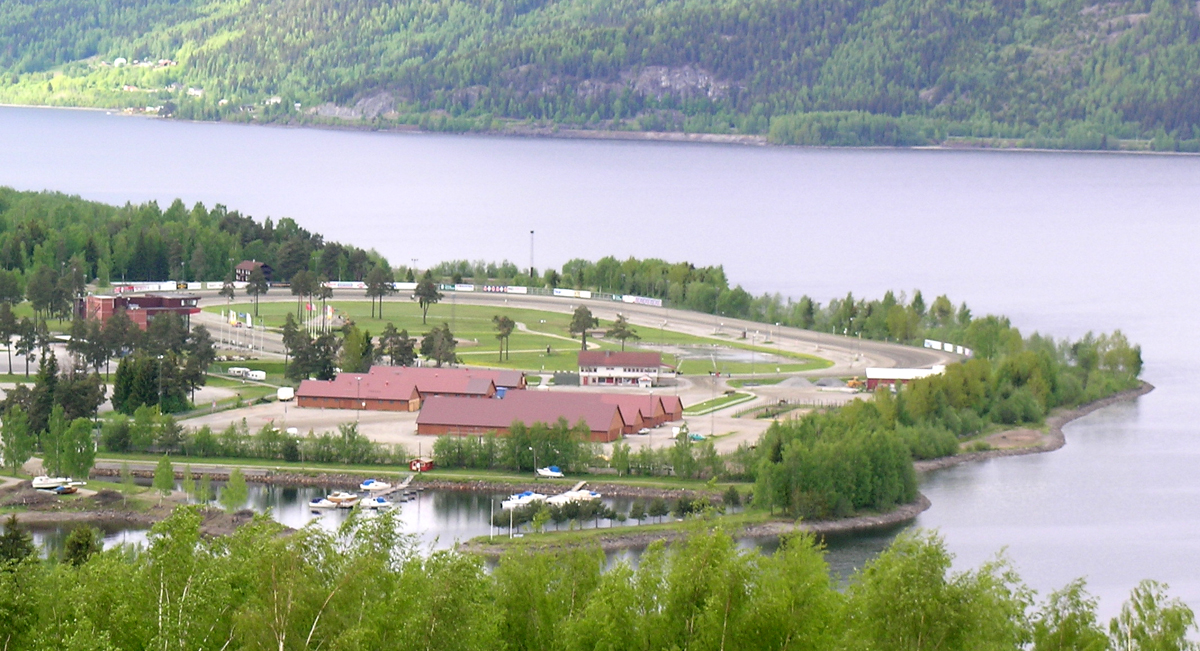
Biri Travbane, Norwegen, 2007

- Wanganui (Whanganui), Palmerston North
- Waterlea, Blenheim, Marlborough
- Waverley, Taranaki, Wanganui
- Wingatui, Dunedin
- Winton, Southland (Region)
- Woodville, Palmerston North
- Wyndham, Invercargill, Southland (Region)

## Norwegen

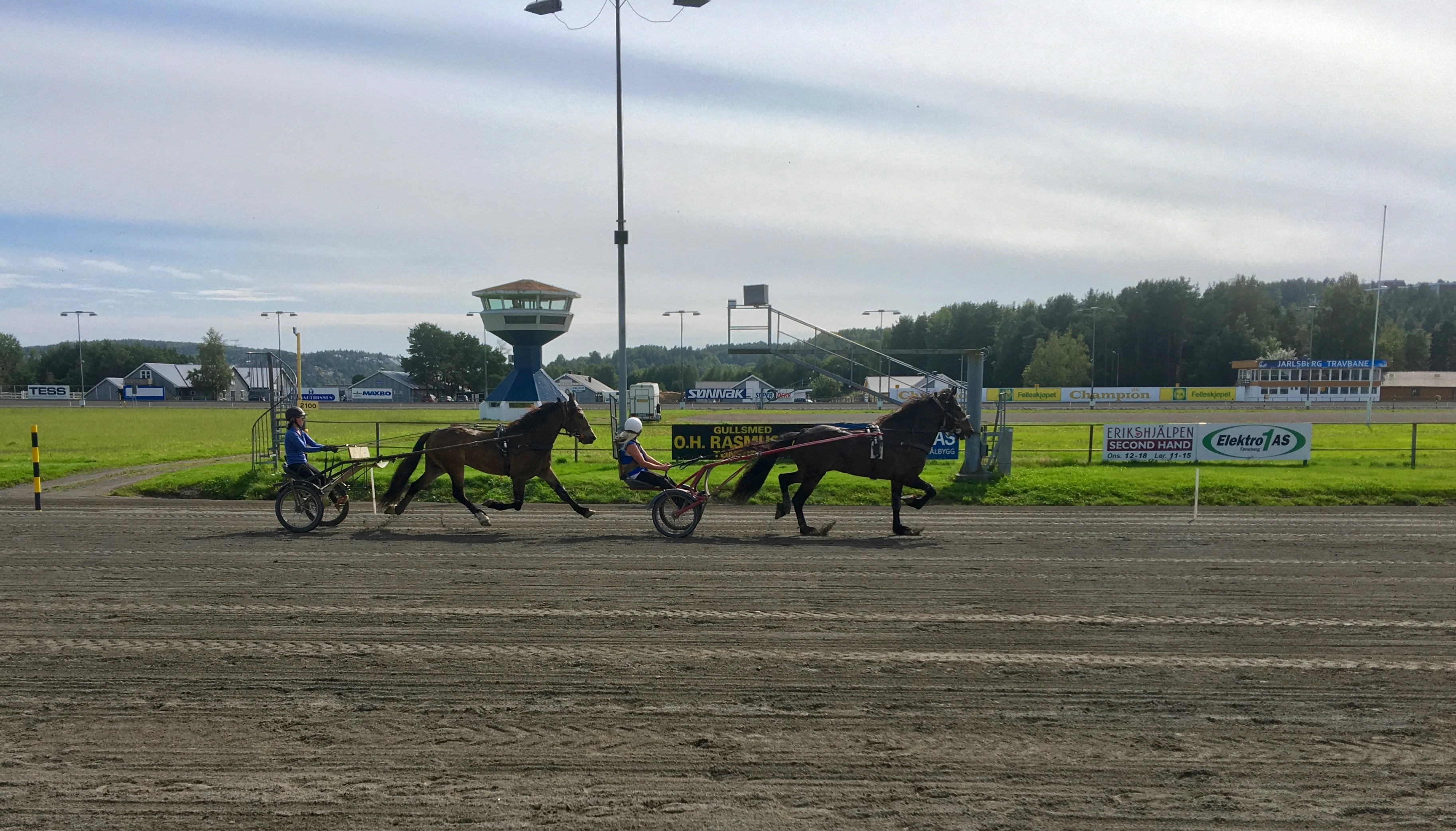
Training auf der Jarlsberg travbane, Norwegen, 2017

- Bergen Travpark, Bergen
- Biri Travbane, Gjøvik
- Bjerke Travbane, Oslo
- Drammen Travbane, Drammen
- Forus Travbane, Stavanger
- Harstad Travpark, Harstad
- Jarlsberg Travbane, Tønsberg
- Klosterskogen Travbane, Skien
- Leangen Travbane, Trondheim
- Momarken Travbane, Eidsberg
- Øvrevoll Galoppbane, Oslo
- Sørlandets Travpark, Kristiansand

## Österreich
- Trabrennbahn Gröbming, Steiermark[53]

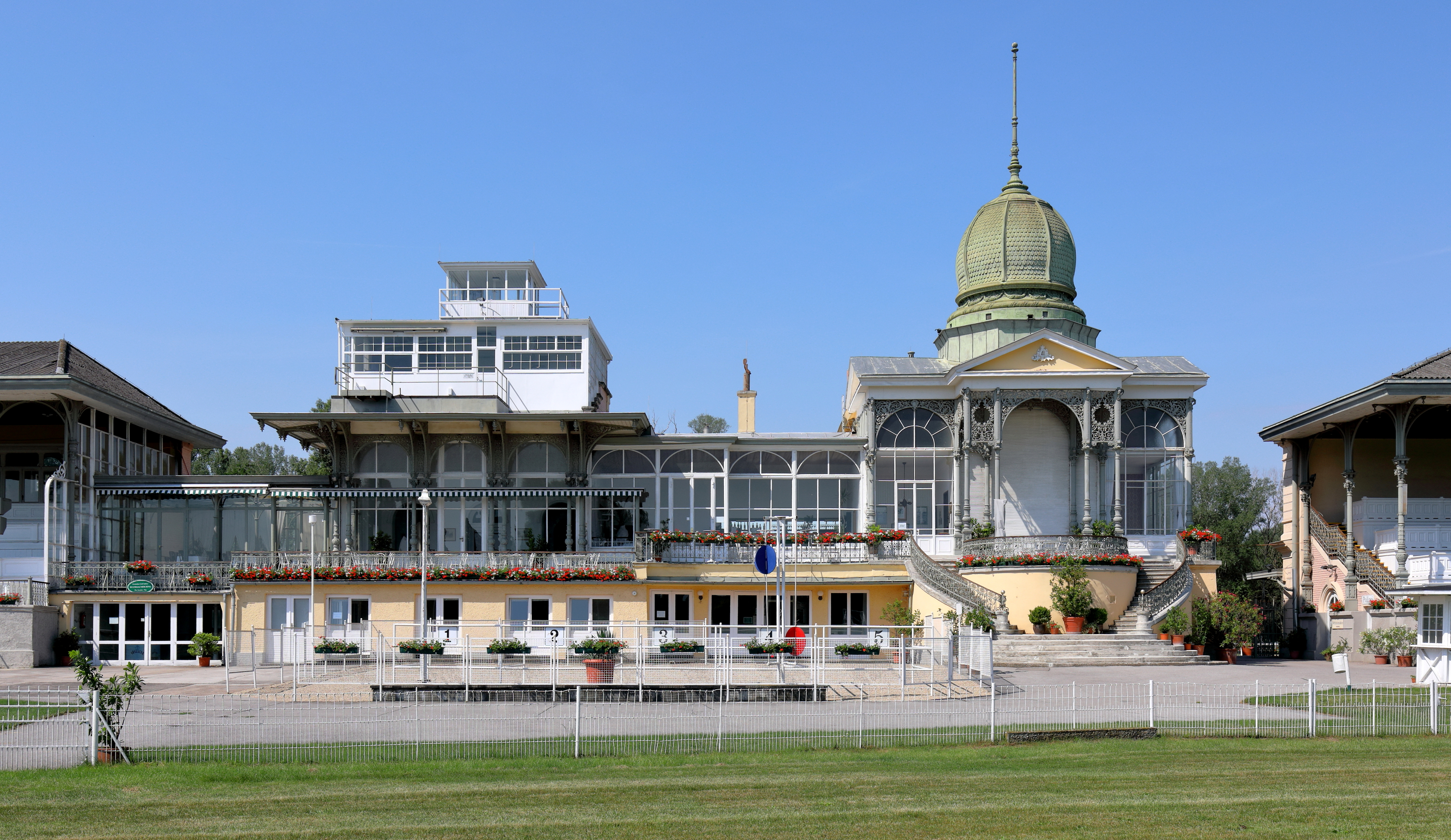
Galopprennbahn Freudenau in Wien, Tribünen, 2018

- Magna Racino, Ebreichsdorf (nahe Wien)[54]
- Trabrennbahn Baden, Baden bei Wien[55]
- Trabrennbahn Krieau, Wien
- Galopprennbahn Freudenau, Wien (kein Rennbetrieb mehr)
- Trabrennbahn Wels-Rosenau, Wels[56]
- Trabrennbahn Edelhof, Zwettl[57]
- Trabrennbahn Lafferhof, St. Johann/Tirol (Schlittenrennbahn, jährliches Stefanirennen am 26. Dezember)[58]
- Trabrennbahn Altheim, Altheim[59]
- Trabrennbahn Graz-Wildon (kein Rennbetrieb mehr)[60]
- Trabrennbahn St. Pölten (kein Rennbetrieb mehr)[61]
- Trabrennbahn St. Veit an der Glan (kein Rennbetrieb mehr)[62]
- Trabrennbahn Salzburg-Liefering (kein Rennbetrieb mehr)[63]

## Pakistan

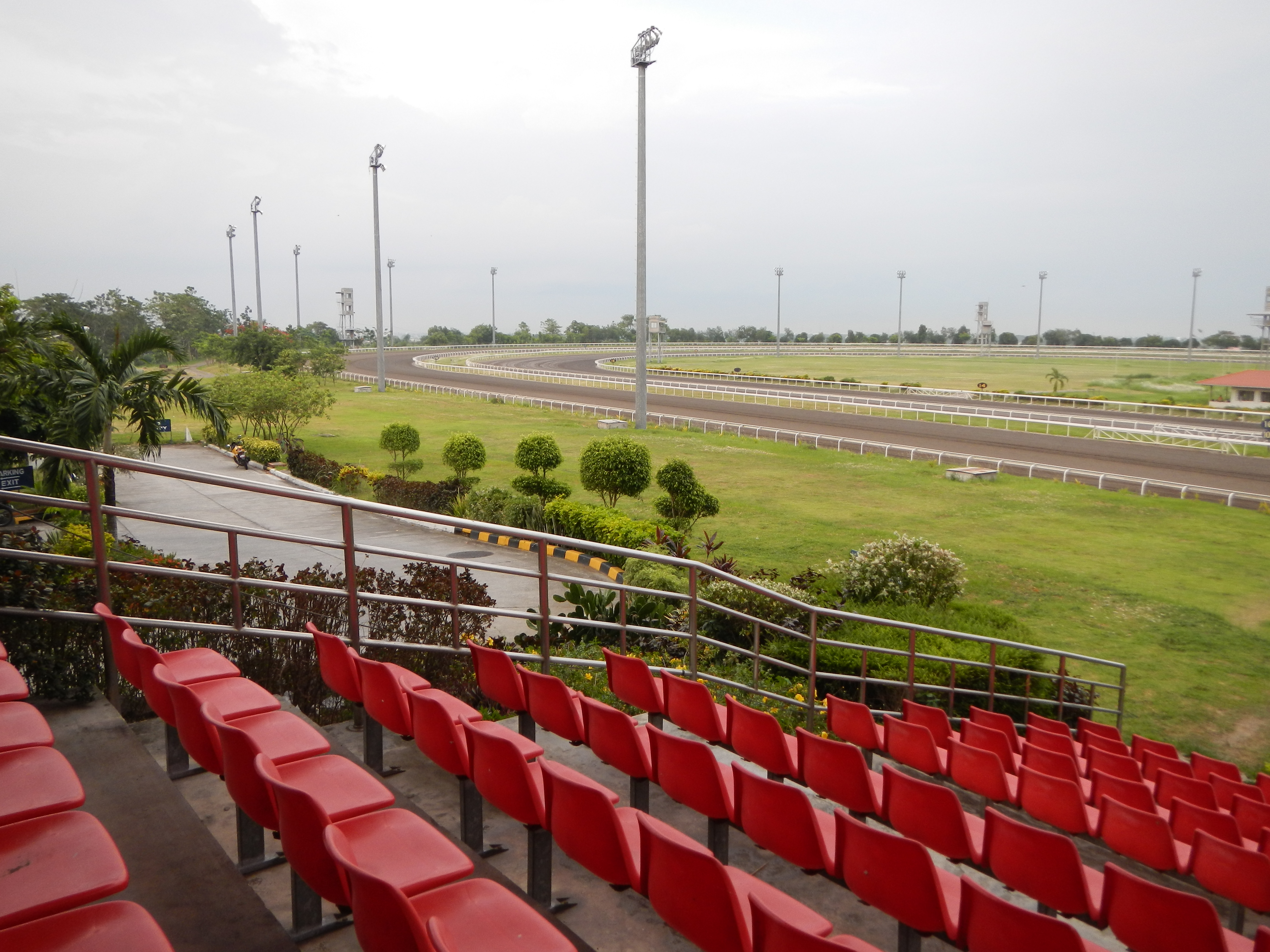
San Lazaro Leisure Park, Philippinen

- Karachi Race Club, Karatschi
- Lahore Race Club, Lahore

## Panama
- Hipódromo Presidente Remón, Panama-Stadt

## Paraguay
- Hipódromo de Asunción, Asunción

## Peru
- Hipódromo de Monterrico, Lima
- Hipódromo de Porongoche, Arequipa

## Philippinen
- Metro Manila Turf Club¨ (Metro Turf), Malvar und Tanauan City
- Saddle & Clubs Leisure Park (Santa Ana Park), Naic
- San Lazaro Leisure Park Turf Club, Carmona (Cavite)

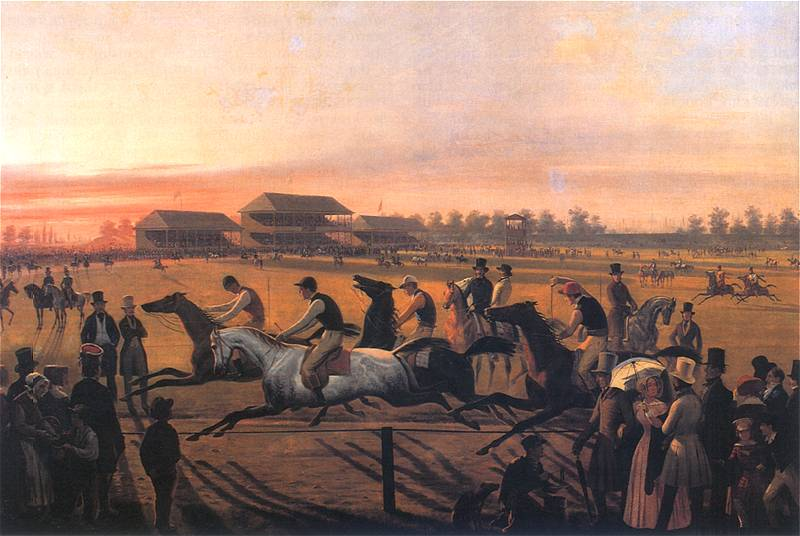
Pole Mokotowskie, Warschau, Gemälde von January Suchodolski, 1849

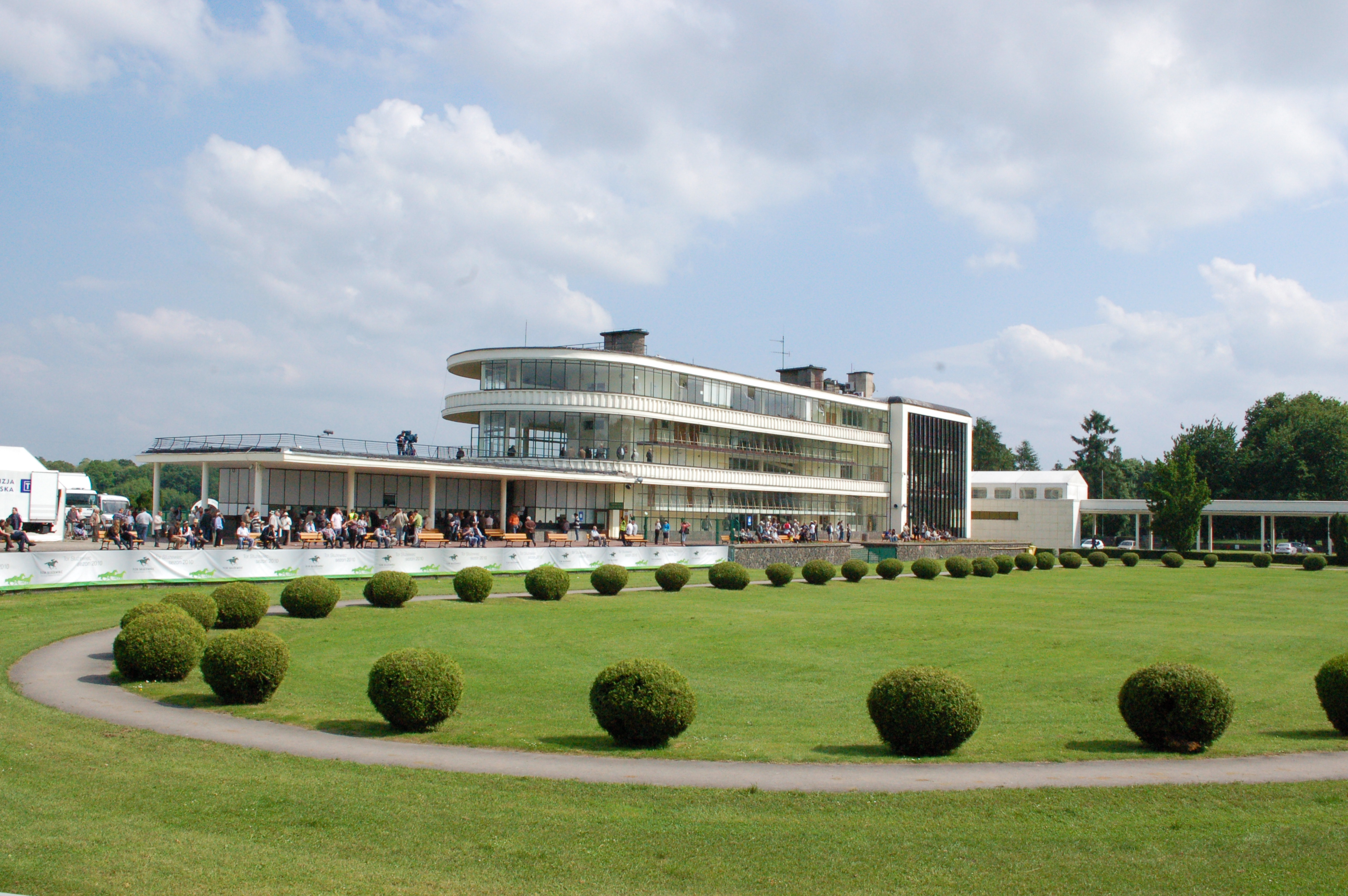
Tribünenrückseite mit Wettschaltern, Pferderennbahn Służewiec, Polen, 2010

## Polen
- Kraków Racecourse, Dąbrówka, Bochnia County[65]
- Partynice Racecourse, Breslau[66]
- Pferderennbahn Służewiec, Warschau[67]
- Sopot Hippodrome, Sopot[68]
- Pferderennbahn Pole Mokotowskie, Warschau, ehemalige Rennbahn

## Puerto Rico
- Hipódromo Camarero, San Juan (Puerto Rico)

## Rumänien
- Hipodrom Craiova, Craiova
- Hipodrom Ploiești, Ploiești

## Russland
- Hippodrom Moskau, Moskau
- Kazan Ippodrom, Kasan, Tatarstan
- Naberezhnye Chelny Ippodrom, Nabereschnyje Tschelny, Tatarstan
- Rostov Ippodrom, Rostow am Don
- Samara Ippodrom, Samara

## St. Kitts und Nevis
- Beaumont Park Race Track, Dieppe Bay, Saint Kitts
- Indian Castle Race Track, Nevis (wenige Renntage, vorwiegend an Feiertagen)

## Schweden

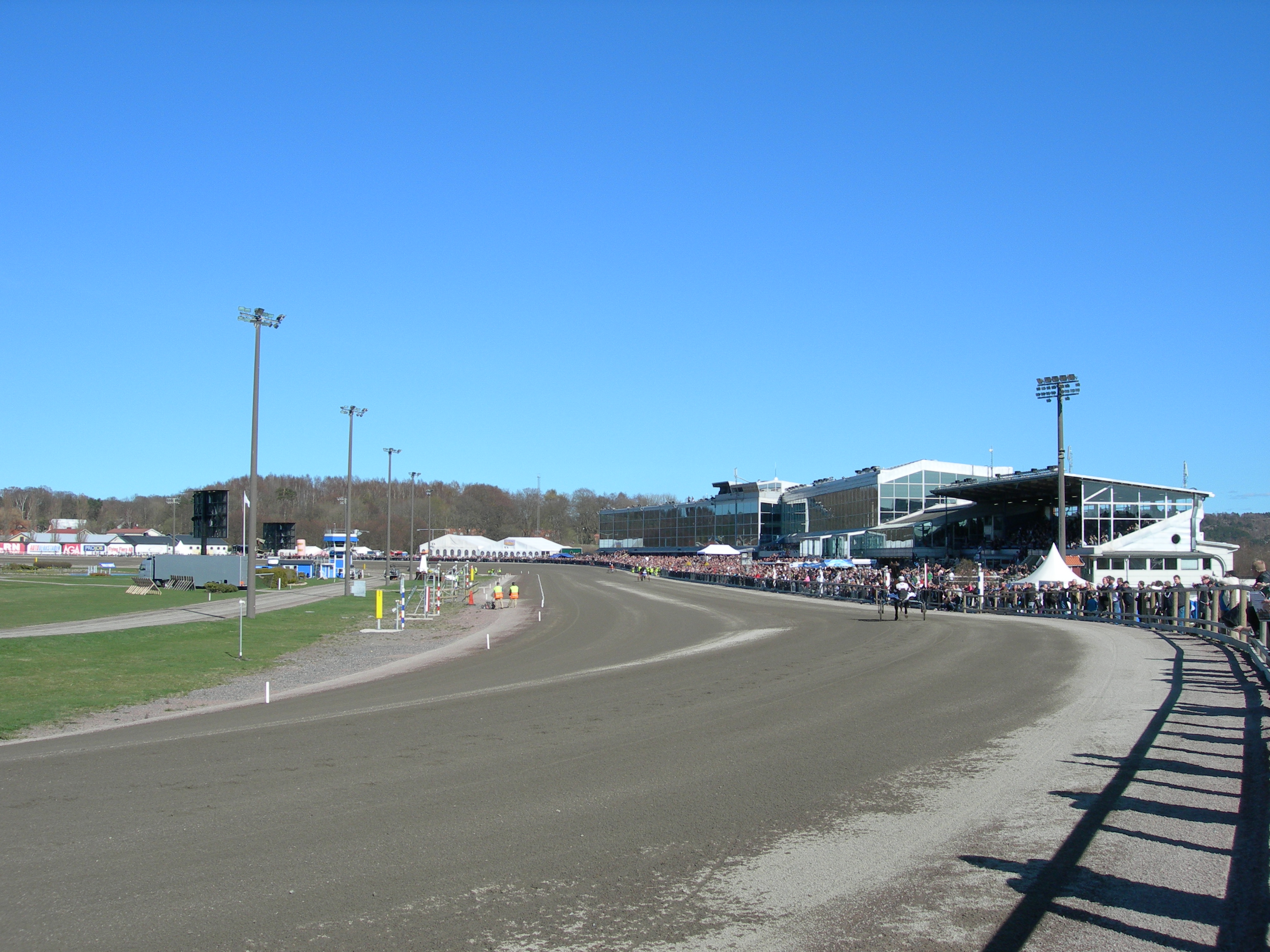
Åby Racetrack

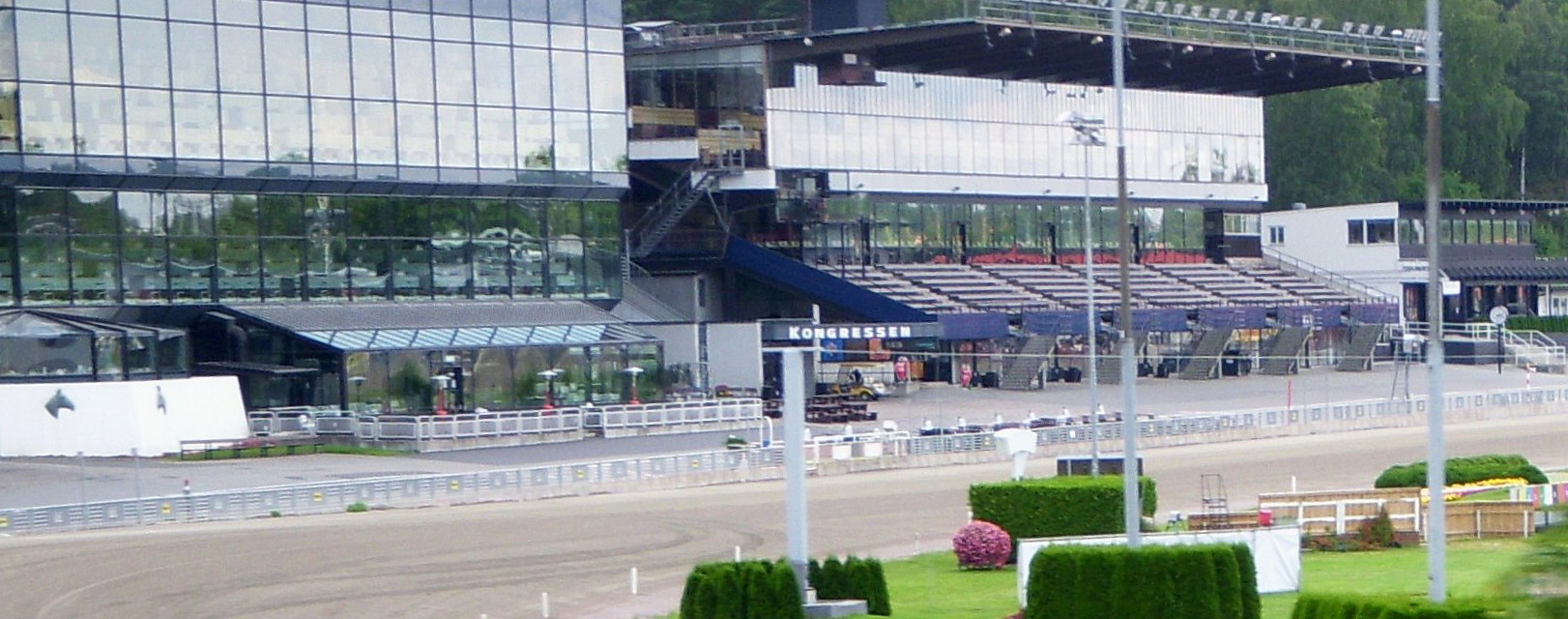
Solvalla Trabrennbahn

- Åby Racetrack, Mölndal (nahe Göteborg, Austragungsort der Olympiatravet)
- Arena Åmålstravet, Åmål
- Arena Dannero, Kramfors
- Axevalla Travbana, Axvall
- Bergsåker Travbana, Sundsvall
- Dala Travet, Rättvik
- Färjestad Travet, Karlstad
- Göteborg Galopp, Göteborg
- Halmstad Travet, Halmstad
- Jägersro Galopp, Malmö
- Kalmar Travbana, Kalmar
- Mantorp Travet, Mantorp
- Möjligheternas Arena, Umeå
- Romme Travbana, Borlänge
- Solvalla, Stockholm
- Strömsholm Galopp, Strömsholm
- Sundbyholm Racing Track, Eskilstuna
- Bro Park Galopp, Önsta
- Tingsryd Municipality, Tingsryd (1609 meters; the only one in Northern Europe)
- Trav Gävleborg, Gävle
- Umåker Travet, Umeå
- Visby Travbana, Visby
- Örebro Travet, Örebro
- Östersund Travbana, Östersund
  - ehemalige Rennbahn Ulriksdals kapplöpningsbana

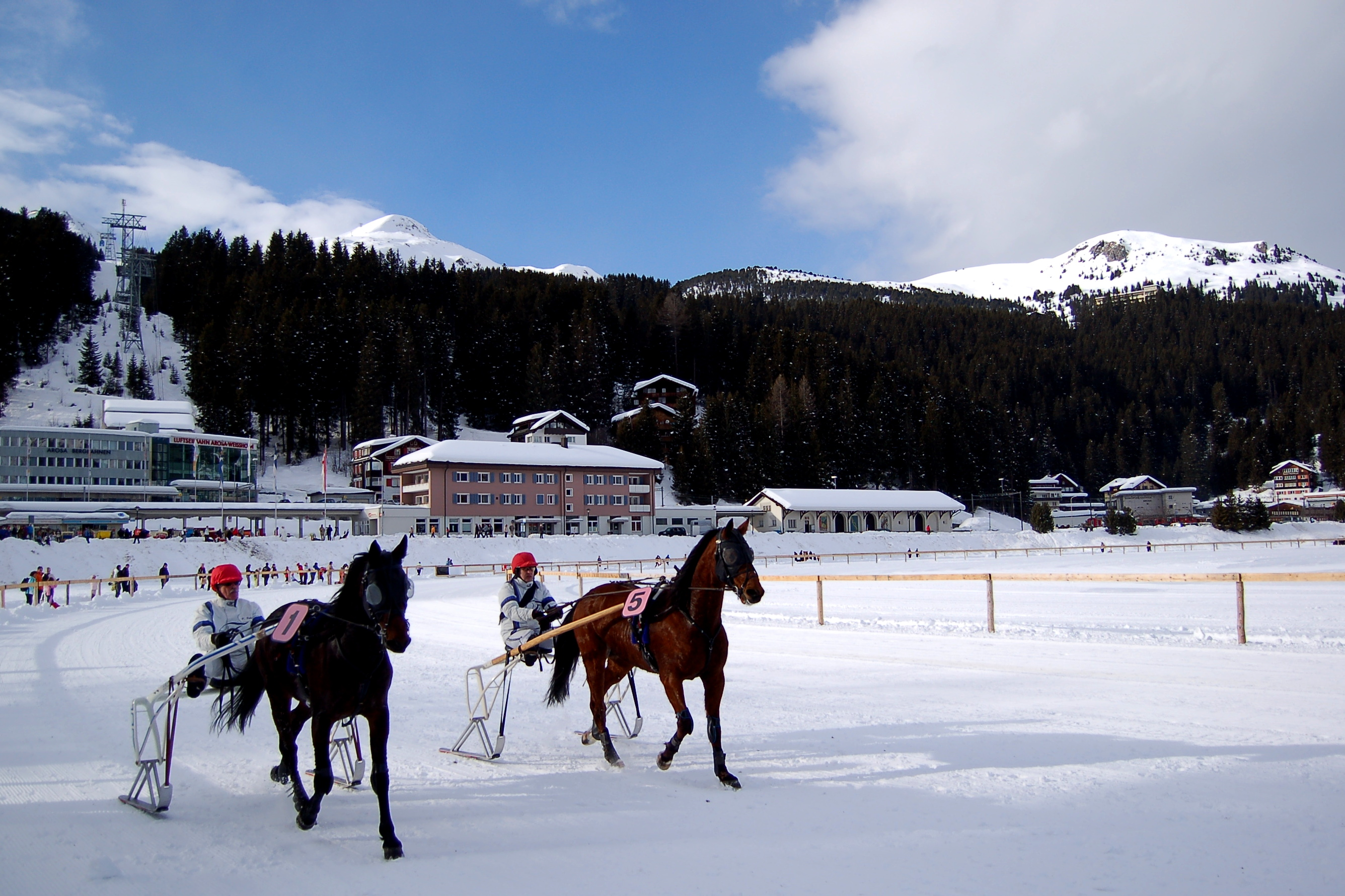
Pferderennbahn auf dem Obersee. Im Hintergrund der Tschuggenwald mit Weisshornbahn, der Bahnhof Arosa und das Brüggerhorn

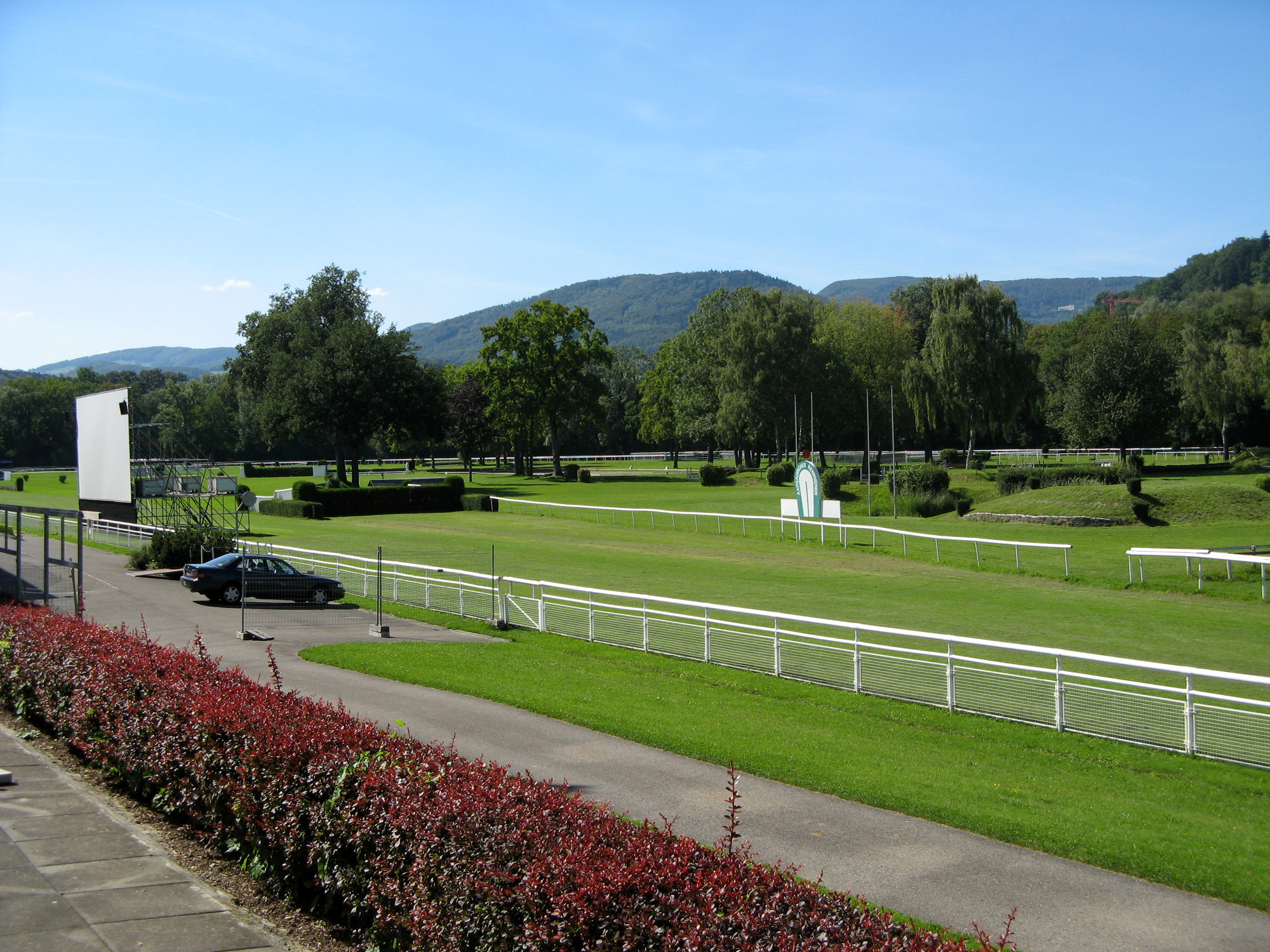
Pferderennbahn Schachen

## Schweiz
- Pferderennen Arosa, Arosa, die Rennbahn befindet sich auf einem zugefrorenen See und ist nur im Winter in Betrieb, das Geläuf ist auf Schnee
- Parkrennbahn Dielsdorf, Dielsdorf (nahe Zürich)
- Pferderennbahn Frauenfeld, Frauenfeld
- Pferderennbahn IENA, Avenches
- Pferderennbahn Schachen, Aarau
- Winter-Rennbahn, St. Moritz, die Rennbahn befindet sich auf einem zugefrorenen See und ist nur im Winter in Betrieb, das Geläuf ist auf Schnee
- Marché Concours, Saignelégier, die Rennbahn wird nur an drei Tagen im Jahr im Rahmen eines Volksfestes betrieben

## Serbien
- Hipodrom Belgrad, Belgrad
- Hipodrom Sabac, Šabac

## Singapur
- Kranji Racecourse

## Slowakei
- Zavodisko, Bratislava

## Slowenien
- Hipodrom Kamnica, Kamnica (Stadtgemeinde Maribor)

## Spanien
- Gran Hipodromo de Andalucia – Dos Hermanas, Sevilla
- Hipodrom Municipal de Manacor, Manacor, Mallorca
- Hipodrom Municipal de Mao, Maó, Menorca
- Hipodrom Sant Rafel, Sant Rafel
- Hipodrom Son Pardo, Palma de Mallorca, Mallorca
- Hipodrom Torre del Ram, Ciudadela de Menorca, Menorca
- Hipodromo de Antela, Ourense
- Hipodromo de Donostia, San Sebastian
- Hipodromo de la Zarzuela, Madrid
- Hipodromo de Pineda, Sevilla

## Südafrika

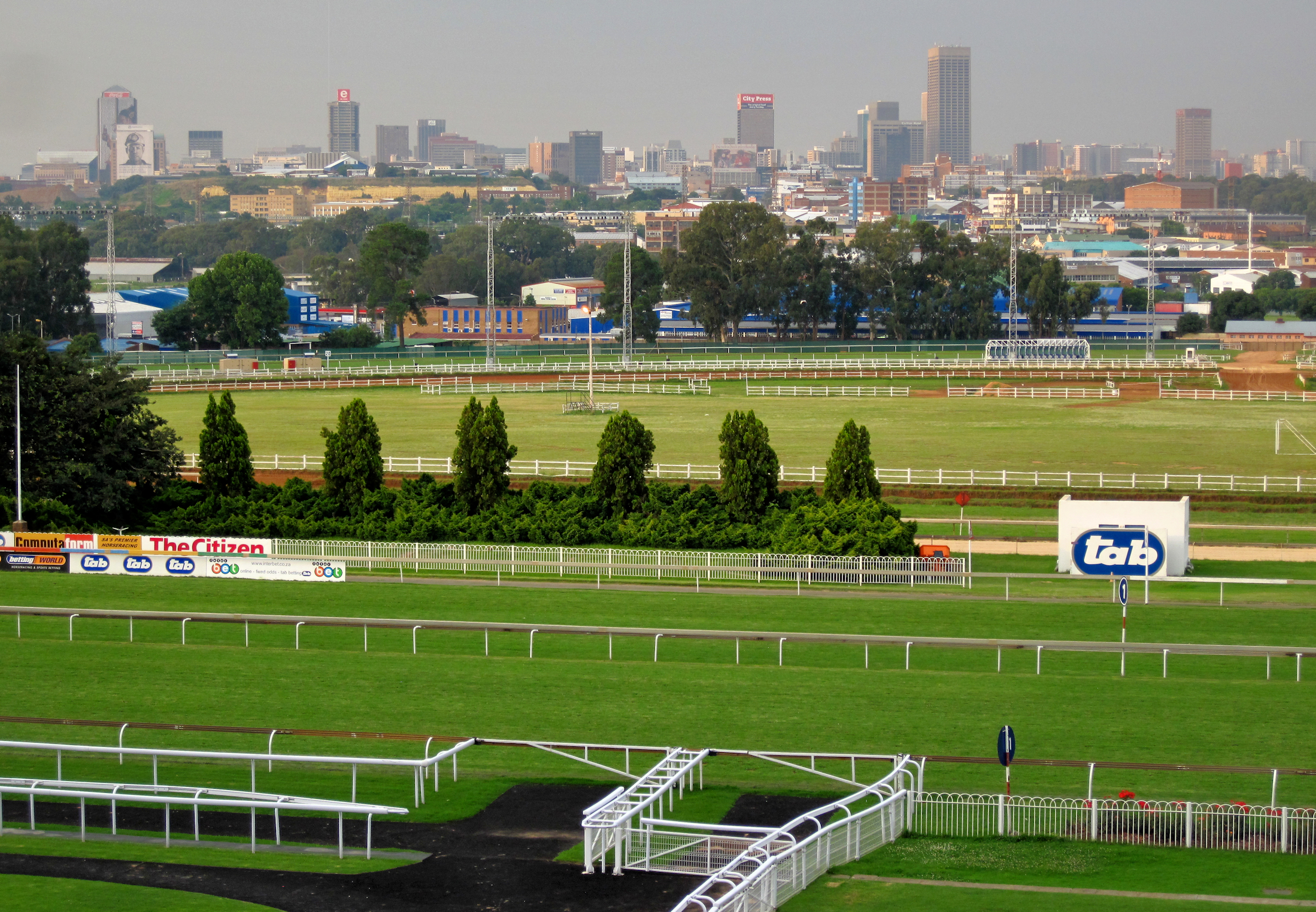
Turffontein Racecourse, Johannisburg

- Clairwood Racecourse, KwaZulu-Natal
- Durbanville Racecourse, Westkap
- Fairview Racecourse, Ostkap
- Flamingo Park, Nordkap (Provinz)
- Greyville Racecourse, KwaZulu-Natal
- Kenilworth Racecourse, Westkap
- Scottsville Racecourse, KwaZulu-Natal
- Turffontein Racecourse, Gauteng
- Vaal Racecourse, Gauteng

## Südkorea

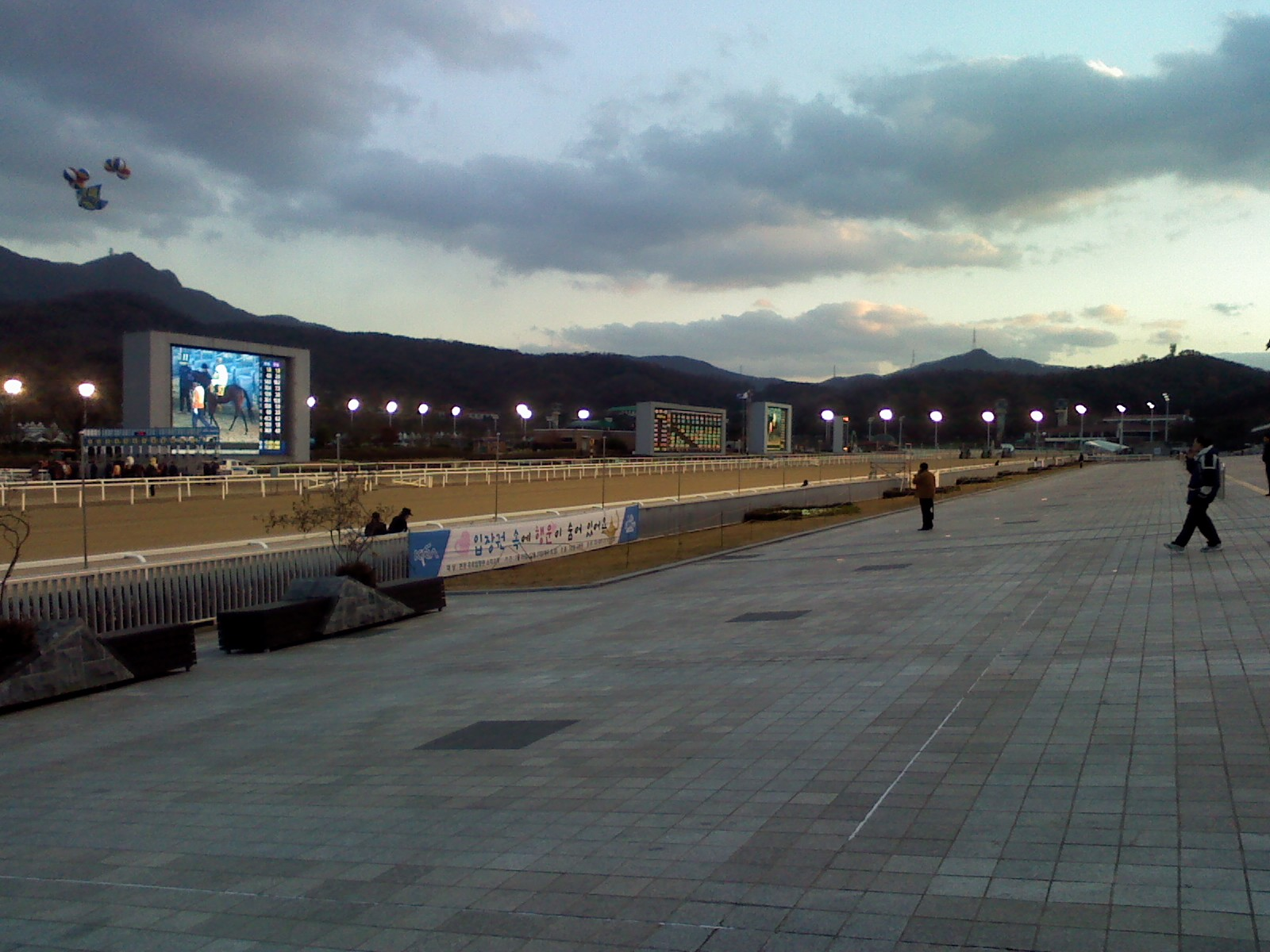
Seoul Race Park

- Busan Gyeongnam Race Park, Busan
- Jeju Race Park, Jeju
- Seoul Race Park, Seoul

## Thailand
- Royal Bangkok Sports Club, Bangkok
- Royal Turf Club of Thailand, Bangkok
- Kawila Race Track, Chiang Mai

## Trinidad und Tobago
- Santa Rosa Park, Arima

## Tschad
- Stade Omnisports Idriss Mahamat Ouya, N’Djamena, Mehrzweckanlage mit Leichtathletikanlagen, Fußballstadion und einer Pferderennbahn

## Tschechien

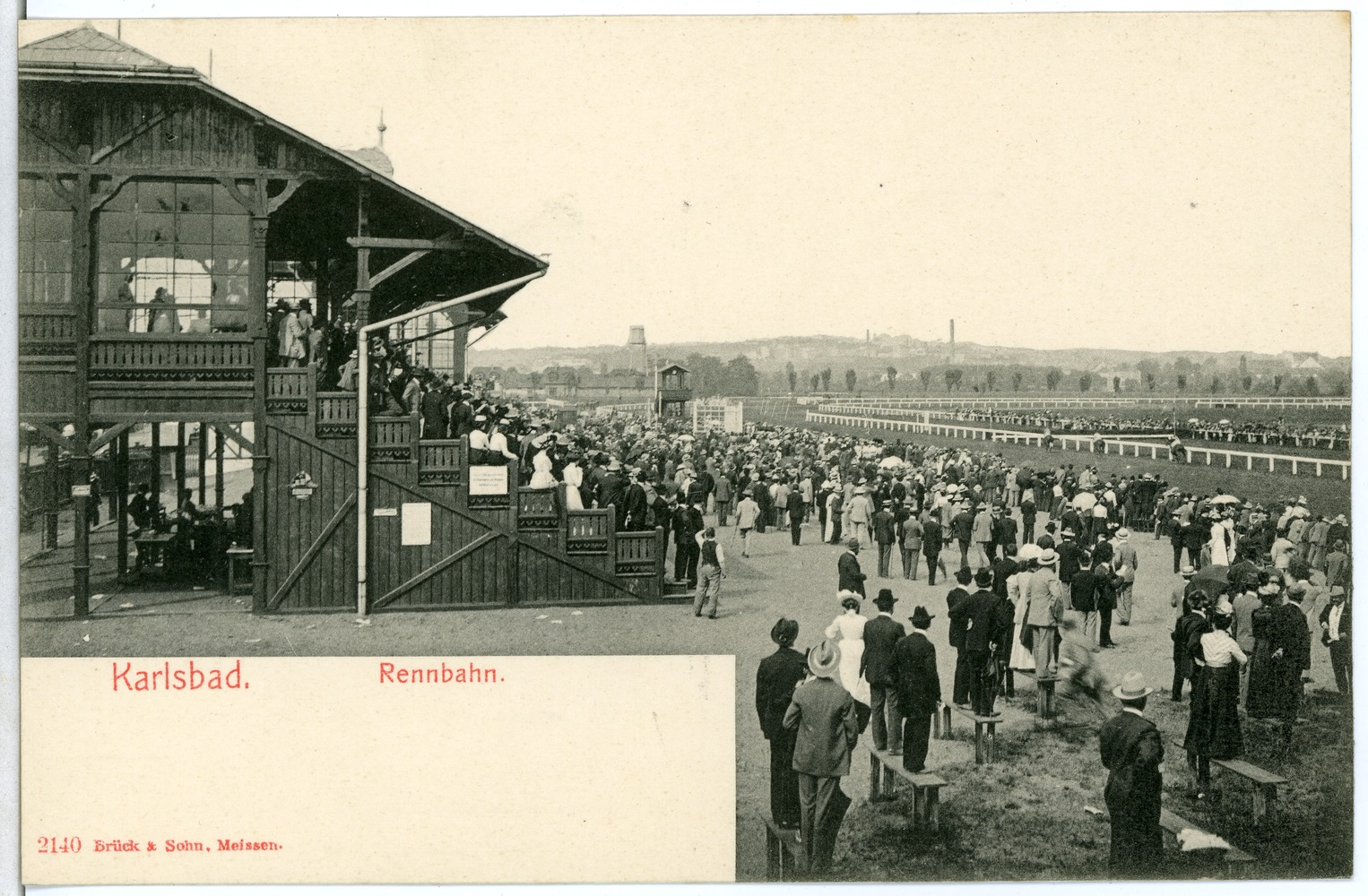
Rennplatz Karlsbad, Tschechien, 1901

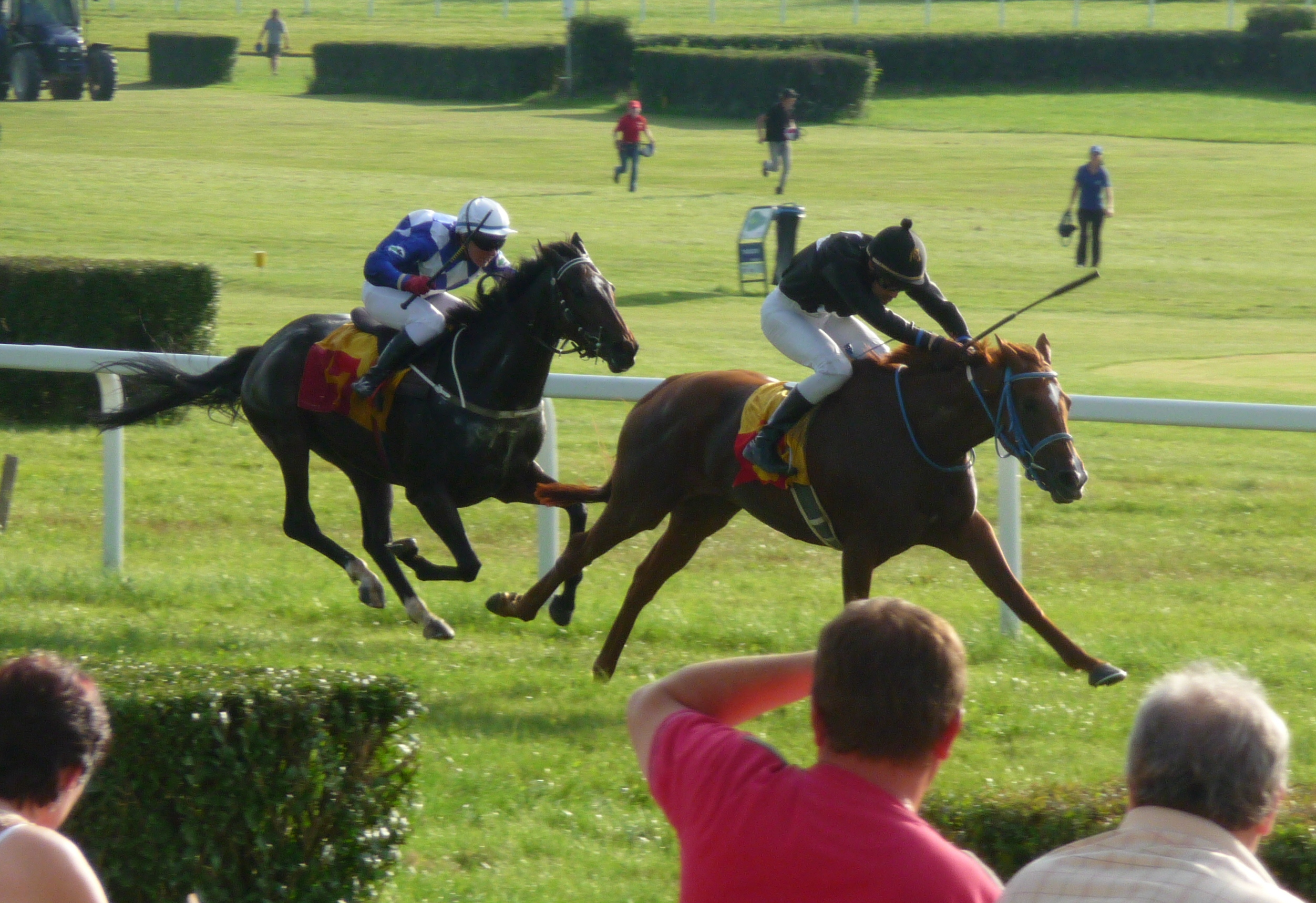
Rennbahn Sluschowitz, Tschechien, 2011

- Hipodrom Bravantice, Dostihy Ostrava, Ostrava
- Dostihové závodiště Albertovec, Albertovec
- Dostihové závodiště Benešov, Benešov
- Dostihové závodiště Brno, Brünn
- Dostihové závodiště Karlovy Vary, Karlsbad
- Dostihové závodiště Kolesa, Kolesa
- Dostihové závodiště Lysá nad Labem, Lissa an der Elbe
- Dostihové závodiště Mimoň, Niemes
- Dostihové závodiště Pardubice, Pardubitz (Austragungsort der Velká Pardubická)
- Dostihové závodiště Praha-Velká Chuchle, Prag
- Dostihové závodiště Netolice, Nettolitz
- Dostihové závodiště Radslavice, Radslawitz
- Dostihové závodiště Slušovice, Sluschowitz
- Dostihové závodiště Světlá Hora, Světlá Hora
- Dostihové závodiště Tochovice, Bezirk Pibrans
- Hipodrom Most, Brüx

## Türkei
- Ankara 75th Anniversary Race Course, Ankara
- Diyarbakır Race Course, Diyarbakır

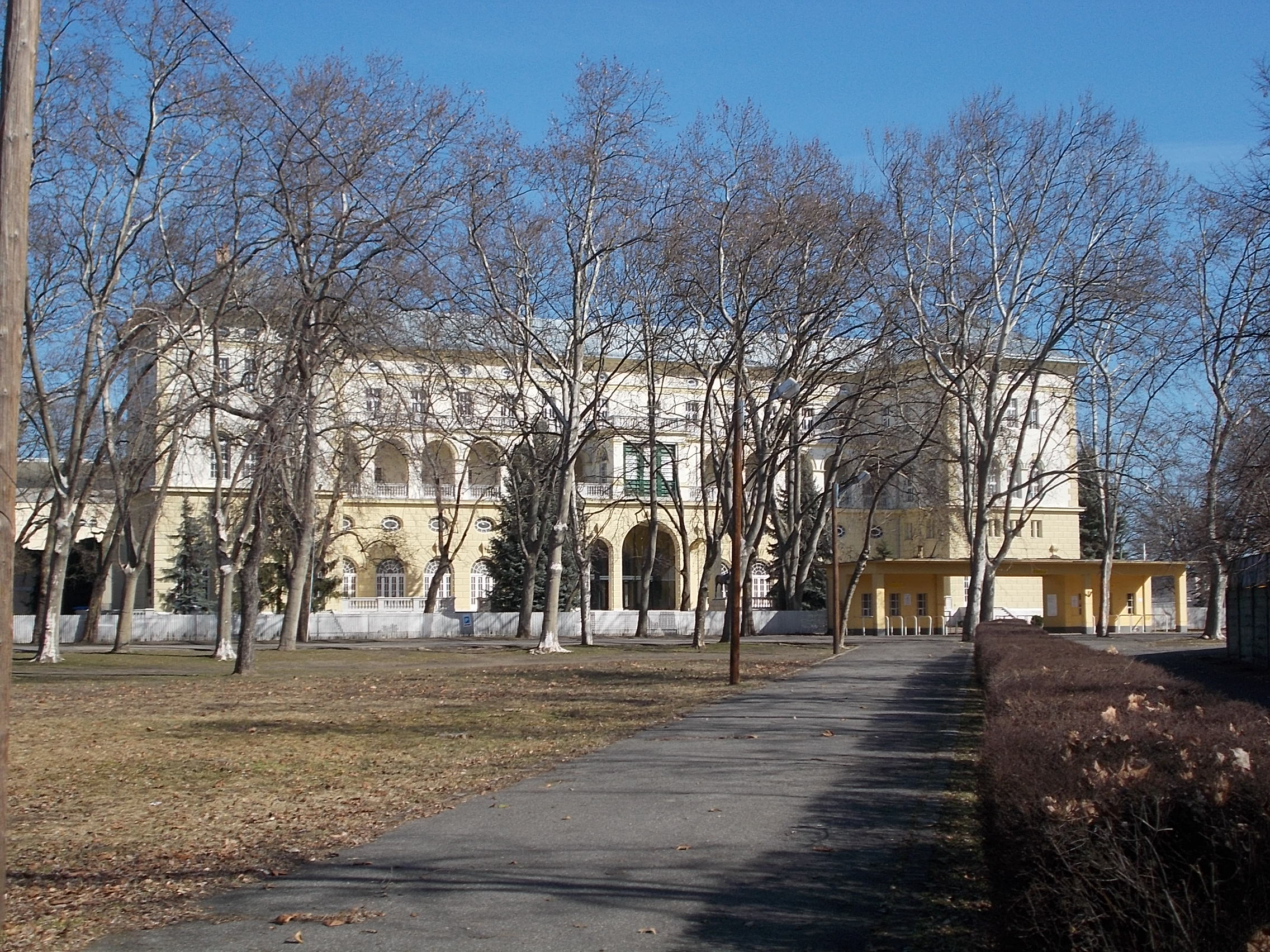
Historische Tribüne von hinten, Kincsem Park, Budapest, 2017

- Elazığ Race Course, Elazığ
- Kocaeli Race Course, Kocaeli

- Osmangazi Race Course, Bursa
- Şanliurfa Race Course, Şanlıurfa
- Şirinyer Race Course, Izmir
- Veliefendi Hipodromu, Istanbul
- Yeşiloba Race Course, Adana

## Ukraine
- Kyiv Ippodrom, Kiew

## Ungarn

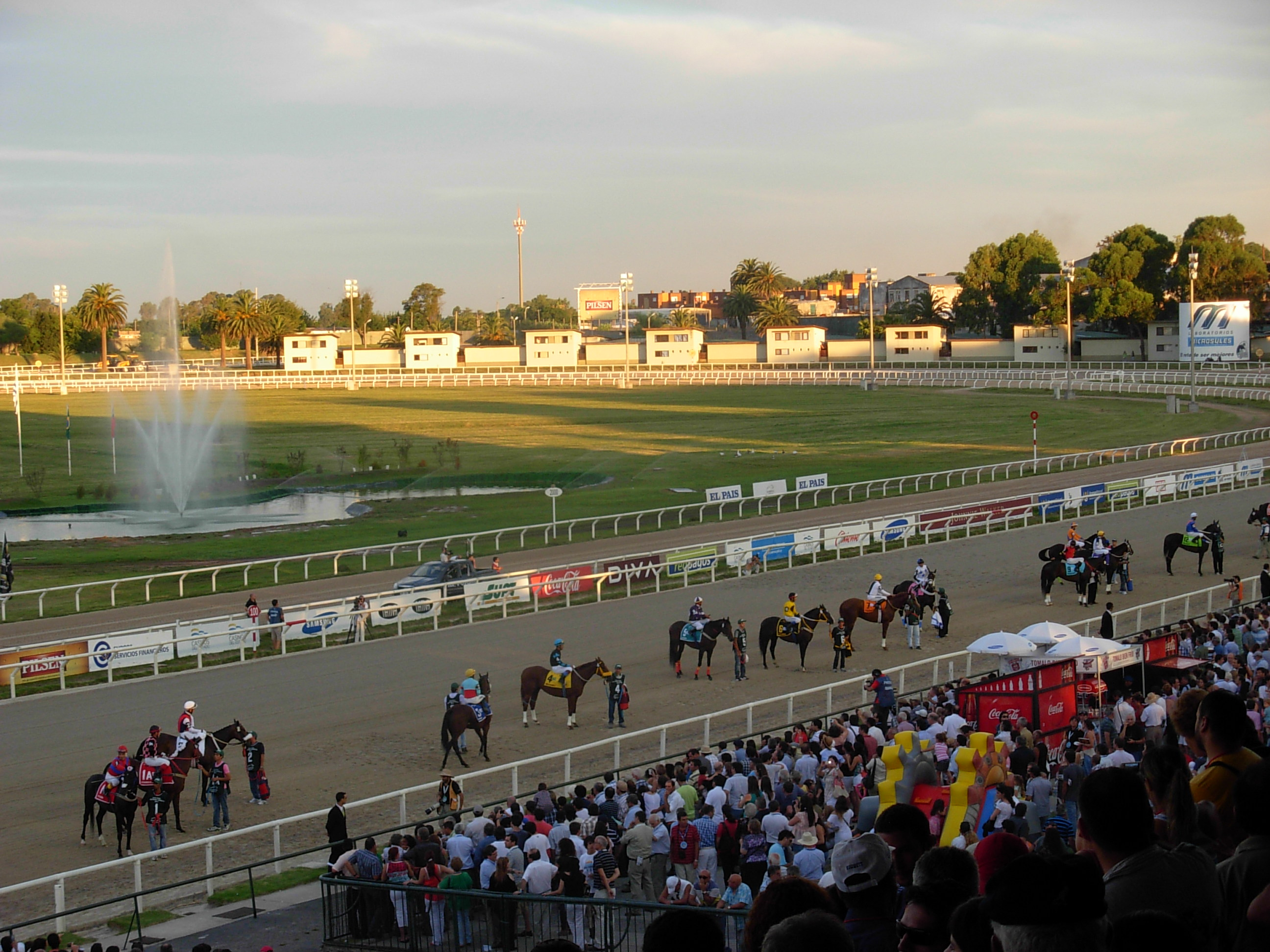
Hipódromo de Maroñas, Montevideo, Uruguay 2013

- Alag, Dunakeszi
- Kincsem Park, Budapest

## Uruguay
- Hipodromo Municipal de Las Piedras, Las Piedras
- Hipódromo de Maroñas, Montevideo

## Vereinigte Arabische Emirate
- Abu Dhabi Equestrian Club, Abu Dhabi
- Jebel Ali Racecourse, Jebel Ali (nahe Dubai)
- Meydan Racecourse, Dubai

## Vereinigte Staaten

### Vollblutrennen

#### Arizona
- Rillito Downs, Tucson
- Turf Paradise Race Course, Phoenix
- Yavapai Downs, Prescott Valley

#### Arkansas
- Oaklawn Park Race Track, Hot Springs (Arkansas)

#### Kalifornien

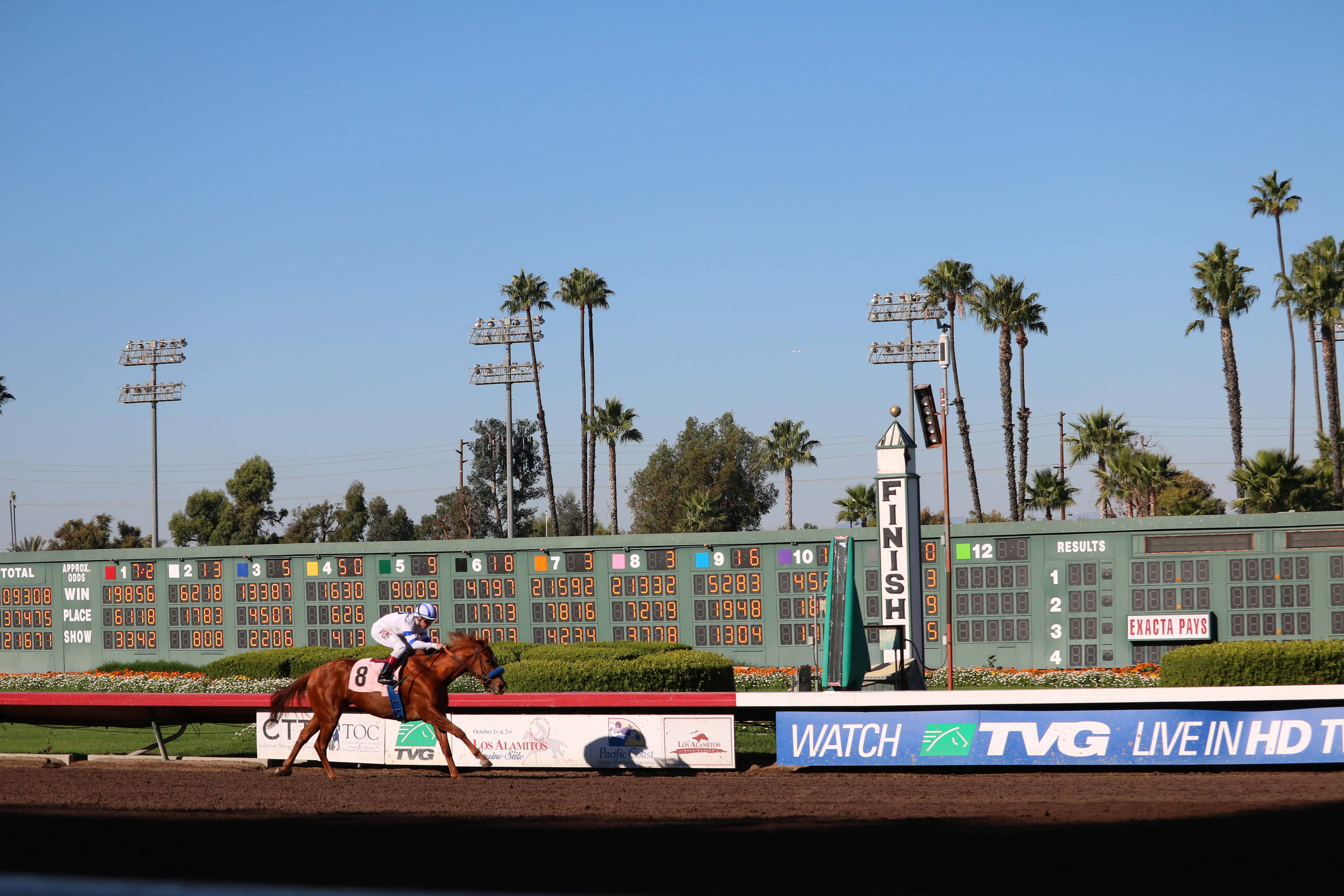
Rennbahn Los Alamitos, 2016

- California Association of Racing Fairs,
- Del Mar Racetrack, Del Mar (Kalifornien)
- Fresno Race Track, Fresno (Kalifornien)
- Golden Gate Fields, Albany (Kalifornien)
- Los Alamitos Race Course, Los Alamitos
- Santa Anita Park, Arcadia (Kalifornien)

#### Colorado
- Arapahoe Park, Aurora (Colorado)

#### Delaware
- Delaware Park Racetrack, Wilmington (Delaware)

#### Florida

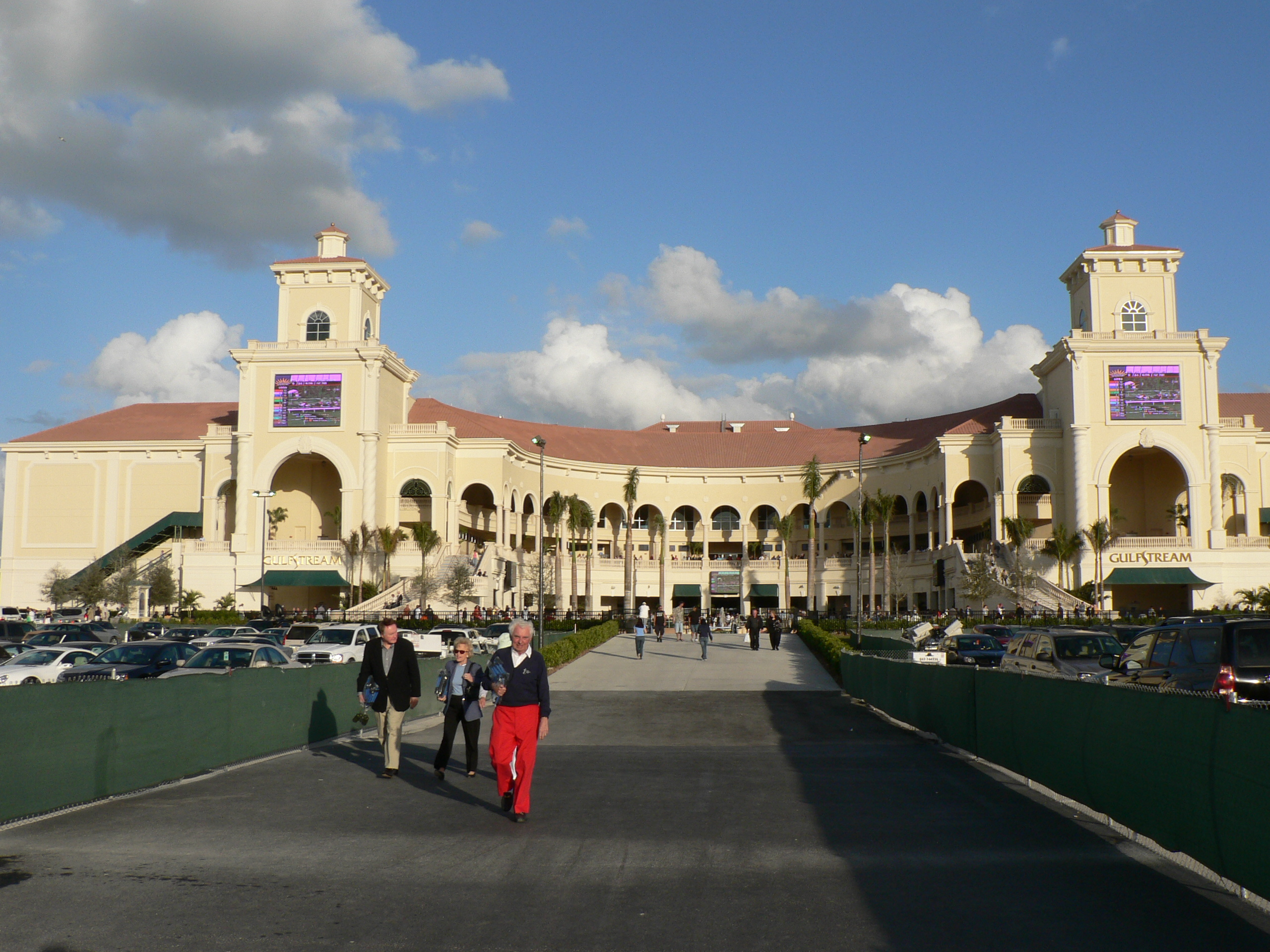
Gulfstream Park, Hallandale Beach, Florida, 2006

- Gulfstream Park West, (ehemals Calder race track) Miami Gardens
- Gulfstream Park, Hallandale Beach, Austragungsort des Pegasus World Cup, einem der weltweit höchstdotierten Pferderennen
- Hialeah Park Race Track, Hialeah
- Sunshine Raceway, Dade City
- Tampa Bay Downs, Tampa (Florida)

#### Idaho
- Idaho Downs, Boise
- Les Bois Park, Boise

#### Illinois
- Arlington Park, Arlington Heights (Illinois)
- Fairmount Park Racetrack, Collinsville (Illinois)
- Hawthorne Race Course, Cicero (Illinois)

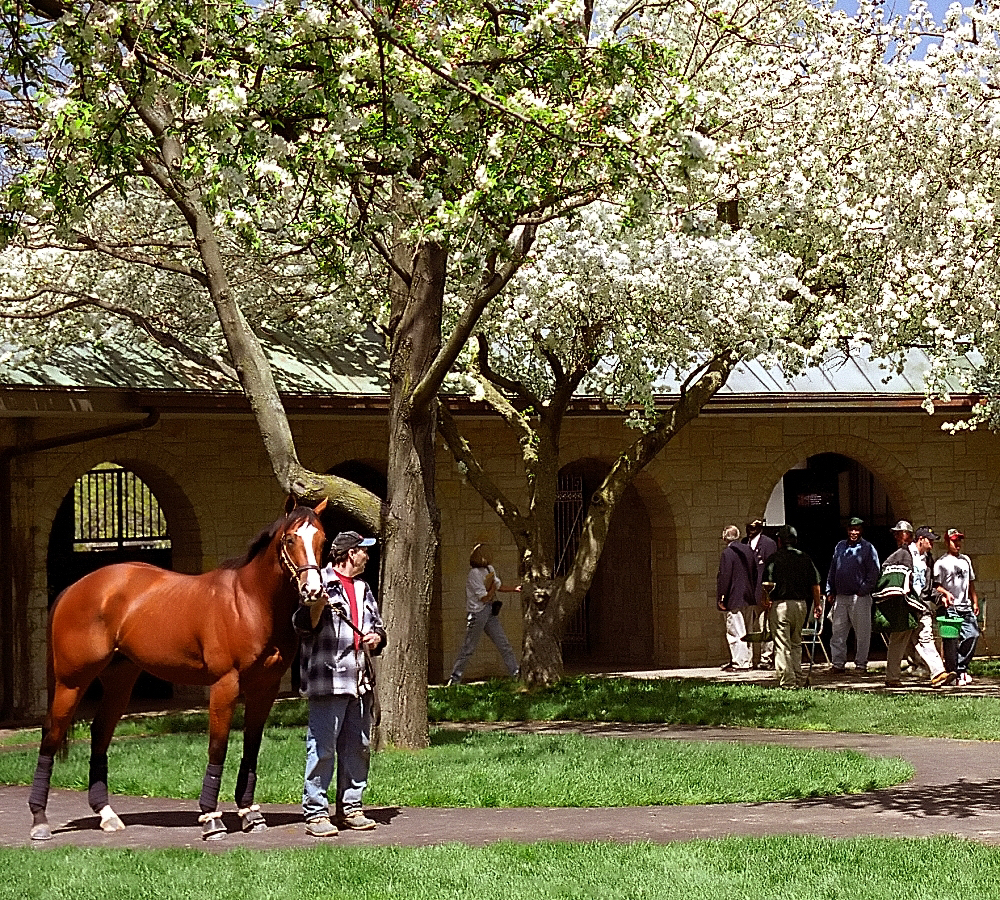
Führring, Keeneland Race Track, Kentucky, 2010

#### Indiana
- Hoosier Park, Anderson (Indiana)
- Indiana Downs, Shelbyville (Indiana)

#### Iowa
- Prairie Meadows, Altoona (Iowa)

#### Kentucky
- Churchill Downs, Louisville (Kentucky) (Austragungsort des Kentucky Derby)
- Ellis Park Racecourse, Henderson (Kentucky)
- Keeneland Race Course, Lexington (Kentucky). Auf dem Keeneland Race Course finden seit 1936 im April und Oktober Rennen statt. Zum 15-tägige Frühjahrstreffen gehören die Blue Grass Stakes, ein Vorbereitungsrennen für das Kentucky Derby.[69] Beim 17-tägige Herbsttreffen finden sechs Gruppe-1-Rennen statt, die unter anderem zur Vorbereitung auf den Breeders’ Cup dienen.[70][71] 1986 wurde Keeneland in die National Historic Landmarks aufgenommen, aufgrund ihrer bedeutenden Rolle im Pferderennsport und der daraus folgenden Wiederbelebung von Lexington.[72]
- Kentucky Downs, Franklin (Kentucky)

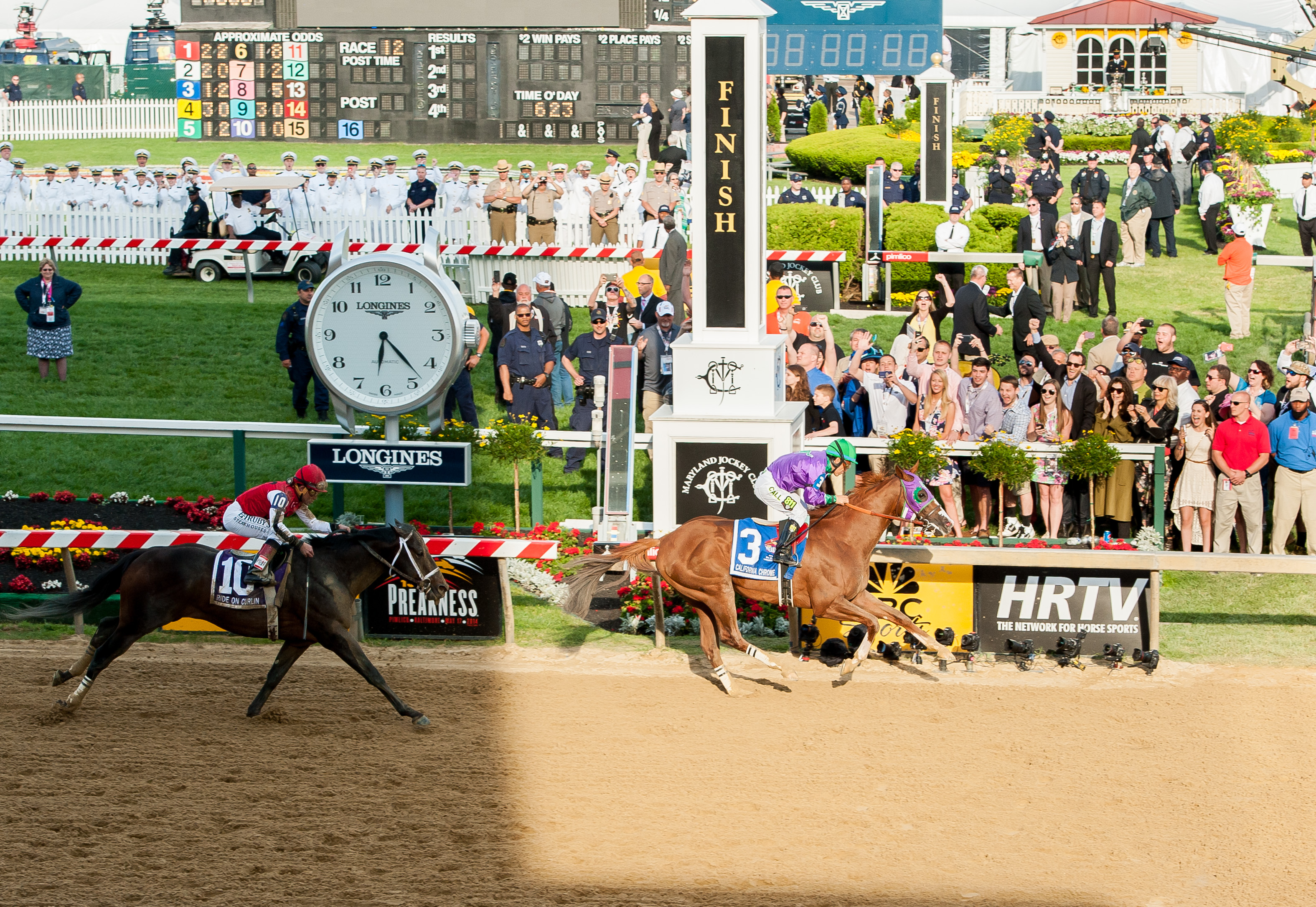
Preakness Stakes, Pimlico Race Course, Baltimore, USA, 2014

- Turfway Park, Florence (Kentucky)

#### Louisiana
- Delta Downs, Vinton (Louisiana)
- Evangeline Downs, Lafayette (Louisiana)
- Fair Grounds Race Course, New Orleans
- Louisiana Downs, Bossier City

#### Maryland
- Laurel Park Racecourse, Laurel (Maryland)
- Maryland State Fair grounds, Timonium (nur während der Messe)
- Pimlico Race Course, Baltimore (Austragungsort der Preakness Stakes)

#### Massachusetts

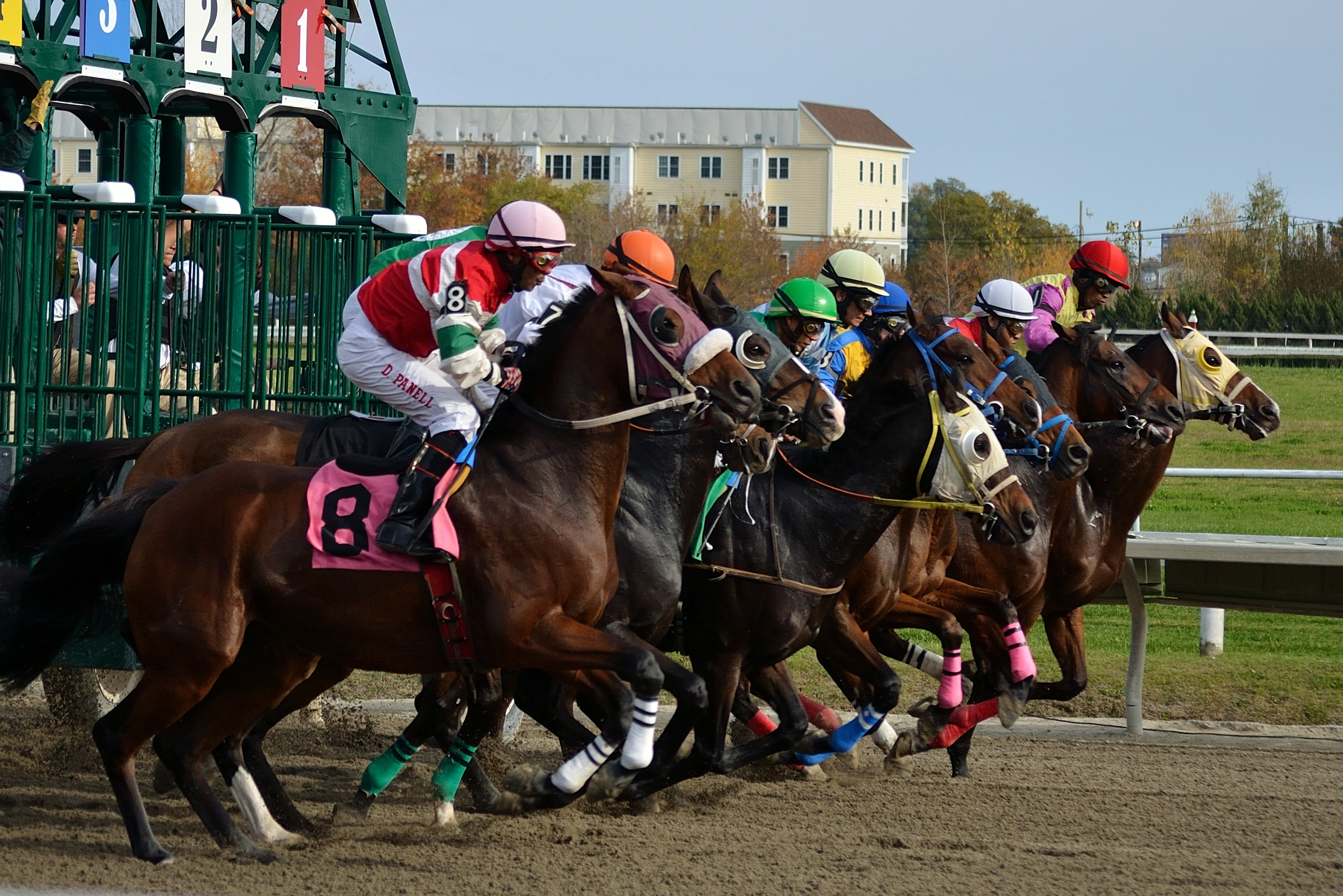
Suffolk Downs, East Boston, 2012

- Suffolk Downs, East Boston (Rennbetrieb nur noch bei einzelnen Veranstaltungen)

#### Michigan
- Hazel Park Raceway, Hazel Park
- Northville Downs, Northville (Michigan)

#### Minnesota
- Canterbury Park, Shakopee

#### Nebraska
- Columbus Races, Columbus (Nebraska)
- Fonner Park, Grand Island (Nebraska)

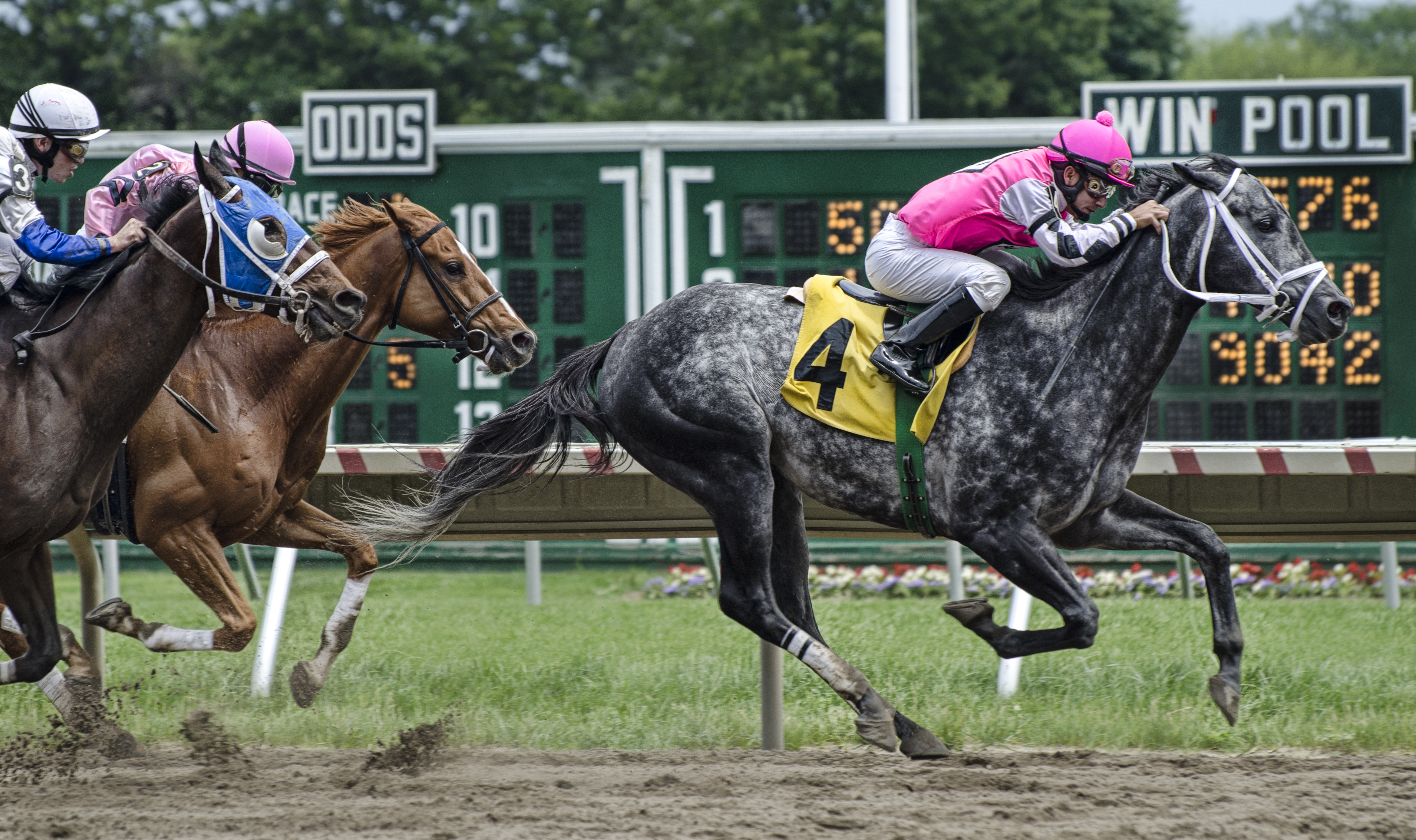
Monmouth Park Racetrack, New Jersey, 2011

- Horsemen's Park, Omaha
- Lincoln Race Course, Lincoln

#### New Jersey
- Meadowlands Racetrack, East Rutherford
- Monmouth Park Racetrack, Oceanport

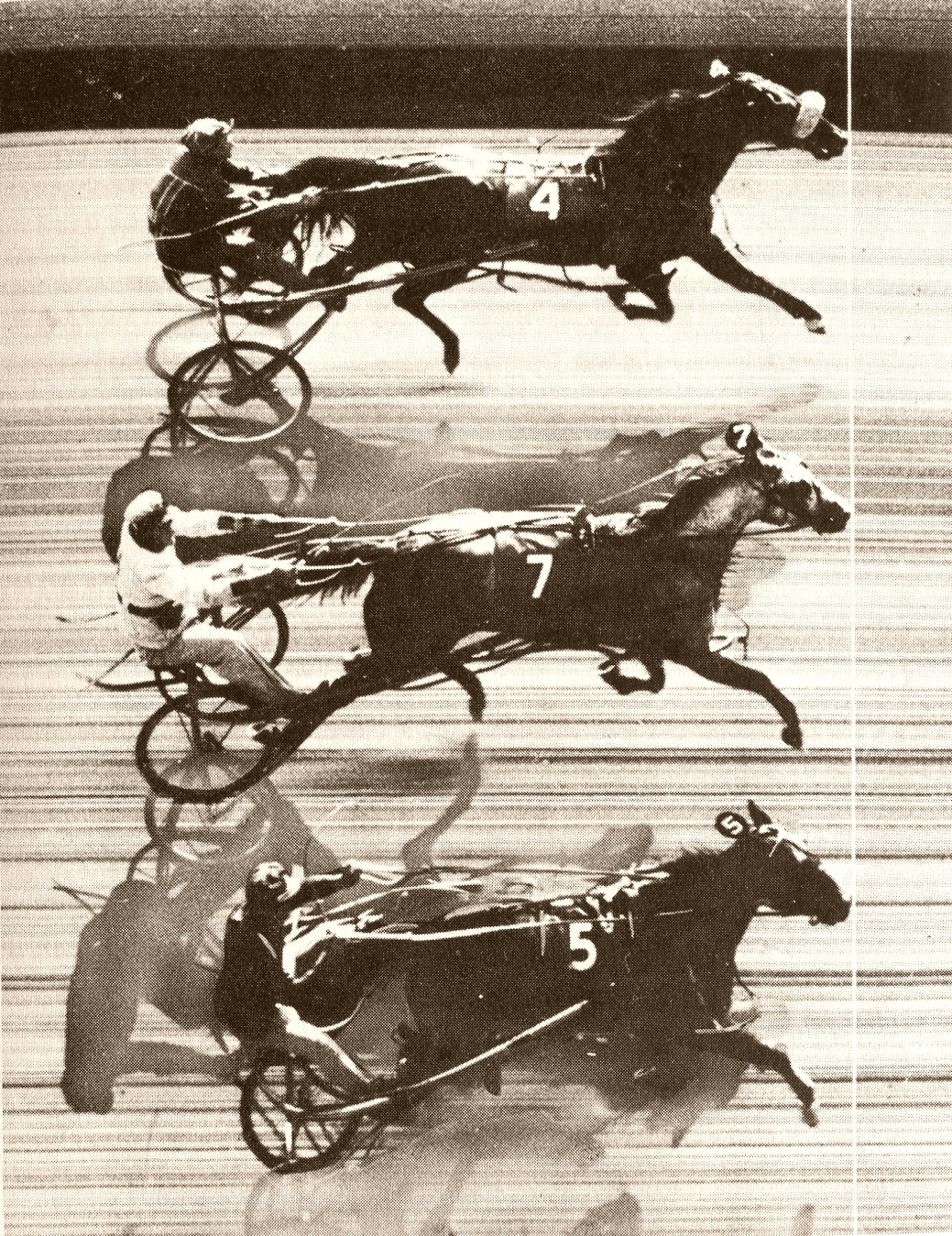
Das Zielfoto des ersten toten Rennens mit drei Siegern im Trabrennen, 3. Oktober 1953 am Freehold Raceway, USA

- Freehold Raceway, Freehold

#### New Mexico
- Albuquerque Downs, Albuquerque
- Ruidoso Downs
- Sunland Park, Sunland Park
- SunRay Gaming, Farmington (New Mexico)
- Zia Park, Hobbs (New Mexico)

#### New York

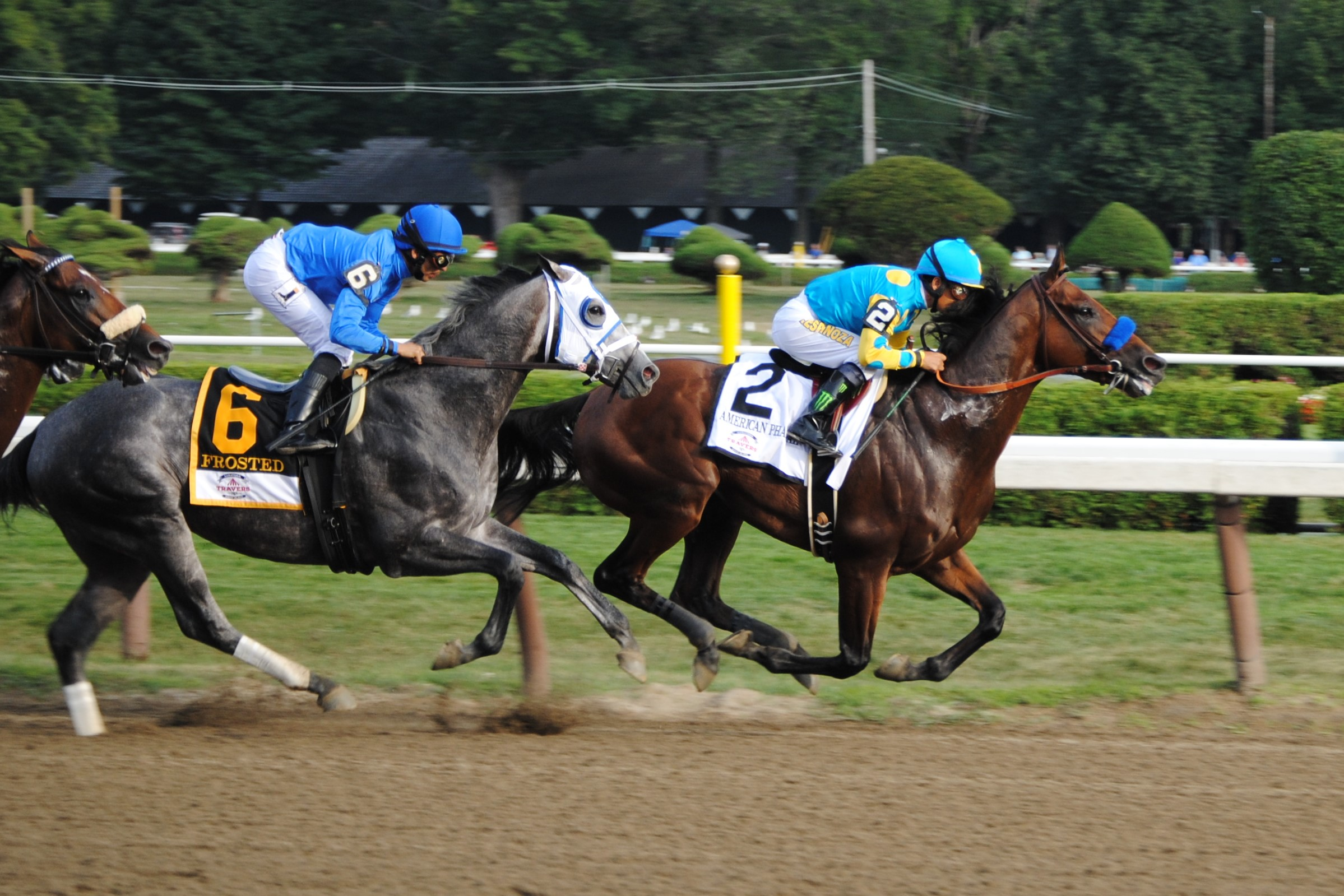
Triple Crown Gewinner American Pharoah führt im Tavers Stakes vor Frosted, Saratoga Race Course, New York, 2015

- Aqueduct Racetrack, South Ozone Park, Queens, New York City
- Belmont Park, Elmont (New York) (Austragungsort der Belmont Stakes)
- Finger Lakes Gaming and Race Track, Canandaigua (City)
- Jamaica Race Course, Queens, ehemalige Rennbahn
- Saratoga Race Course, Saratoga Springs (New York)

#### North Dakota
- North Dakota Horse Park, Fargo

#### Ohio
- Belterra Park, Cincinnati
- Hollywood Gaming at Dayton Raceway, Dayton (Ohio)
- Hollywood Gaming at Mahoning Valley Race Course, Youngstown (Ohio)

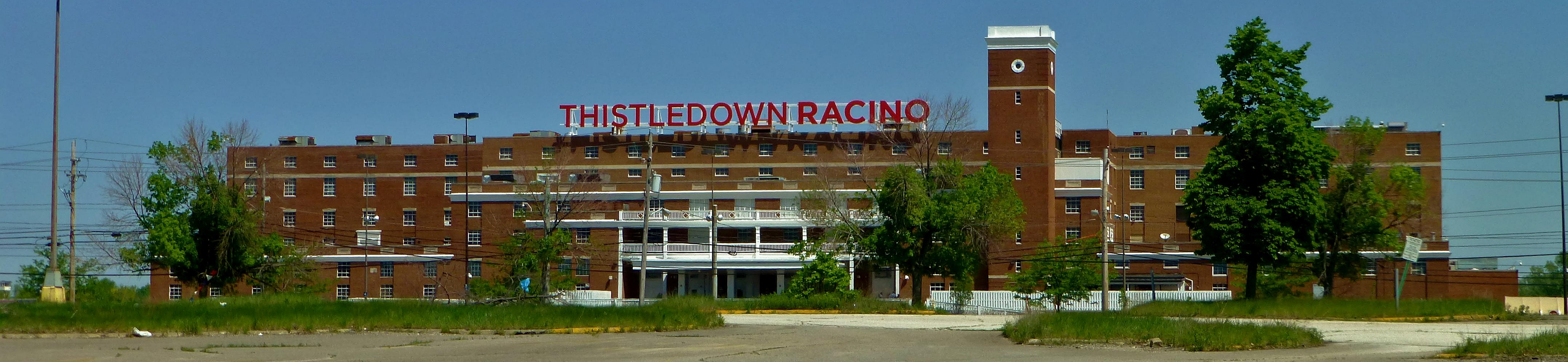
Thistledown Racino, North Randall, Ohio 2014

- Thistledown Racino, North Randall

#### Oklahoma
- Fair Meadows Race Track, Tulsa
- Remington Park, Oklahoma City
- Will Rogers Downs, Claremore

#### Oregon
- Portland Meadows, Portland

#### Pennsylvania
- The Meadows, Washington (Pennsylvania)
- Parx Casino and Racing, Bensalem
- Penn National Race Course, Grantville (Pennsylvania)
- Presque Isle Downs, Erie (Pennsylvania)

#### Texas
- Lone Star Park, Grand Prairie (Texas)

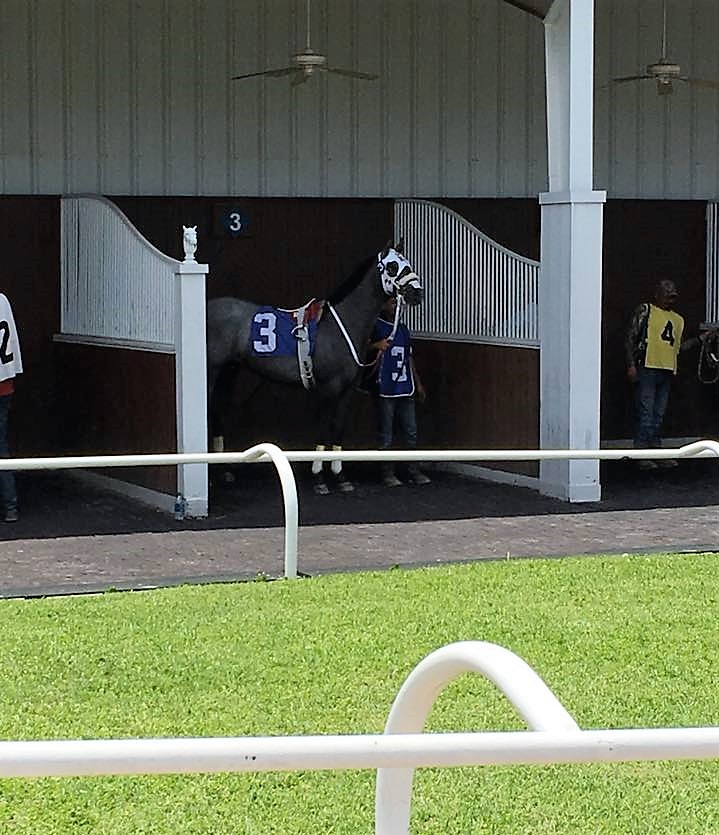
Sattelplatz, Sam Houston Race Park, Texas, 2017

- Retama Park, Selma (Texas)

- Sam Houston Race Park, Houston

#### Virginia
- Colonial Downs, New Kent County

#### Washington
- Emerald Downs, Auburn (Washington)

#### West Virginia
- Charles Town Races & Slots, Charles Town
- Mountaineer Casino, Racetrack and Resort, Chester

#### Wyoming
- Wyoming Downs, Evanston (Wyoming)

### Trabfahren

#### California
- Cal Expo, Sacramento

#### Delaware
- Dover Downs, Dover (Delaware)
- Harrington Raceway and Midway Slots, Harrington (Delaware)

#### Florida
- Pompano Park, Pompano Beach

#### Illinois
- Hawthorne Race Course, Stickney/Cicero (Illinois) (auch Galopprennen)
- Maywood Park Race Track, Melrose Park (Illinois)

#### Indiana
- Hoosier Park, Anderson (Indiana)
- Indiana Grand Racing & Casino, Shelbyville (Indiana)

#### Kentucky
- The Red Mile, Lexington (Kentucky)

#### Maine
- Bangor Raceway, Bangor (Maine)
- Scarborough Downs, Scarborough (Maine)

#### Maryland
- Ocean Downs, Berlin (Maryland)
- Rosecroft Raceway, Oxon Hill

#### Massachusetts
- Plainridge Racecourse, Plainville (Massachusetts)

#### Michigan
- Northville Downs, Northville (Michigan)

#### Minnesota
- Running Aces Harness Park, Columbus (Minnesota)

#### New Jersey
- Freehold Raceway, Freehold Borough
- Meadowlands Racetrack, East Rutherford

#### New York
- Batavia Downs, Batavia
- Buffalo Raceway, Hamburg (New York)
- Historic Track, Goshen (New York)
- Monticello Raceway, Sullivan County (New York)
- Saratoga Raceway, Saratoga Springs (New York)
- Tioga Downs, Nichols
- Vernon Downs, Vernon
- Yonkers Raceway, Yonkers

#### Ohio
- Hard Rock Rocksino Northfield Park, Northfield (Ohio)
- Hollywood Gaming at Dayton Raceway, Dayton (Ohio)
- Meigs County Fairgrounds, Pomeroy (Ohio)
- Miami Valley Gaming, Lebanon (Ohio)
- Scioto Downs Racino, Columbus (Ohio)

#### Pennsylvania
- Harrah's Philadelphia, Chester (Pennsylvania)
- The Meadows Racetrack and Casino, North Strabane Township
- Mohegan Sun at Pocono Downs, Wilkes-Barre

## Venezuela

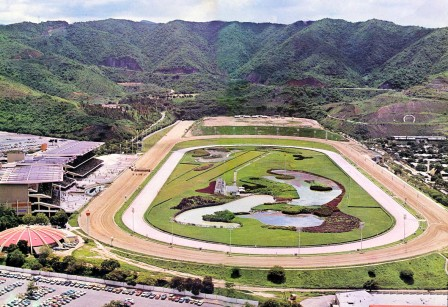
Hipodromo La Rinconada, Caracas, Venezuela, 2009

- Hipodromo de Santa Rita, Santa Rita (Zulia) (nahe Maracaibo)
- Hipodromo de Valencia, Valencia (Venezuela)
- Hipodromo La Rinconada, Caracas
- Hipodromo Rancho Alegre, Ciudad Bolívar

## Vietnam
- Phú Thọ Hippodrome, Ho-Chi-Minh-Stadt

## Zimbabwe
- Borrowdale Park, Harare

## Zypern
- Nicosia Race Club, Nikosia[73]